# Història de l'electricitat

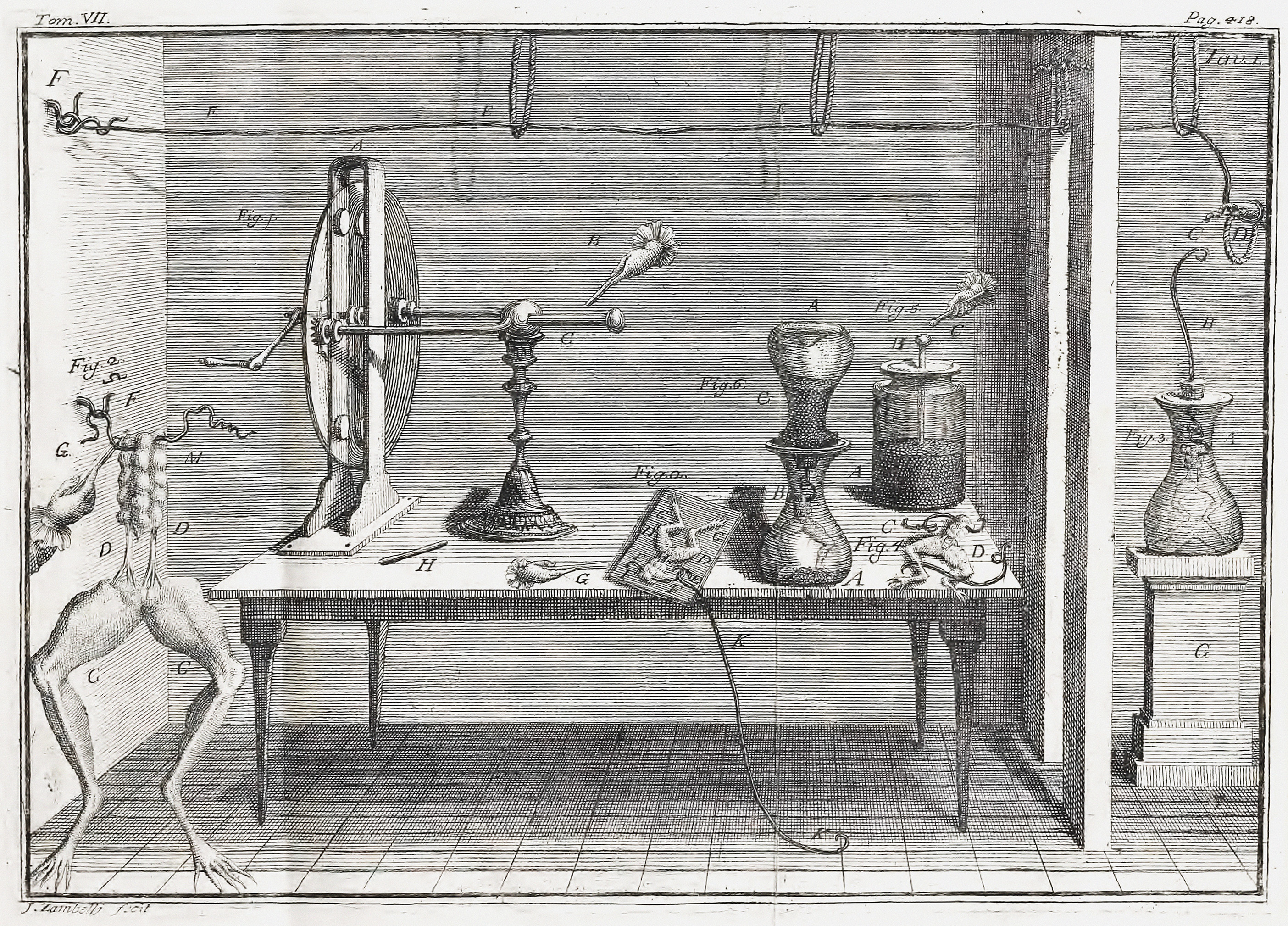
Gravat mostrant la teoria del galvanisme segons els experiments de Luigi Galvani. De viribus electricitatis in motu musculari commentarius, 1792

La història de l'electricitat es refereix a l'estudi i a l'ús humà de l'electricitat, al descobriment de les seves lleis com a fenomen físic i a la invenció d'artefactes per al seu ús pràctic. El fenomen en si, sense considerar la seva relació amb l'observador humà, no té història; i si se la considerés com a part de la història natural, en tindria tanta com el temps, l'espai, la matèria i l'energia. Com també es denomina electricitat la branca de la ciència que estudia el fenomen i la branca de la tecnologia que l'aplica, la història de l'electricitat és la branca de la història de la ciència i de la història de la tecnologia que s'encarrega de l'estudi de la seva aparició i evolució.

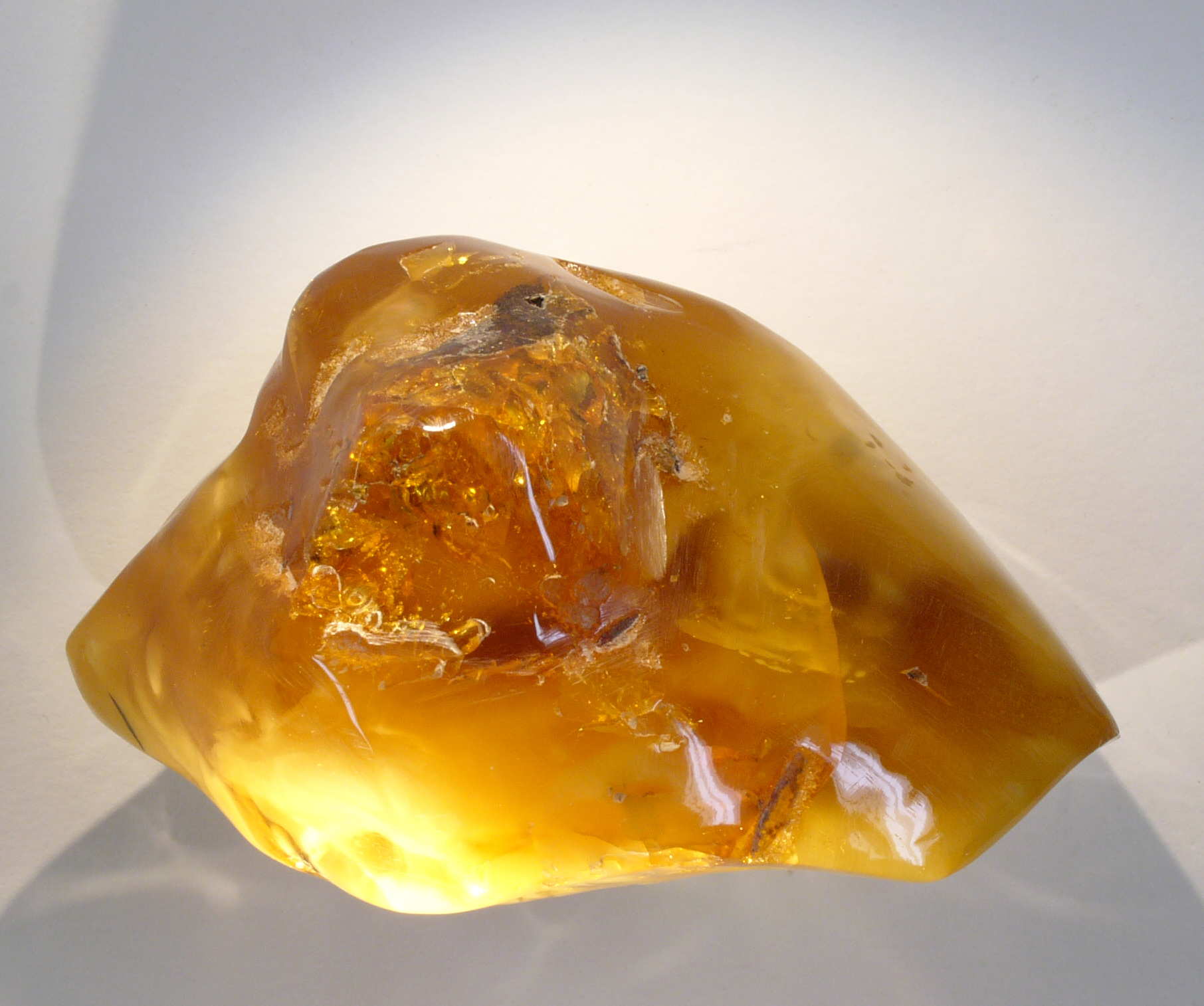
Un fragment d'ambre que Tales de Milet va poder utilitzar en la seva experimentació de l'efecte triboelèctric. El nom en grec d'aquest material (ελεκτρον, elektron) s'utilitzà per a anomenar el fenomen i la ciència que l'estudia, a partir del llibre De Magnete, Magneticisque Corporibus, et de Magno Magnete Tellure, de William Gilbert (1600)

Una de les seves fites inicials pot situar-se cap a la dècada del 600 aC, quan el filòsof grec Tales de Milet va observar que fregant una vara d'ambre amb una pell o amb llana, s'obtenien petites càrregues (efecte triboelèctric) que atreien petits objectes, i fregant molt de temps, podia arribar a causar l'aparició d'una espurna. A prop de l'antiga ciutat grega de Magnèsia es trobaven les denominades pedres de Magnèsia, que incloïen magnetita. Els antics grecs van observar que els trossos d'aquest material s'atreien entre si, i també atreien petits objectes de ferro. Les paraules magneto – equivalent al terme català imant– i magnetisme deriven d'aquest topònim.
L'electricitat evolucionà històricament des de la simple percepció del fenomen, al seu tractament científic, que no es faria sistemàtic fins al segle xviii. Es van registrar al llarg de l'edat antiga i la mitjana altres observacions aïllades i simples especulacions, així com intuïcions mèdiques (ús de peixos elèctrics en malalties com la gota i el mal de cap), referides per autors com Plini el Vell i Escriboni Llarg, o objectes arqueològics d'interpretació discutible, com la bateria de Bagdad, un objecte trobat a l'Iraq el 1938, datat al voltant del 250 aC, que s'assembla a una cel·la electroquímica. No s'han trobat documents que en demostrin la utilització, encara que hi ha altres descripcions anacròniques de dispositius elèctrics en murs egipcis i escrits antics.
Aquestes especulacions i registres fragmentaris són el tractament gairebé exclusiu (amb la notable excepció de l'ús del magnetisme per a la brúixola) que hi ha des de l'antiguitat fins a la Revolució científica del segle xvii; tot i que, encara llavors, passa a ser una mica més que un espectacle per a exhibir als salons. Les primeres aportacions que poden entendre's com a aproximacions successives al fenomen elèctric foren realitzades per investigadors sistemàtics com William Gilbert, Otto von Guericke, Du Fay, Pieter van Musschenbroek (ampolla de Leiden) o William Watson. Les observacions sotmeses al mètode científic van començar a donar els seus fruits amb Luigi Galvani, Alessandro Volta, Charles-Augustin de Coulomb o Benjamin Franklin, prosseguides a començaments del segle xix per André-Marie Ampère, Michael Faraday o Georg Ohm. Els cognoms d'alguns d'aquests pioners van acabar donant nom a nombroses unitats utilitzades avui dia en la mesura de les diferents magnituds del fenomen. La comprensió final de l'electricitat es va aconseguir mitjançant la seva unificació amb el magnetisme en un únic fenomen electromagnètic descrit per les equacions de Maxwell (1861-1865).
El telègraf elèctric (Samuel Morse, 1833, precedit per Gauss i Weber, 1822) pot considerar-se com la primera gran aplicació en el camp de les telecomunicacions, però no serà en la primera revolució industrial, sinó a partir de l'últim quart del segle xix quan les aplicacions econòmiques de l'electricitat la convertiran en una de les forces motrius de la segona revolució industrial. Més que l'època de grans teòrics com Lord Kelvin, fou el moment dels enginyers, com Zénobe Gramme, Nikola Tesla, Frank Sprague, George Westinghouse, Ernst Werner von Siemens, Alexander Graham Bell i sobretot Thomas Alva Edison i la seva revolucionària manera d'entendre la relació entre la investigació cientificotècnica i el mercat capitalista. Els successius canvis de paradigma de la primera meitat del segle xx (relativista i quàntic) estudiaran la funció de l'electricitat en una nova dimensió: l'atòmica i la subatòmica.

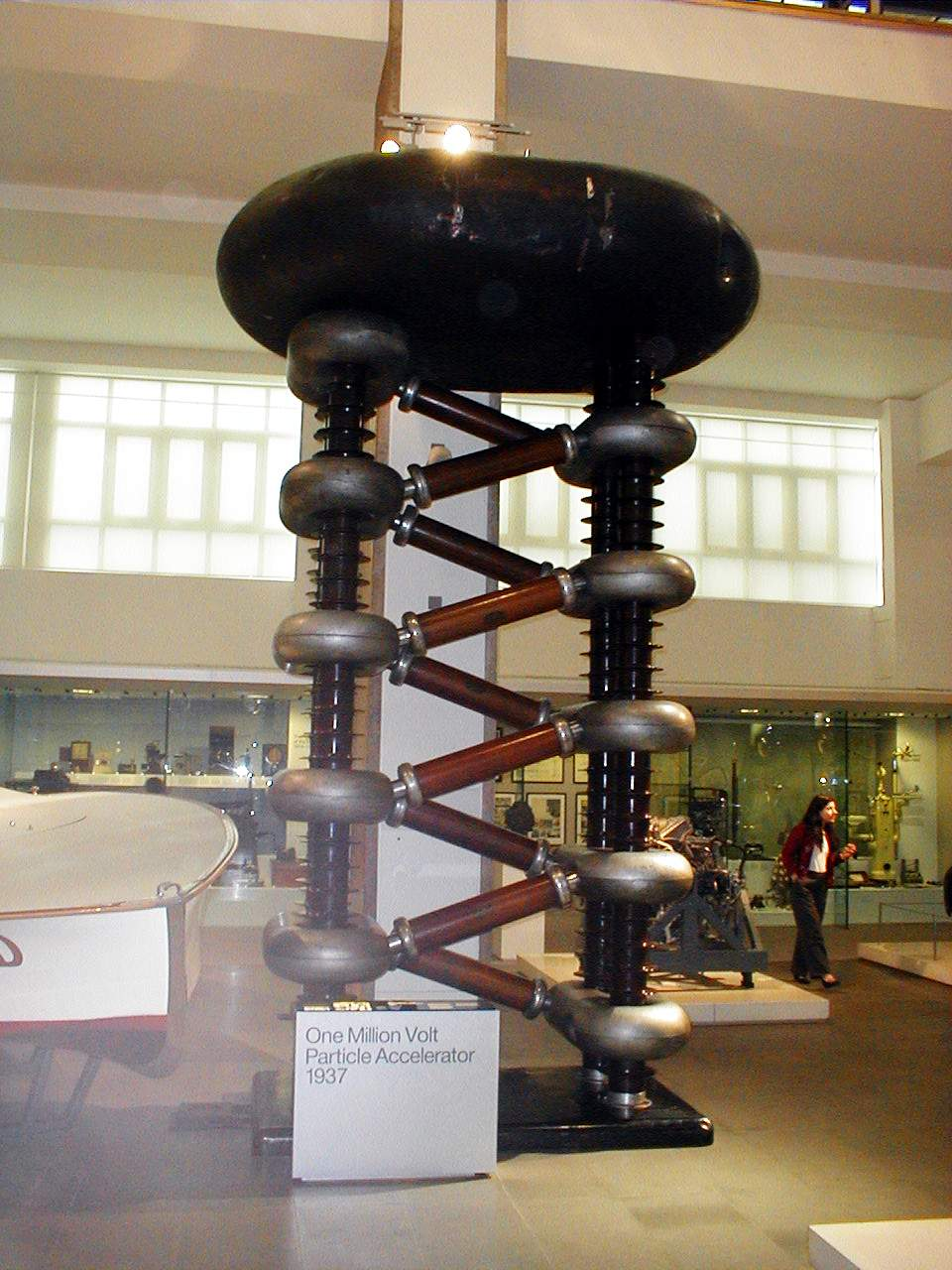
Multiplicador de tensió Cockcroft-Walton utilitzat en un accelerador de partícules de 1937, que arribava a un milió de volts

L'electrificació no fou només un procés tècnic, sinó un veritable canvi social d'implicacions extraordinàries, començant per l'enllumenat i seguint per tota mena de processos industrials (motor elèctric, metal·lúrgia, refrigeració…) i de comunicacions (telefonia, ràdio). Lenin, durant la Revolució bolxevic, va definir el socialisme com la suma de l'electrificació i el poder dels soviets, però va ser sobretot la societat de consum que va néixer als països capitalistes, la que va dependre en major mesura de la utilització domèstica de l'electricitat en els electrodomèstics i va ser en aquests països on la retroalimentació entre la ciència, la tecnologia i la societat va desenvolupar les complexes estructures que van permetre els actuals sistemes d'R+D i d'R+D+I, en què la iniciativa pública i privada s'interpenetren, i les figures individuals es difuminen en els equips d'investigació.
L'energia elèctrica és essencial per a la societat de la informació de la tercera revolució industrial que es ve produint des de la segona meitat del segle xx (transistor, televisió, computació, robòtica, Internet…). Únicament pot comparar-se-li en importància la motorització dependent del petroli (que també és àmpliament utilitzada, com els altres combustibles fòssils, en la generació d'electricitat). Ambdós processos van exigir quantitats cada vegada més grans d'energia, la qual cosa és en l'origen de la crisi energètica i mediambiental i de la recerca de noves fonts d'energia, la majoria amb immediata utilització elèctrica (energia nuclear i energies alternatives, donades les limitacions de la tradicional hidroelectricitat). Els problemes que té l'electricitat per al seu emmagatzemament i transport a llargues distàncies, i per a l'autonomia dels aparells mòbils, són reptes tècnics encara no resolts de manera prou eficaç.
L'impacte cultural del que Marshall McLuhan va denominar edat de l'electricitat, que seguiria a l'edat de la mecanització (per comparació a com l'Edat dels Metalls va seguir a l'Edat de Pedra), prové de l'altíssima velocitat de propagació de la radiació electromagnètica (300.000 km/segon), que fa que es percebi de manera gairebé instantània. Aquest fet comporta possibilitats abans inimaginables, com la simultaneïtat i la divisió de cada procés en una seqüència. Es va imposar un canvi cultural que provenia de l'enfocament en "segments especialitzats d'atenció" (l'adopció d'una perspectiva particular) i la idea de la "consciència sensitiva instantània de la totalitat", una atenció al "camp total", un "sentit de l'estructura total". Es va fer evident i prevalent el sentit de "forma i funció com una unitat", una "idea integral de l'estructura i configuració". Aquestes noves concepcions mentals van tenir gran impacte en tot tipus d'àmbits científics, educatius i fins i tot artístics (per exemple, el cubisme). En l'àmbit de l'espacial i polític, "l'electricitat no centralitza, sinó que descentralitza... mentre que el ferrocarril requereix un espai polític uniforme, l'avió i la ràdio permeten la major discontinuïtat i diversitat en l'organització espacial".

## Seglexvii

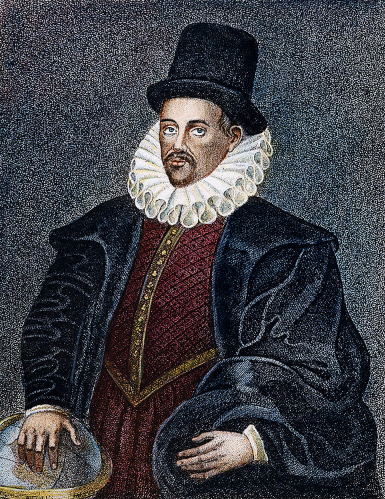
William Gilbert

La Revolució científica que s'estava produint des de Copèrnic en l'astronomia i Galileu en la física no trobà aplicacions massa primerenques en el camp de l'electricitat, limitant-se a l'activitat dels pocs autors que tracten sobre aquesta en la recopilació baconiana de les dades experimentals, que fins aquell moment no arribaren a induir models explicatius.

### William Gilbert: materialselèctricsi materialsanelèctrics(1600)
El científic anglès William Gilbert (1544-1603) publicà el seu llibre De Magnete, en què utilitzà la paraula llatina electricus, derivada del grec elektron, que significa 'ambre', per a descriure els fenòmens descoberts pels grecs.

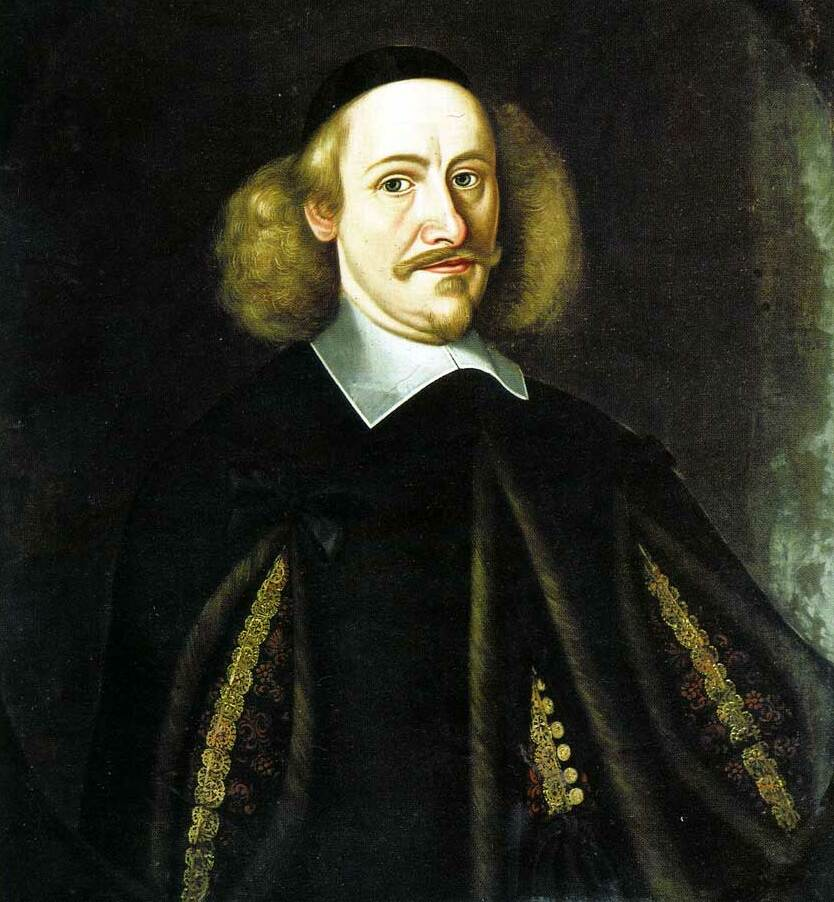
Otto von Guericke

Anteriorment, l'italià Gerolamo Cardanohavia ja havia diferenciat, potser per primer cop, entre les forces magnètiques i les elèctriques (De Subtilitate 1550). Gilbert establí les diferències entre ambdós fenòmens arran que la reina Elisabet I d'Anglaterra li ordenés estudiar els imants per millorar l'exactitud de les brúixoles utilitzades en la navegació, i aconseguí amb aquest treball la base principal per a la definició dels fonaments de l'electroestàtica i del magnetisme. Mitjançant les seves experiències, classificà els materials en anelèctrics (aïllants) i elèctrics (conductors) i ideà el primer electroscopi. Descobrí la imantació per influència, i observà que la imantació del ferro es perd quan s'escalfa fins a ferro roent. Estudià la inclinació d'una agulla magnètica i conclogué que la Terra es comporta com un gran imant. El gilbert és la unitat de mesura de la força magnetomotriu.

### Otto von Guericke: les càrregues elèctriques (1660)
Les investigacions de Gilbert foren continuades pel físic alemany Otto von Guericke (1602-1686). En les investigacions que realitzà sobre l'electroestàtica, observà que es produïa una repulsió entre els cossos electritzats després d'haver estat atrets. Ideà la primera màquina electroestàtica i aconseguí fer aparèixer espurnes d'un globus fet de sofre, que el portà a especular sobre la naturalesa elèctrica dels llamps. Fou la primera persona que estudià la luminescència.

## Segle XVIII: la Revolució industrial
La crisi de la consciència europea renovà el panorama intel·lectual que hi havia a finals del segle xvii i principis del segle xviii, iniciant així el conegut segle de les llums o de la Il·lustració. Institucions científiques franceses de nova creació, com la Royal Academy anglesa, i l'esperit crític que els enciclopedistes francesos expandien per tot el continent, convivien amb l'inici de la Revolució Industrial. No obstant això, la retroalimentació entre ciència, tecnologia i societat encara no s'havia produït. Excepte el parallamps, cap de les innovacions tècniques del segle tingué a veure amb les investigacions científiques sobre l'electricitat, fet que no és exclusiu d'aquest camp: la mateixa màquina de vapor precedí durant cent anys la definició de la termodinàmica per Sadi Carnot.

### Stephen Gray: els efluvis (1729)
El físic anglès Stephen Gray (1666-1736) estudià principalment la conductivitat elèctrica dels cossos i, després de molts experiments, fou el primer a transmetre l'electricitat a través d'un conductor, l'any 1729. En els seus experiments descobrí que perquè l'electricitat, o els "efluvis" o "virtut elèctrica", com ell l'anomenà, pogués circular pel conductor, aquest havia d'estar aïllat de terra. Posteriorment estudià altres formes de transmissió i, juntament amb els científics G. Wheler i J. Godfrey, classificà els materials en conductors i aïllants de l'electricitat. Inventà una làmpada elèctrica i ideà endolls, interruptors i sistemes d'instal·lacions elèctriques.

### Charles François de Cisternay du Fay:càrrega vítriaicàrrega resinosa(1733)

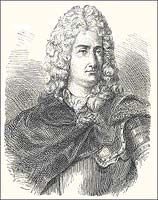
Charles François de Cisternay du Fay

El científic francès Charles François de Cisternay du Fay (1698-1739), quan es va assabentar dels treballs de Stephen Gray, dedicà la seva vida a l'estudi dels fenòmens elèctrics. Du Fay, entre molts altres experiments, observà que una làmina d'or sempre era repel·lida per una barra de vidre electrificada. Publicà els seus treballs el 1733 i fou el primer a identificar l'existència de dos tipus de càrregues elèctriques (denominades avui en dia positiva i negativa), i les anomenà càrrega vítria i càrrega resinosa, perquè ambdues es manifestaven d'una manera en fregar, amb un mocador de seda, el vidre (càrrega positiva) i de manera diferent en fregar, amb una pell, algunes substàncies resinoses com l'ambre o la goma (càrrega negativa).

### Pieter van Musschenbroek: l'ampolla de Leiyden (1745)

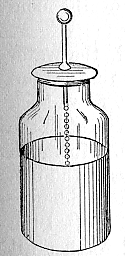
Dibuix del condensador original

El físic holandès Pieter van Musschenbroek (1692-1761), que treballava a la Universitat de Leiden, efectuà una experiència per comprovar si una ampolla plena d'aigua podia conservar càrregues elèctriques. Aquesta ampolla consistia en un recipient amb un tap, el qual es travessava amb una vareta metàl·lica submergida en un líquid. La vareta tenia una forma de ganxo a la part superior, a la qual s'acostava un conductor carregat elèctricament. Durant l'experiència, un assistent va separar el conductor i va rebre una forta descàrrega en apropar la mà a la vareta, a causa de l'electricitat estàtica que s'havia emmagatzemat a l'ampolla. D'aquesta manera, es va descobrir l'ampolla de Leiden i el fonament dels actuals condensadors elèctrics.

### William Watson: el corrent elèctric (1747)

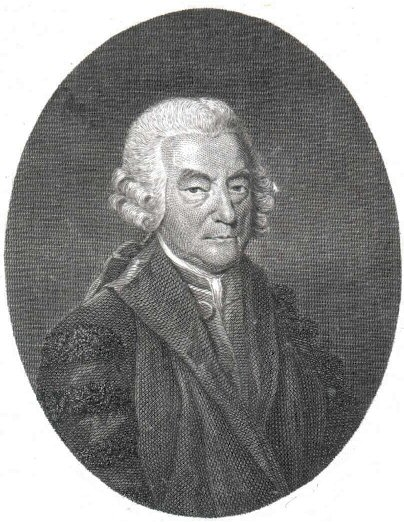
William Watson

Sir William Watson (1715-1787), metge i físic anglès, va estudiar els fenòmens elèctrics. Va fer modificacions a l'ampolla de Leiden afegint-li una cobertura de metall, descobrint que d'aquesta manera s'incrementava la descàrrega elèctrica. El 1747, va demostrar que una descàrrega d'electricitat estàtica és un corrent elèctric. Va ser el primer a estudiar la propagació de corrents en gasos enrarits.

### Benjamin Franklin: el parallamps (1752)

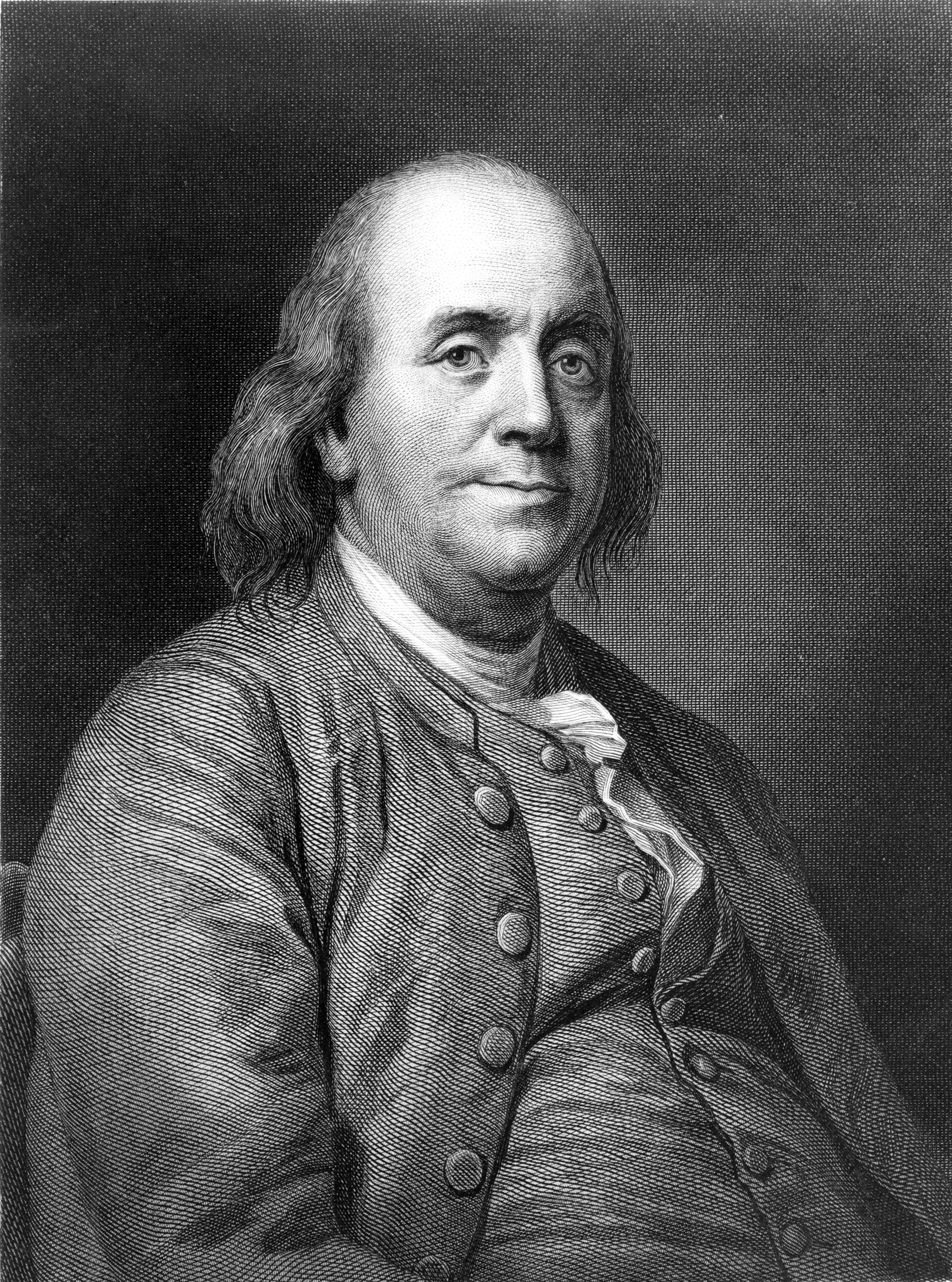
Retrat de Benjamin Franklin

El polifacètic estatunidenc Benjamin Franklin (1706-1790) va investigar els fenòmens elèctrics naturals. És conegut particularment pel seu famós experiment en què, fent volar una milotxa durant una tempesta, va demostrar que els llamps eren descàrregues elèctriques de tipus electroestàtic. A conseqüència d'aquest experiment va inventar el parallamps. També va formular una teoria que sostenia que l'electricitat era el fluid únic existent en tota la matèria i va organitzar les substàncies en elèctricament positives i negatives, segons l'excés o el defecte d'aquell fluid.

### Charles-Augustin de Coulomb: força entre dues càrregues (1777)

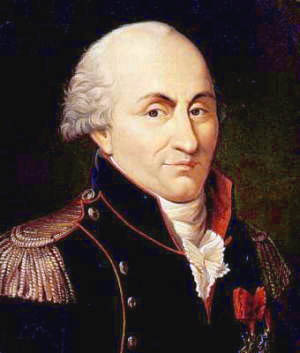
Charles-Augustin de Coulomb

El físic i enginyer francès Charles-Augustin de Coulomb (1736 - 1806) va ser el primer a establir les lleis quantitatives de l'electroestàtica, a més de realitzar moltes investigacions sobre el magnetisme, fregament i electricitat. Les seves investigacions científiques estan recollides en set memòries, en les quals s'exposa teòricament els fonaments del magnetisme i de l'electroestàtica. El 1777, inventà la balança de torsió per mesurar la força d'atracció o repulsió que exerceixen entre si dues càrregues elèctriques i va establir la funció que uneix aquesta força amb la distància, Amb aquest invent, culminat l'any 1785, Coulomb va poder establir l'expressió de la força entre dues càrregues elèctriques q i Q en funció de la distància d que les separa, actualment coneguda com a llei de Coulomb: F = k (q Q) / d². Coulomb també va estudiar l'electrificació per fregament i la polarització, i va introduir el concepte de moment magnètic. El coulomb (símbol C) és la unitat del SI per a la mesura de quantitat de càrrega elèctrica.

### Luigi Galvani: l'impuls nerviós (1780)

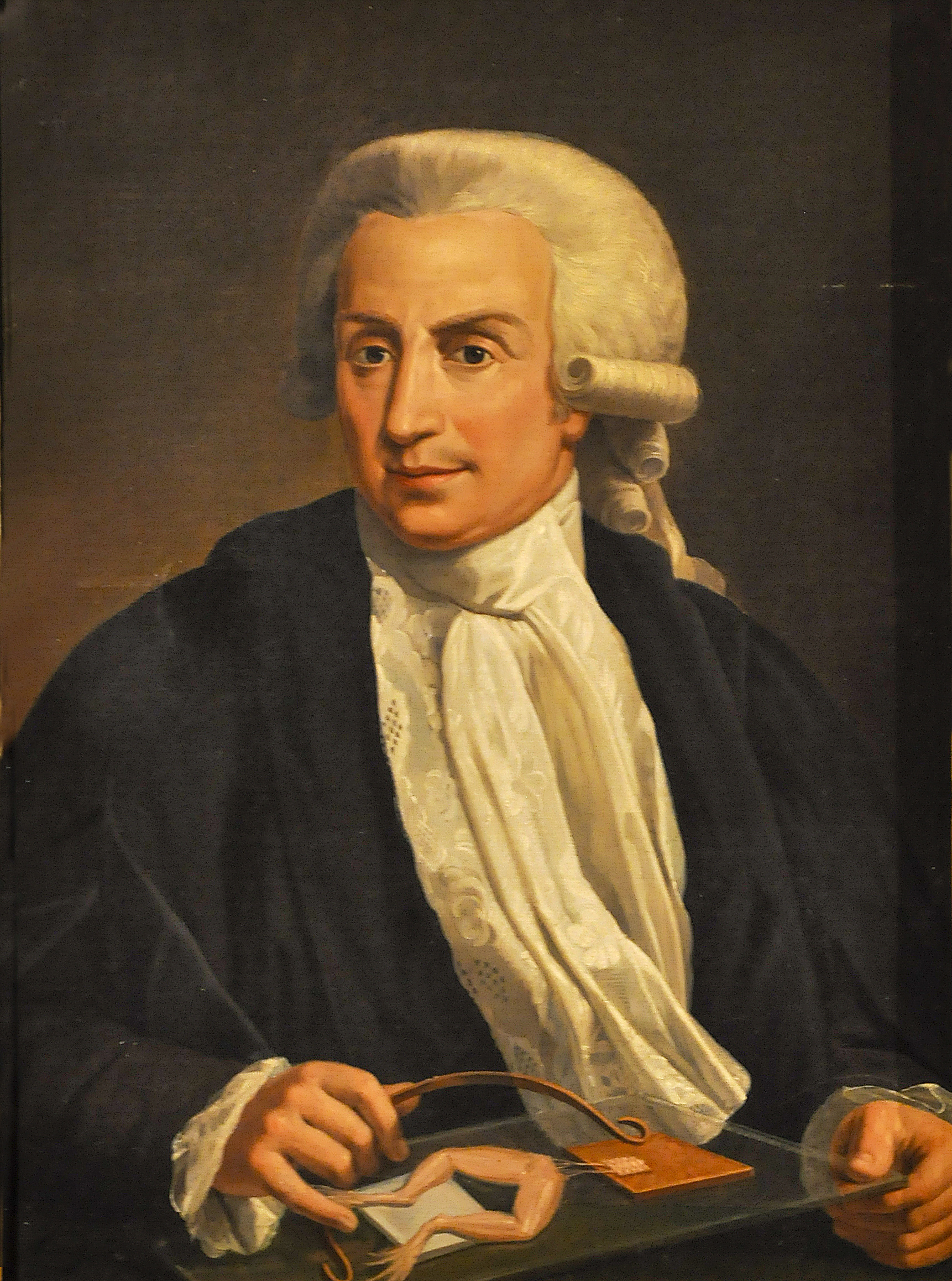
Luigi Galvani

El metge i físic italià Luigi Galvani (1737-1798) es feu famós per les seves investigacions sobre els efectes de l'electricitat en els músculs dels animals. Mentre dissecava una granota, trobà accidentalment que les seves potes es contreien en tocar-les amb un objecte carregat elèctricament. Per això, se'l considera l'iniciador dels estudis del paper que acompleix l'electricitat en el funcionament dels organismes animals. De les seves discussions amb un altre gran científic italià de la seva època, Alessandro Volta, sobre la naturalesa dels fenòmens observats, sorgí la construcció de la primera pila, o aparell per a produir corrent elèctric continu, anomenat pila de Volta. El nom de Luigi Galvani continua avui associat a l'electricitat mitjançant termes com galvanisme i galvanització. Els seus estudis preludiaren una ciència que sorgiria molt de temps després: la neurofisiologia, estudi del funcionament del sistema nerviós en la qual es basa la neurologia.

### Alessandro Volta: la pila de Volta (1800)

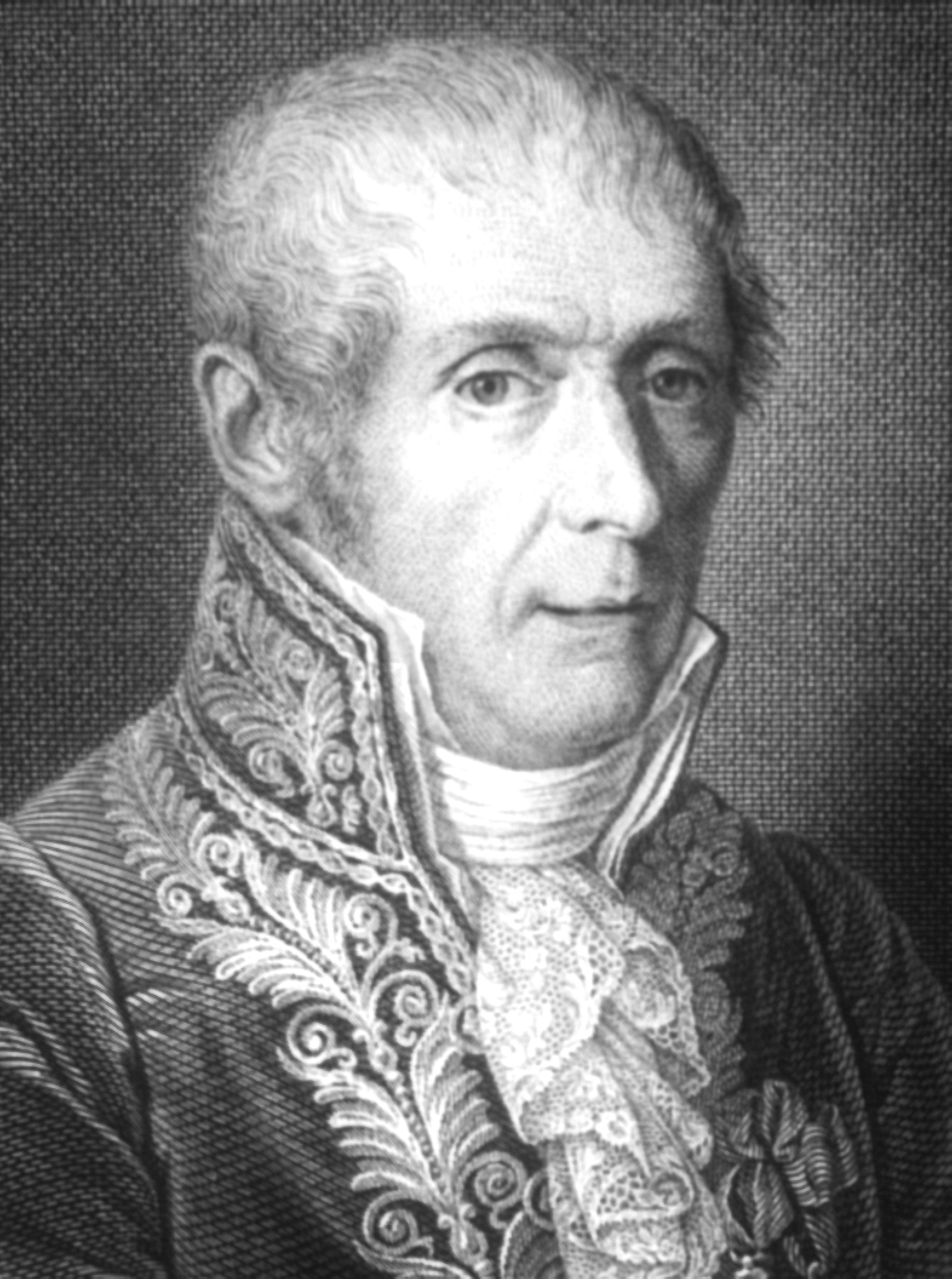
Alessandro Volta

El físic italià Alessandro Volta (1745-1827) inventà la pila, precursora de la bateria elèctrica. Amb un apilament de discos de zinc i coure, separats per discos de cartró humitejats amb un electròlit, i units als extrems per un circuit exterior, Volta aconseguí, per primera vegada, produir corrent elèctric continu a voluntat. Dedicà la majoria de la seva vida a l'estudi dels fenòmens elèctrics, inventà l'electròmetre i l'eudiòmetre i escrigué nombrosos tractats científics. Pel seu treball en el camp de l'electricitat, Napoleó el nomenà comte el 1801. La unitat de tensió elèctrica o força electromotriu, el volt (símbol V), rebé aquest nom en honor seu.

## Principis del segle XIX: el temps dels teòrics
El propòsit de la ciència optimista sorgida de la Il·lustració era la comprensió total de la realitat. En l'àmbit de l'electricitat, la clau seria descriure aquestes forces a distància com les equacions de la mecànica newtoniana. Però la realitat era molt més complexa per donar fàcil compliment a aquest programa. La capacitat de desviar agulles imantades, descoberta per Oersted (1820), i la inducció electromagnètica descoberta per Faraday (1821), acabaren per interrelacionar l'electricitat amb el magnetisme i els moviments mecànics. La teoria completa del camp electromagnètic hagué d'esperar fins a Maxwell, i fins i tot aleshores (1864), en comprovar-se que una de les constants que apareixien en la seva teoria tenia el mateix valor que la velocitat de la llum, es feu patent la necessitat d'englobar també l'òptica en l'electromagnetisme.
El romanticisme, amb el seu gust pel tètric i la seva desconfiança en la raó, afegí un costat fosc a la consideració de l'electricitat, que excitava la imaginació de la forma més morbosa: ¿el domini humà de tal força de la natura el posaria al nivell creador que fins aleshores només s'imaginava a l'abast d'éssers divins? Amb cadàvers i electricitat, Mary Shelley compongué la trama de Frankenstein o el modern Prometeu (1818), novel·la precursora tant del gènere de terror com de la ciència-ficció.

### Humphry Davy: l'electròlisi (1807) i l'arc elèctric (1808)

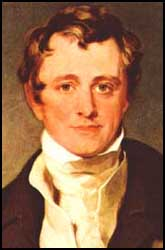
Humphry Davy

Sir Humphry Davy (1778-1829), químic britànic: se'l considera el fundador de l'electroquímica juntament amb Volta i Faraday. Davy contribuí a identificar experimentalment per primera vegada diversos elements químics mitjançant l'electròlisi i estudià l'energia implicada en el procés. Entre el 1806 i el 1808, publicà el resultat de les seves investigacions sobre l'electròlisi, en què aconsegueix la separació del magnesi, bari, estronci, calci, sodi, potassi i bor. El 1807, fabricà una pila amb més de 2.000 plaques dobles, amb la qual descobreix el clor i demostra que es tracta d'un element químic, donant-li aquest nom a causa del seu color groc verdós. Juntament amb W. T. Brande, aconseguí aïllar el liti de les seves sals mitjançant electròlisi de l'òxid de liti (1818). Fou cap i mentor de Michael Faraday. Creà també una làmpada de seguretat per a les mines que duu el seu nom (1815), i fou pioner en el control de la corrosió mitjançant la protecció catòdica. El 1805 li fou concedida la Medalla Copley.

### Hans Christian Ørsted: l'electromagnetisme (1819)

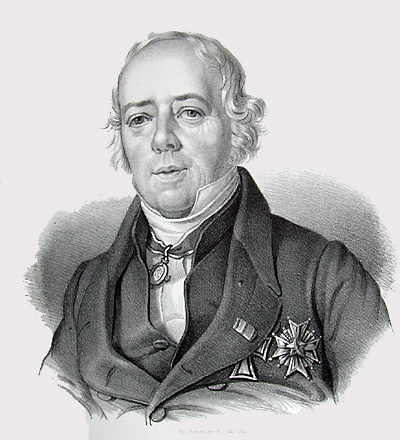
Hans Christian Oersted

El físic i químic danès Hans Christian Ørsted (1777-1851) fou un gran estudiós de l'electromagnetisme. El 1813, predigué l'existència dels fenòmens electromagnètics i el 1819 aconseguí demostrar la seva teoria empíricament, en descobrir, juntament amb Ampère, que una agulla imantada es desvia en ser col·locada en direcció perpendicular a un conductor pel qual circula un corrent elèctric. Aquest descobriment fou crucial en el desenvolupament de l'electricitat, car posà en evidència la relació existent entre l'electricitat i el magnetisme. En homenatge a les seves contribucions, es denominà oersted (símbol Oe) la unitat d'intensitat de camp magnètic en el sistema Gauss. Es creu que també fou el primer a aïllar l'alumini, per electròlisi, el 1825. El 1844 publicà el seu Manual de física mecànica.

### Thomas Johann Seebeck: la termoelectricitat (1821)

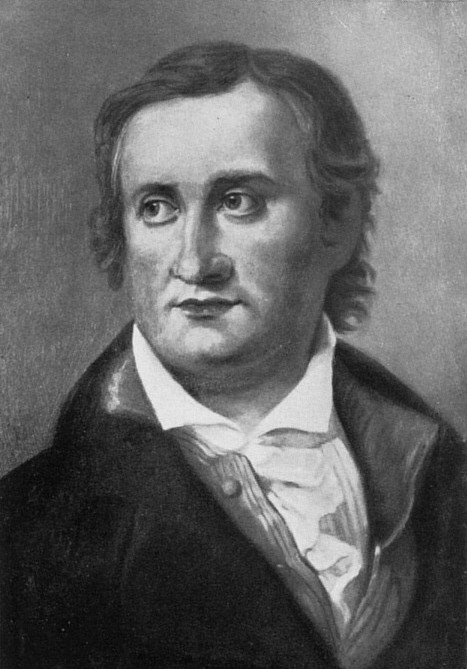
Thomas Johann Seebeck

El metge i investigador físic natural d'Estònia, Thomas Johann Seebeck (1770-1831) descobrí l'efecte termoelèctric. El 1806, descobrí també els efectes de radiació visible i invisible sobre substàncies químiques com el clorur de plata. El 1808, obtingué la primera combinació química d'amoníac amb òxid de mercuri. A principis del 1820, Seebeck realitzà variats experiments a la recerca d'una relació entre l'electricitat i calor. El 1821, soldant dos fils de metalls diferents (coure i bismut) en un llaç, descobrí accidentalment que en escalfar-ne un a alta temperatura i mentre l'altre es mantenia a baixa temperatura, es produïa un camp magnètic. Seebeck no cregué, o no divulgà que un corrent elèctric fos generat quan la calor s'aplicava a la soldadura dels dos metalls. En canvi, utilitzà el terme termomagnetisme per a referir-se al seu descobriment. Actualment, se'l coneix com a efecte Peltier-Seebec o efecte termoelèctric i és la base del funcionament dels termoparells.

### André-Marie Ampère: el solenoide (1822)

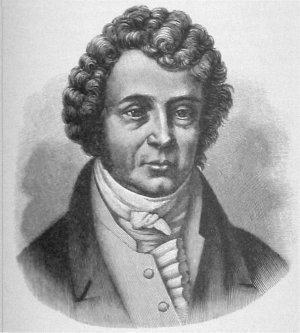
André-Marie Ampère

El físic i matemàtic francès André-Marie Ampère (1775-1836) és considerat com un dels descobridors de l'electromagnetisme. És conegut per les seves importants aportacions a l'estudi del corrent elèctric i el magnetisme, que constituïren, juntament amb els treballs del danès Hans Christian Oesterd, el desenvolupament de l'electromagnetisme. Les seves teories i interpretacions sobre la relació entre electricitat i magnetisme es publicaren el 1822, en la seva Col·lecció d'observacions sobre electrodinàmica i el 1826, en la seva Teoria dels fenòmens electrodinàmics. Ampère descobrí les lleis que determinen la desviació d'una agulla magnètica per un corrent elèctric, cosa que feu possible el funcionament dels actuals aparells de mesura. Descobrí les accions mútues entre corrents elèctrics, en demostrar que dos conductors paral·lels pels quals circula un corrent en el mateix sentit, s'atreuen, mentre que si els sentits del corrent són oposats, es repel·leixen. La unitat d'intensitat de corrent elèctric, l'ampere (símbol A), rep aquest nom en honor seu.

### William Sturgeon: l'electroimant (1825), el commutador (1832) i el galvanòmetre (1836)
El físic britànic William Sturgeon (1783-1850) inventà el 1825 el primer electroimant. Era un tros de ferro amb forma de ferradura envoltat per una bobina enrotllada sobre el ferro. Sturgeon en demostrà la potència aixecant 4 kg amb un tros de ferro de 200 g embolicat amb cables, pels quals feu circular el corrent d'una bateria. Sturgeon podia regular el seu electroimant, cosa que suposà el principi de l'ús de l'energia elèctrica en màquines útils i controlables, i establí els fonaments per a les comunicacions electròniques a gran escala. Aquest dispositiu conduí a la invenció del telègraf, el motor elèctric i molts altres dispositius que foren la base de la tecnologia moderna. El 1832, inventà el commutador per a motors elèctrics i el 1836 inventà el primer galvanòmetre de bobina giratòria.

### Georg Simon Ohm: la llei d'Ohm (1827)

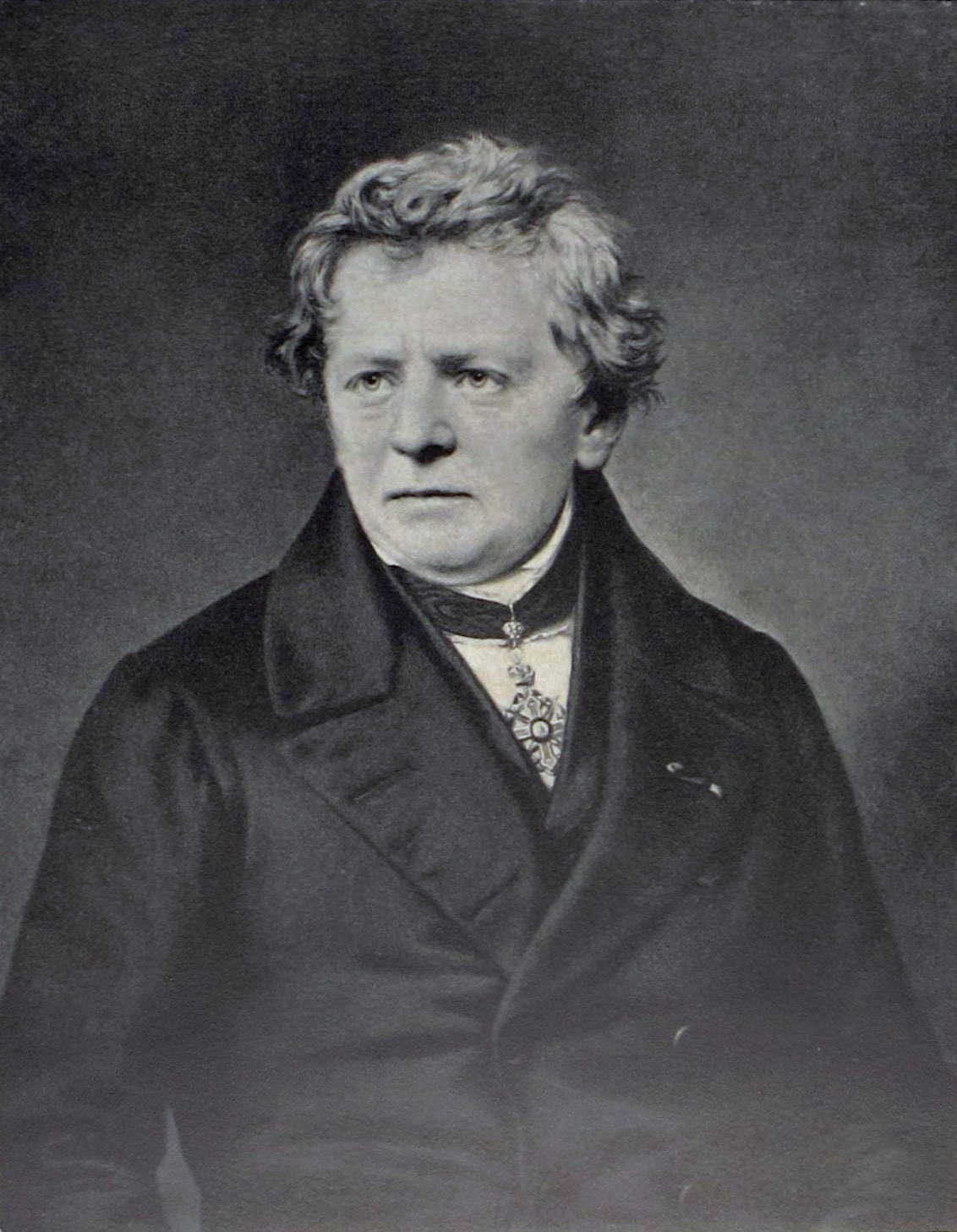
Georg Simon Ohm

Georg Simon Ohm (1789-1854) fou un físic i matemàtic alemany que estudià la relació entre el voltatge V aplicat a una resistència R i la intensitat de corrent I que circula per ella. El 1827, formulà la llei que duu el seu nom (la llei d'Ohm), amb l'expressió matemàtica V = I · R. També s'interessà per l'acústica, la polarització de les piles i les interferències lluminoses. En honor seu, s'ha batejat a la unitat de resistència elèctrica amb el nom d'ohm (símbol Ω).

### Joseph Henry: inducció electromagnètica (1830)

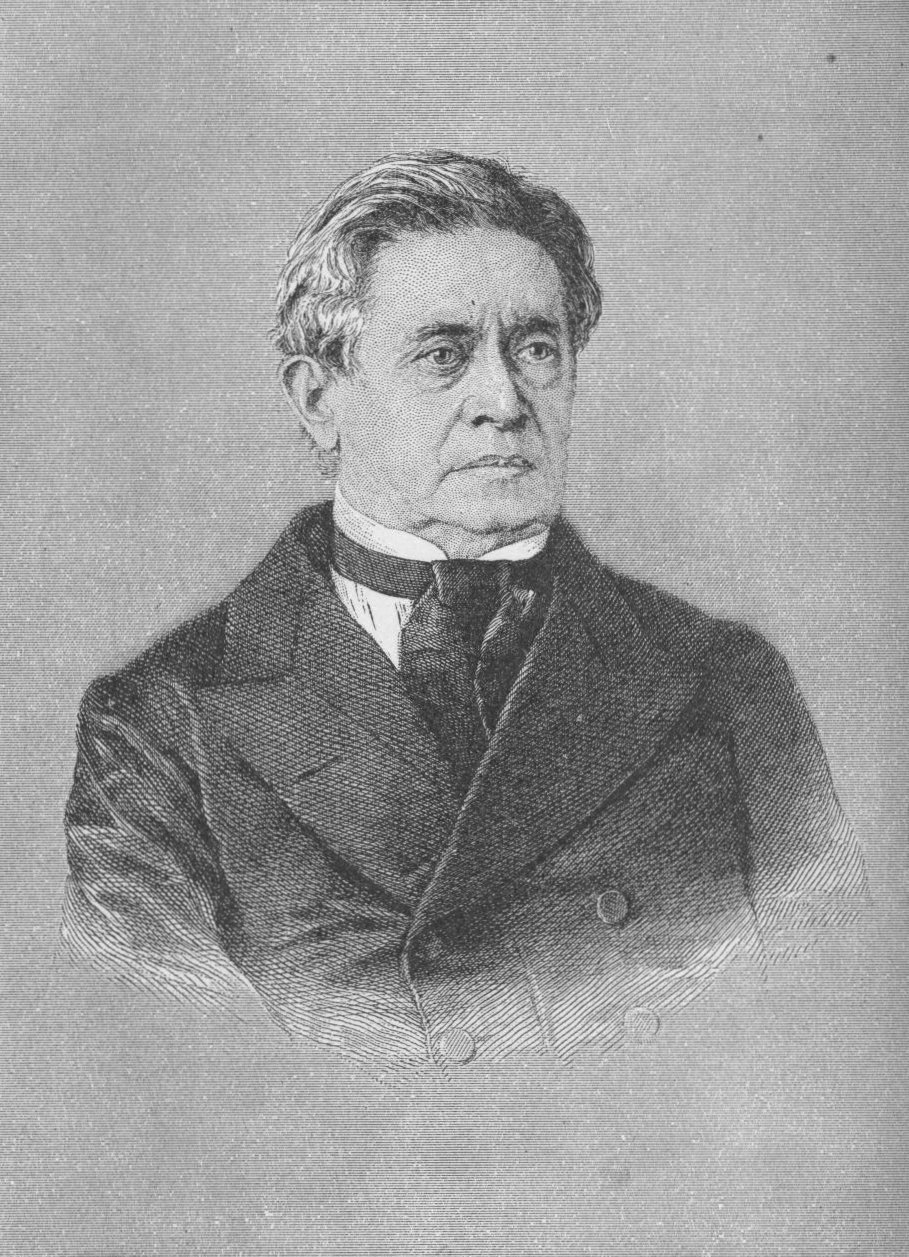
Joseph Henry

L'estatunidenc Joseph Henry (1797-1878) fou un físic que investigà l'electromagnetisme i les seves aplicacions en electroimants i relés. Descobrí la inducció electromagnètica, simultàniament i independent de Faraday, quan observà que un camp magnètic variable pot induir una força electromotriu en un circuit tancat. En la seva versió més simple, l'experiment de Henry consisteix a desplaçar un segment de conductor perpendicularment a un camp magnètic, cosa que produeix una diferència de potencial entre els seus extrems. Aquesta força electromotriu induïda s'explica per la força de Lorentz que exerceix el camp magnètic sobre els electrons lliures del conductor. En honor seu, es denominà henry (símbol H) la unitat d'inductància.

### Johann Carl Friedrich Gauss: teorema de Gauss de l'electroestàtica

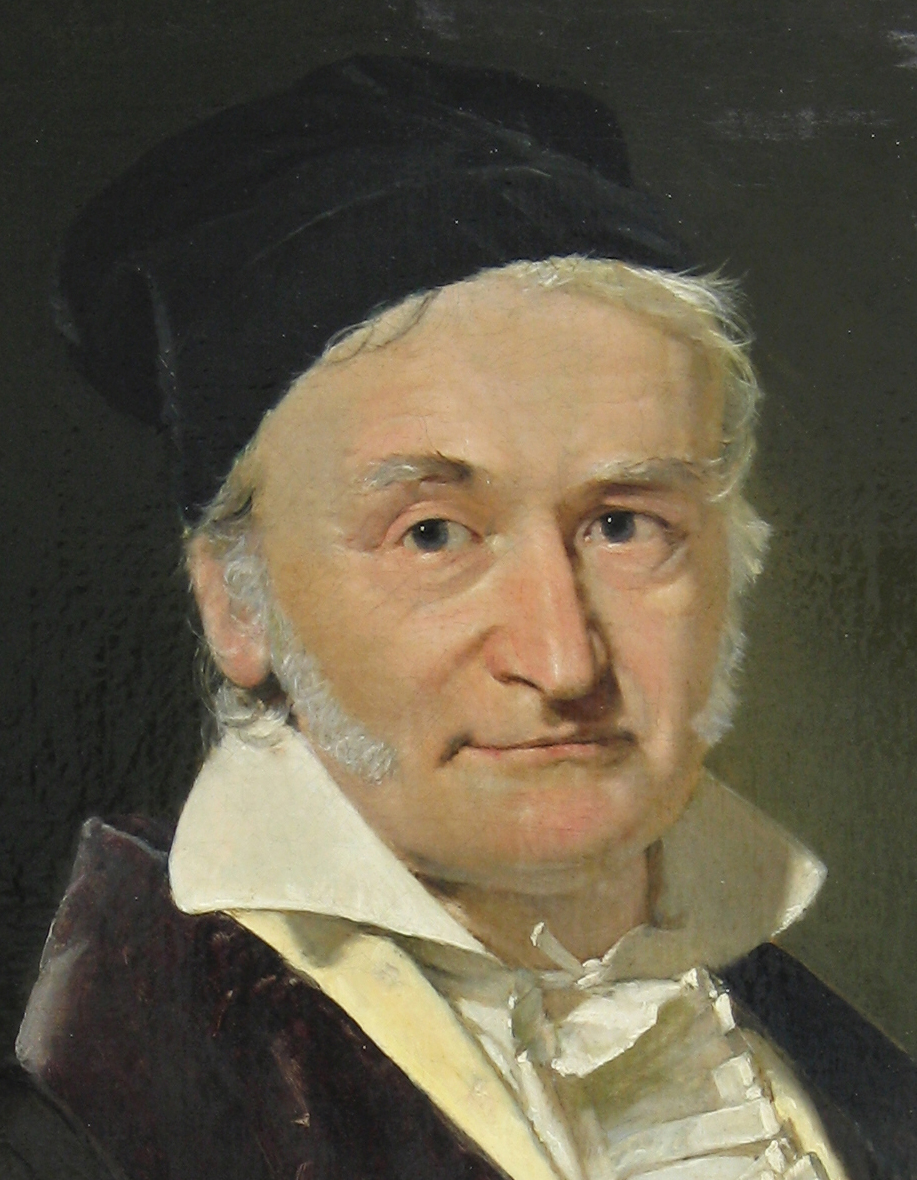
Carl Friedrich Gauss

El matemàtic, astrònom i físic alemany Johann Carl Friedrich Gauss (1777-1855) feu importants contribucions en camps com la teoria de nombres, l'anàlisi matemàtica, la geometria diferencial, la geodèsia, l'electricitat, el magnetisme i l'òptica. Considerat un dels matemàtics de més gran i més duradora influència, fou dels primers a estendre el concepte de divisibilitat a conjunts diferents dels numèrics. El 1831, s'associà al físic Wilhelm Weber durant sis fructífers anys, durant els quals investigaren importants problemes com les lleis de Kirchhoff i del magnetisme, i construïren un primitiu telègraf elèctric. La seva contribució més important a l'electricitat és la denominada llei de Gauss, que relaciona la càrrega elèctrica q continguda en un volum V amb el flux del camp elèctric {\displaystyle {\vec {E}}} sobre la tancada superfície S que enclou el volum V, amb l'expressió matemàtica:
En honor seu, es donà el nom de gauss (símbol G) a la unitat d'intensitat de camp magnètic del sistema cegesimal d'unitats (CGS). La seva relació amb la corresponent unitat del sistema internacional d'unitats (SI), el tesla (símbol T), és 1 G = 10-4 T.

### Michael Faraday: inducció (1831), generador (1831-1832), lleis i gàbia de Faraday

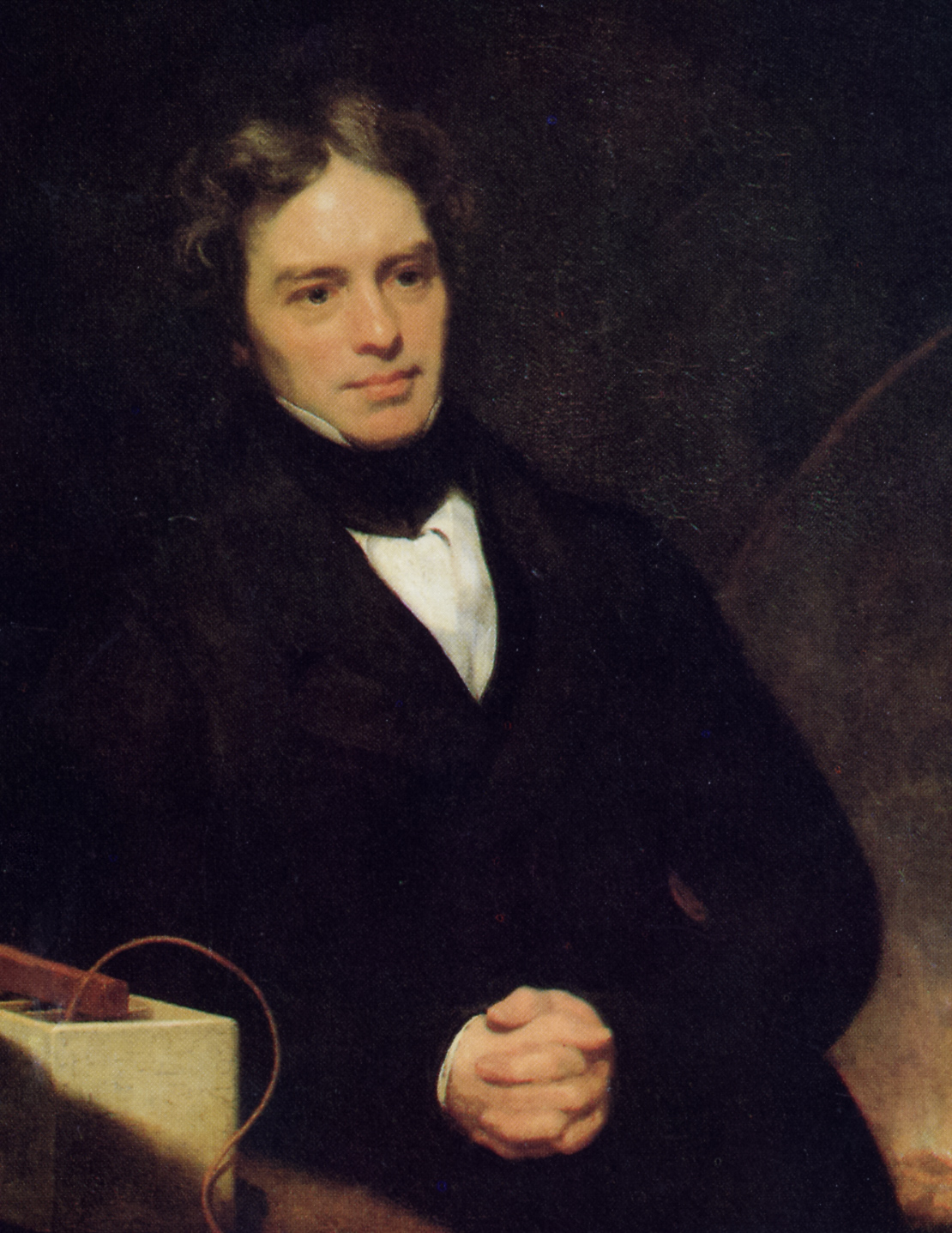
Michael Faraday

El físic i químic anglès Michael Faraday (1791-1867), deixeble de Humphry Davy, és conegut principalment pel seu descobriment de la inducció electromagnètica, que ha permès la construcció de generadors i motors elèctrics, i de les lleis de l'electròlisi, per la qual cosa és considerat com el veritable fundador de l'electromagnetisme i de l'electroquímica. El 1831, traçà el camp magnètic al voltant d'un conductor pel qual circula un corrent elèctric, ja descobert per Oersted, i aquell mateix any descobrí la inducció electromagnètica, demostrà la inducció d'un corrent elèctric per un altre, i introduí el concepte de línies de força per representar els camps magnètics. Durant aquest mateix període, investigà sobre l'electròlisi i descobrí les dues lleis fonamentals que porten el seu nom: 1a) La massa de substància alliberada en una electròlisi és directament proporcional a la quantitat d'electricitat que ha passat a través de l'electròlit [massa = equivalent electroquímic, per la intensitat i pel temps (m = c I t)]; 2a) Les masses de diferents substàncies alliberades per la mateixa quantitat d'electricitat són directament proporcionals als seus pesos equivalents. Amb les seves investigacions, es feu un pas fonamental en el desenvolupament de l'electricitat en establir que el magnetisme produeix electricitat mitjançant el moviment. En honor seu, es denominà farad (símbol F) la unitat de capacitat elèctrica del sistema internacional d'unitats. El farad es defineix com la capacitat d'un condensador tal que, quan la seva càrrega és un coulomb, adquireix una diferència de potencial electroestàtic d'un volt.

### Heinrich Friedrich Lenz: llei de Lenz (1834)

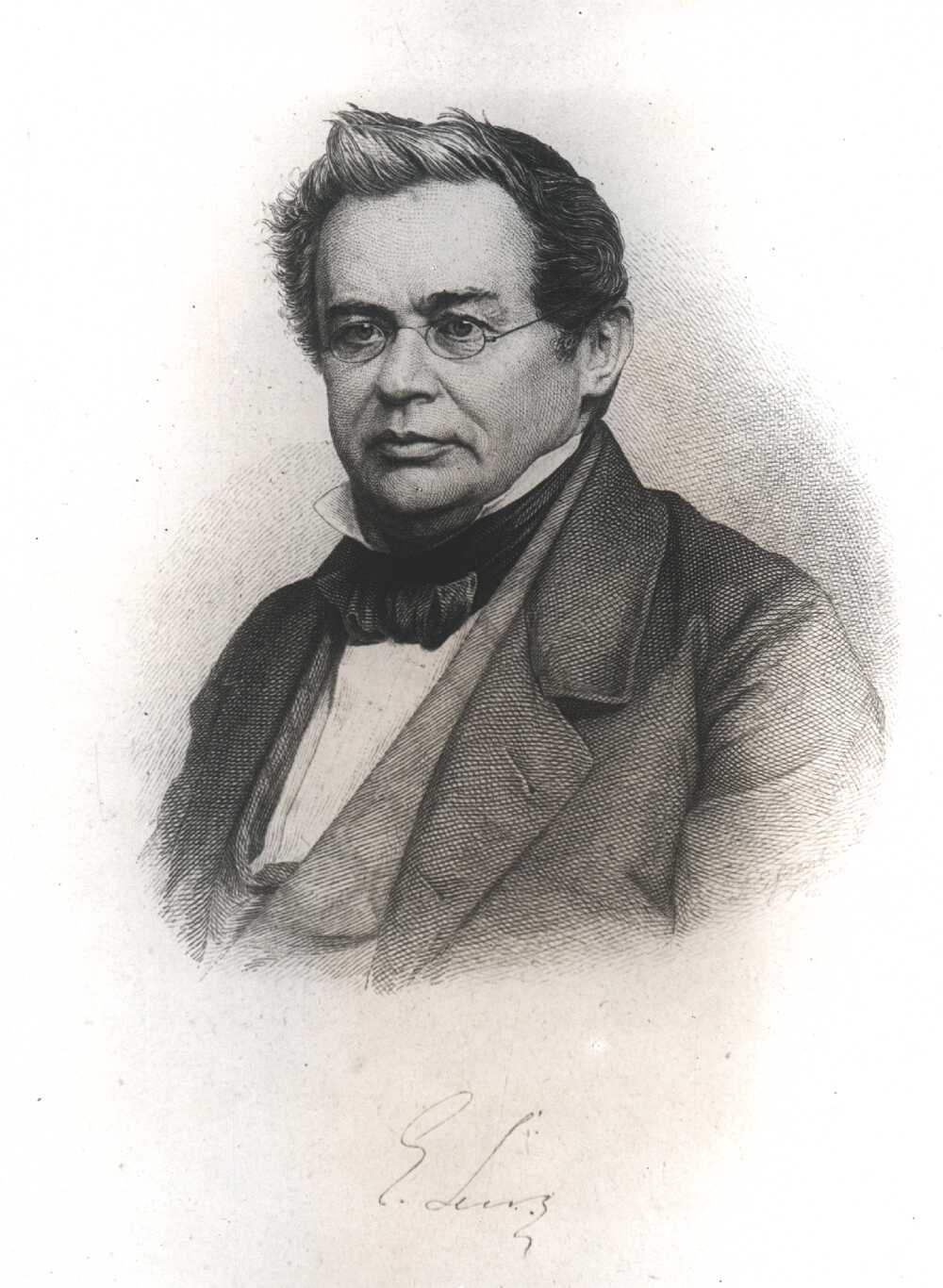
Heinrich Lenz

El físic estonià Heinrich Friedrich Lenz (1804-1865) formulà el 1834 la llei de l'oposició dels corrents induïts, coneguda com a llei de Lenz, amb l'enunciat següent: El sentit dels corrents, o força electromotriu induïda, és tal que sempre s'oposa a la variació del flux que la produeix. També realitzà investigacions significatives sobre la conductividad dels cossos, en relació amb la seva temperatura, i descobrí el 1843 la relació entre ambdues; cosa que després fou ampliada i desenvolupada per James Prescott Joule, i és per això que passaria a dir-se llei de Joule.

### Jean Peltier: efecte Peltier (1834), inducció electroestàtica (1840)
El físic francès i rellotger de professió Jean Peltier (1785-1845) descobrí el 1834 que, quan circula un corrent elèctric per un conductor format per dos metalls diferents, units per una soldadura, aquesta s'escalfa o refreda segons el sentit del corrent (efecte Peltier). Aquest efecte ha tingut gran importància en el desenvolupament recent de mecanismes de refrigeració no contaminants. A Peltier se li deu també la introducció del concepte d'inducció electroestàtica el 1840, referit a la modificació de la distribució de la càrrega elèctrica en un material, sota la influència d'un segon objecte pròxim a aquest i que tingui una càrrega elèctrica.

### Samuel Morse: telègraf (1833-1837)

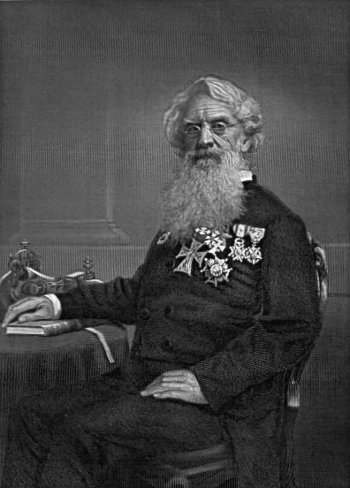
Morse amb un prototip de la seva invenció

L'inventor estatunidenc Samuel Finley Breese Morse (1791-1872) és principalment conegut per la invenció del telègraf elèctric i la invenció del codi Morse. El seu interès pels assumptes de l'electricitat es concretà durant la tornada d'un viatge per Europa. Quan estudiava a Yale aprengué que, si s'interrompia un circuit, es veia una fulgor i se li acudí que aquelles interrupcions podien arribar a ser utilitzades com un mitjà de comunicació. En desembarcar d'aquell viatge el 1832, ja havia dissenyat un incipient telègraf i començava a desenvolupar la idea d'un sistema telegràfic de fils amb un electroimant incorporat. El 6 de gener de 1833, Morse realitzà la seva primera demostració pública amb el seu telègraf mecànic òptic i efectuà amb èxit les primeres proves al febrer del 1837 en un concurs convocat pel Congrés dels Estats Units. També inventà un alfabet, que representa les lletres i números per una sèrie de punts i ratlles, conegut actualment com a codi Morse, per poder utilitzar el seu telègraf. L'any 1843, el Congrés dels Estats Units li assignà 30.000 dòlars perquè construís la primera línia de telègraf entre Washington DC i Baltimore, en col·laboració amb Joseph Henry. El 24 de maig del 1844, Morse envià el seu famós primer missatge: «Què ens ha dut Déu?». Fou objecte de molts honors i en als seus últims anys es dedicà a experimentar amb la telegrafia submarina per cable.

### Ernst Werner M. von Siemens: locomotora elèctrica (1879)

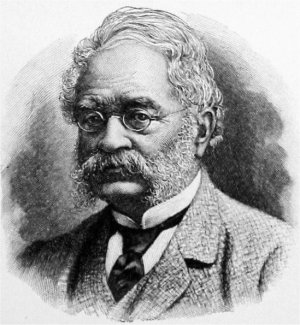
Werner von Siemens

L'enginyer alemany Ernst Werner von Siemens (1816-1892) construí el 1847 un nou tipus de telègraf, posant així la primera pedra en la construcció de l'empresa Siemens AG juntament amb Johann Georg Halske. El 1841, desenvolupà un procés de galvanització, el 1846 un telègraf d'agulla i pressió i un sistema d'aïllament de cables elèctrics mitjançant gutaperxa, cosa que permeté, en la pràctica, la construcció i estesa de cables submarins. Fou un dels pioners de les grans línies telegràfiques transoceàniques, responsable de la línia Irlanda-EUA (començada el 1874 a bord del buc Faraday) i Gran Bretanya-Índia (1870). Tot i que probablement no fou l'inventor de la dinamo, la perfeccionà fins a fer-la fiable i la base de la generació del corrent altern a les primeres grans fàbriques. Fou pioner en altres invencions, com el telègraf amb punter/teclat per fer transparent a l'usuari el codi Morse o la primera locomotora elèctrica, presentada per la seva empresa el 1879. Entre els seus molts invents i descobriments elèctrics, destaquen la dinamo i l'ús de la gutaperxa, substància plàstica extreta del làtex, utilitzada com a aïllant elèctric en el recobriment de cables conductors. En homenatge a les seves contribucions, en el SI es denomina siemens (símbol S) la unitat de conductància elèctrica (inversa de la resistència), prèviament anomenada mho.

### Charles Wheatstone: pont de Wheatstone (1843)

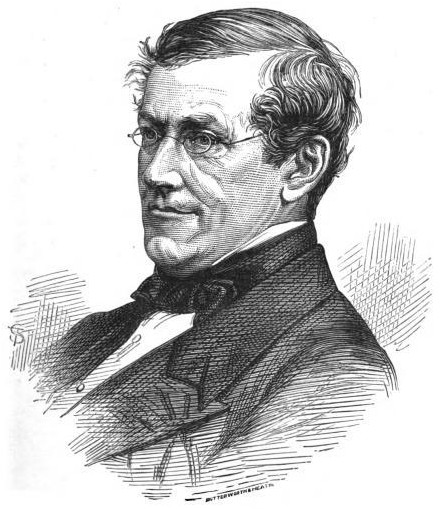
Charles Wheatstone

El físic i inventor anglès Charles Wheatstone (1802-1875) és especialment conegut per ser el primer a aplicar el circuit elèctric que duu el seu nom (pont de Wheatstone) per mesurar resistències elèctriques. En realitat, havia sigut dissenyat prèviament per Samuel Hunter Christie el 1832, de manera que el paper de Wheatstone fou la seva millora i popularització a partir del 1843. S'utilitza per a mesurar resistències desconegudes mitjançant l'equilibri dels braços d'un pont en H format per quatre resistències, una de les quals és la resistència per a mesurar. Wheatstone fou un autodidacte que arribà a convertir-se en professor de filosofia experimental de la Universitat de Londres el 1834. En col·laboració amb l'enginyer William Fothergill Cooke, patentà el 1837 el primer telègraf elèctric britànic, simultàniament amb l'inventat per Morse. Charles Wheatstone inventà també un instrument òptic per a la fotografia en tres dimensions (estereoscopi), un telègraf automàtic i un pèndol electromagnètic.

### James Prescott Joule: relacions entre electricitat, calor i treball (1840-1843)

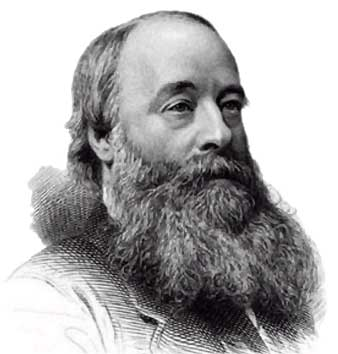
James Prescott Joule

James Prescott Joule (1818-1889), físic anglès, és conegut pels seus estudis sobre l'energia i les seves aplicacions tècniques. La seva principal contribució a l'electricitat és la quantificació de la generació de calor produïda per un corrent elèctric que travessa una resistència, llei que duu el seu nom (llei de Joule): Tot cos conductor recorregut per un corrent elèctric desprèn una quantitat de calor equivalent al treball realitzat pel camp elèctric per transportar les càrregues d'un extrem a un altre del conductor durant aquell temps, formulada com a: {\displaystyle \displaystyle Q=0,24\cdot R\cdot I^{2}\cdot t}. També descobrí l'equivalència entre el treball mecànic i la quantitat de calor (la unitat històrica de la qual és la caloria). Juntament amb el seu compatriota, el físic William Thomson (conegut posteriorment com a lord Kelvin), Joule descobrí que la temperatura d'un gas descendeix quan s'expandeix realitzant treball. Aquest fenomen, que es coneix com a efecte Joule-Thomson, és el principi constructiu dels refrigeradors. Al voltant del 1841, juntament amb el científic alemany Hermann von Helmholtz, demostrà que l'electricitat és una forma d'energia i que els circuits elèctrics compleixen la llei de la conservació de l'energia. El joule (símbol J) és la unitat del sistema internacional per a l'energia i el treball mecànic. Es defineix com el treball realitzat per una força d'1 newton quan es desplaça paral·lelament a si mateixa un 1 metre.

### Gustav Robert Kirchhoff: lleis de Kirchhoff (1845)

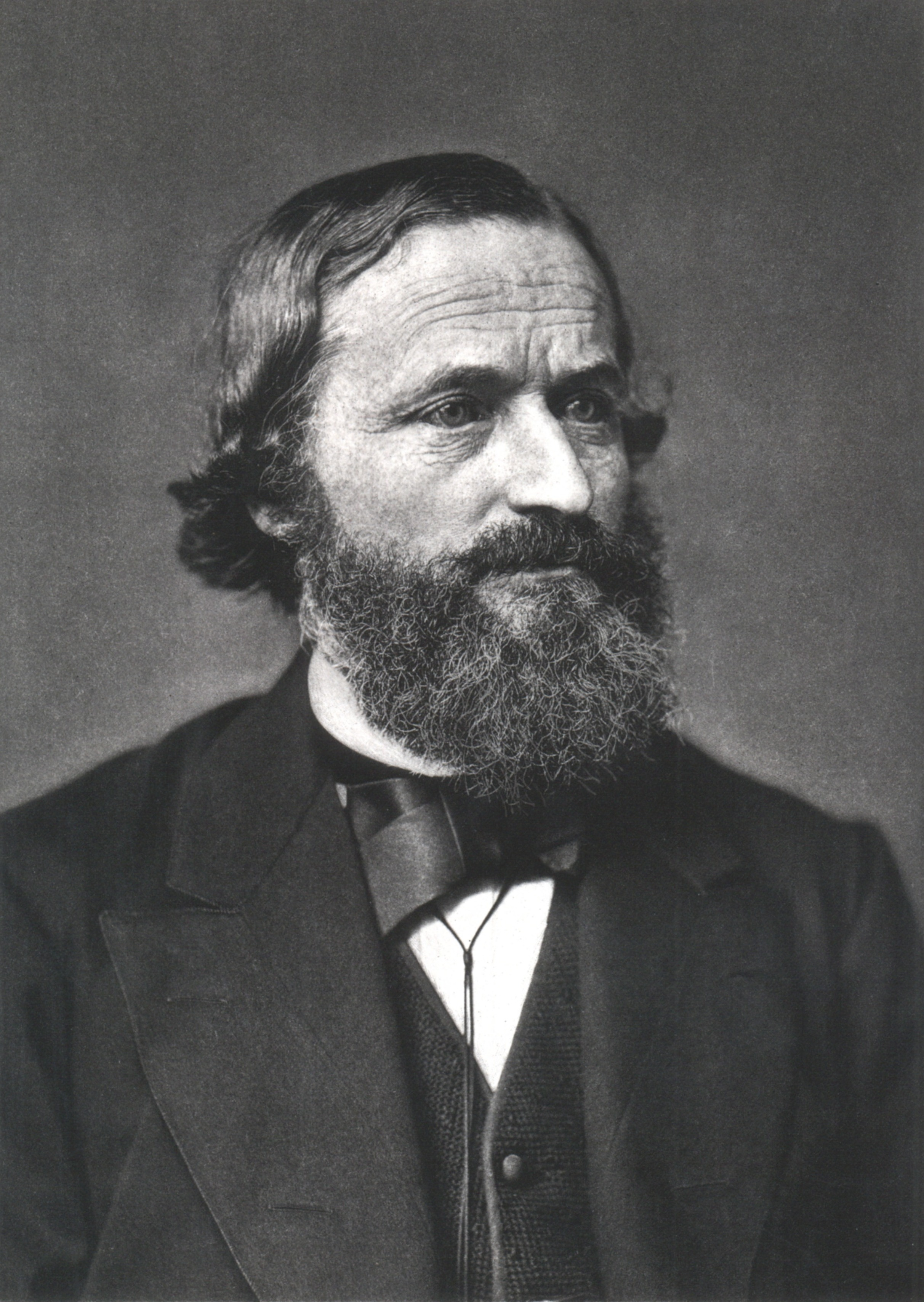
Gustav Robert Kirchhoff

Les principals contribucions a la ciència del físic alemany Gustav Robert Kirchhoff (1824-1887) estigueren en el camp dels circuits elèctrics, la teoria de plaques, l'òptica, l'espectroscòpia i l'emissió de radiació de cos negre. Kirchhoff proposà el nom de radiació de cos negre el 1862. És responsable de dos conjunts de lleis fonamentals en la teoria clàssica de circuits elèctrics i en l'emissió tèrmica. Tot i que ambdues es denominen Lleis de Kirchhoff, probablement aquesta denominació és més comuna en el cas de les lleis de Kirchhoff de l'enginyeria elèctrica. Aquestes lleis permeten calcular la distribució de corrents i tensions en les xarxes elèctriques amb derivacions i estableixen el següent: 1a) La suma algebraica de les intensitats que concorren en un punt és igual a zero. 2a) La suma algebraica dels productes parcials d'intensitat per resistència, en una malla, és igual a la suma algebraica de les forces electromotrius presents, quan la intensitat de corrent és constant. Juntament amb els químics alemanys Robert Wilhelm Bunsen i Joseph von Fraunhofer, fou dels primers a desenvolupar les bases teòriques i experimentals de l'espectroscòpia, desenvolupant l'espectroscopi modern per a l'anàlisi química. El 1860, Kirchhoff i Bunsen descobriren el cesi i el rubidi mitjançant l'espectroscòpia. Kirchhoff també estudià l'espectre solar i realitzà importants investigacions sobre la transferència de calor.

### William Thomson (Lord Kelvin): relació entre els efectes Seebeck i Peltier (1851), cable flexible (1858)

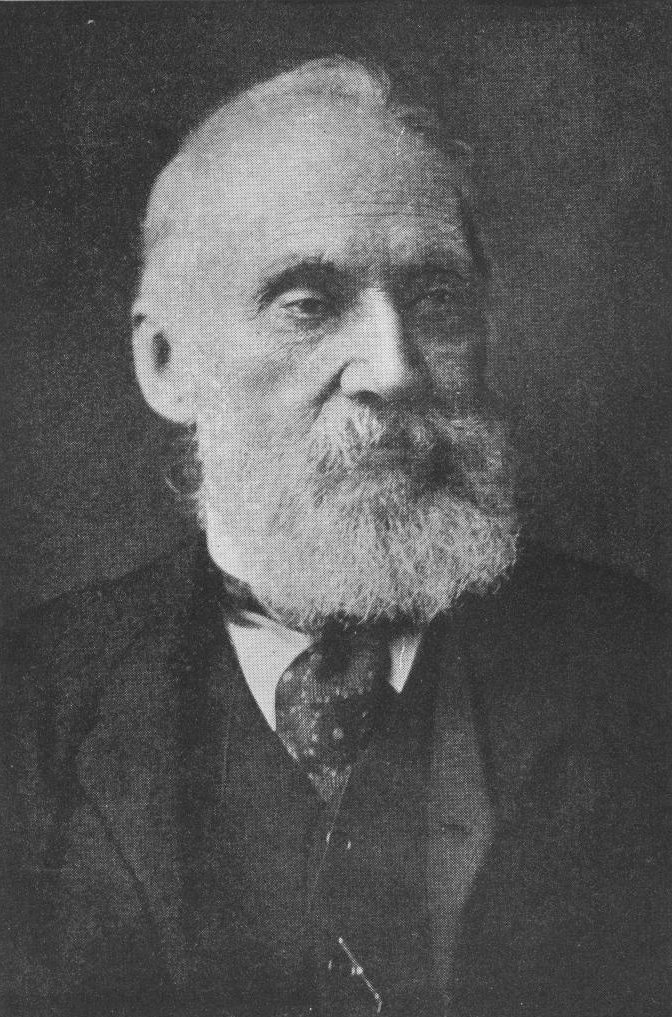
William Thomson (lord Kelvin)

El matemàtic anglès William Thomson (Lord Kelvin) (1824-1907) realitzà molts treballs d'investigació física, per exemple, l'anàlisi teòrica sobre transmissió per cable, que feu possible el desenvolupament del cable transatlàntic. El 1851, definí la segona llei de la termodinàmica. El 1858 inventà el cable flexible. Kelvin destacà pels seus importants treballs en el camp de la termodinàmica i l'electrònica gràcies als seus profunds coneixements d'anàlisi matemàtica. És un dels científics que més feu per dur la física a la seva forma moderna. És especialment famós per haver desenvolupat l'escala Kelvin. També descobrí el 1851 l'anomenat efecte Thomson, pel qual aconseguí demostrar que l'efecte Seebeck i l'efecte Peltier estan relacionats. Així, un material sotmès a un gradient tèrmic i recorregut per una intensitat intercanvia calor amb el medi exterior. Recíprocament, un corrent elèctric és generat pel material sotmès a un gradient tèrmic i recorregut per un flux de calor. La diferència fonamental entre els efectes Seebeck i Peltier respecte a l'efecte Thomson és que aquest últim existeix per a un sol material i no necessita l'existència d'una soldadura. Rebé el títol de baró Kelvin en honor dels assoliments de la seva carrera. El kelvin és la unitat de mesura de temperatura absoluta.

### Heinrich Daniel Ruhmkorff: la bobina de Ruhmkorff genera espurnes d'alt voltatge (1851)
El físic alemany Heinrich Daniel Ruhmkorff o Rühmkorff (1803-1877) es dedicà principalment a la construcció d'aparells i instruments elèctrics de gran qualitat i precisió. Ideà el 1851 la bobina d'inducció o bobina de Ruhmkorff, popular instrument del segle xix. D'invenció anterior a la dels transformadors de corrent altern, és un veritable transformador polimorf i elevat en què s'obté, a partir d'un corrent primari continu i de poca força electromotriu subministrat per una pila o bateria elèctrica, un altre d'alta tensió i corrent altern. Les elevades diferències de potencial produïdes podien ser aplicades sobre els extrems d'un tub de Crookes per provocar l'emissió d'uns rajos que, pel seu caràcter desconegut, foren denominats rajos X i que començaren a ser emprats per a realitzar fotografies a través dels cossos opacs. Aquestes bobines foren les precursores de les que s'instal·len als automòbils per elevar la tensió de la bugia dels motors de gasolina, per realitzar l'encesa de la mescla de combustible.

### Léon Foucault: corrents de Foucault (1851)

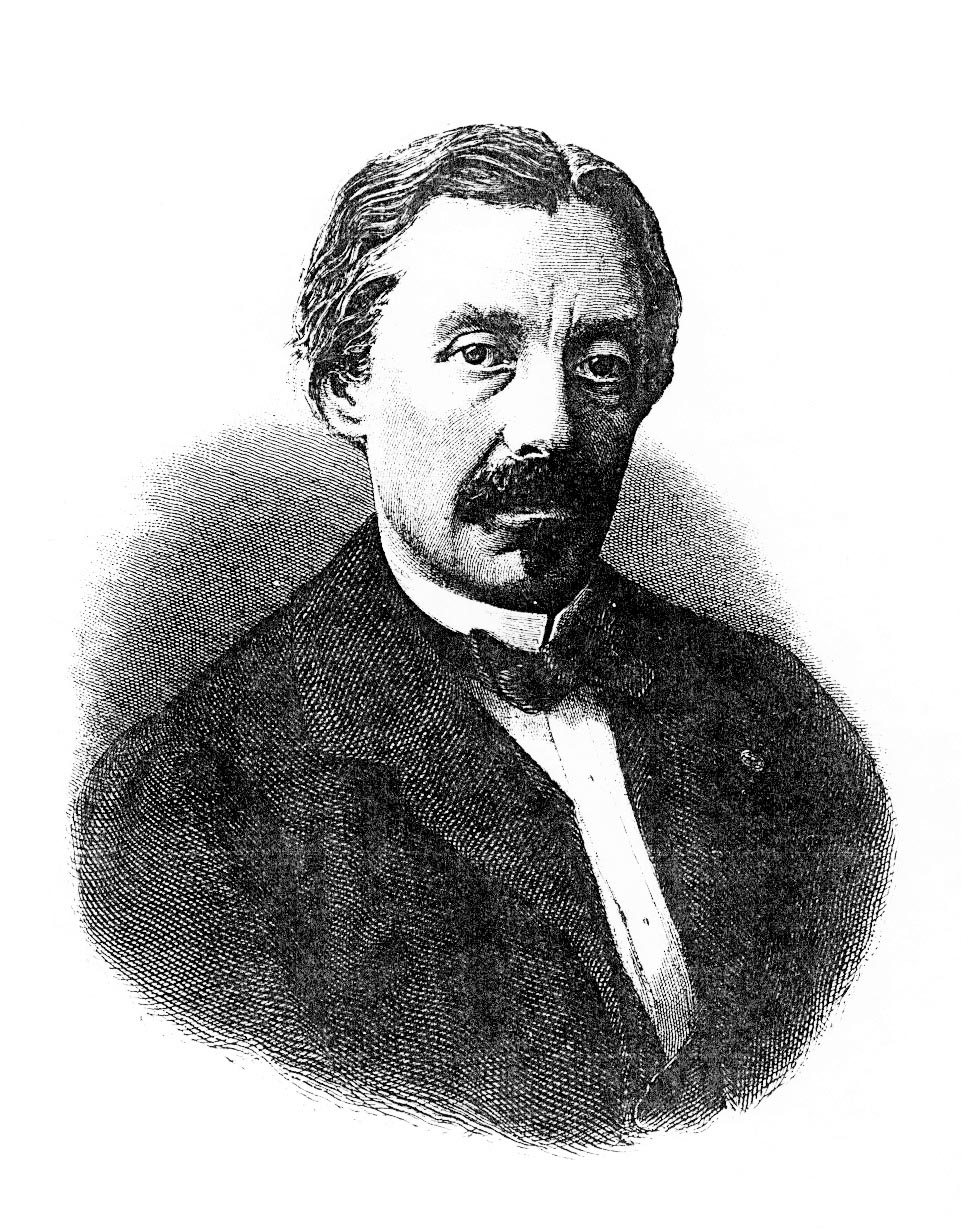
Jean Bernard Léon Foucault

El físic francès Léon Foucault (1819-1868) inventà el giroscopi, demostrà la rotació de la Terra mitjançant un pèndol que creà amb aquest fi i mesurà la velocitat de la llum mitjançant miralls giratoris. En el camp de l'electricitat, es dedicà a l'estudi de l'electromagnetisme i descobrí els corrents que porten el seu nom. Al setembre del 1855, descobrí que la força requerida per a la rotació d'un disc de coure augmenta quan se'l fa rotar entre els pols d'un imant. Alhora, el disc comença a escalfar-se pels corrents (anomenats de Foucault) induïts al metall.

### Antonio Pacinotti: la primera dinamo (1870)

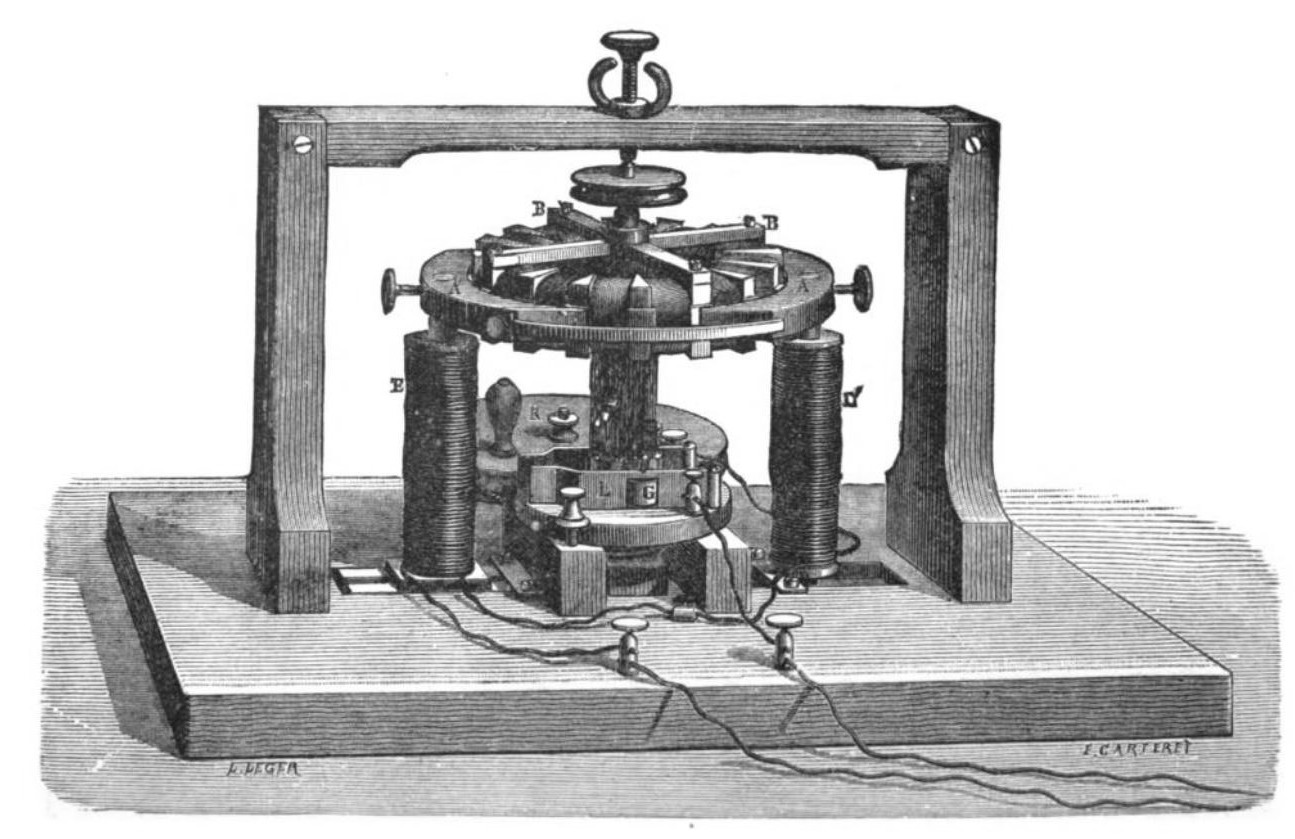
Dinamo d'Antonio Pacinotti

El físic italià Antonio Pacinotti (1841-1912) construí la primera màquina de corrent continu denominada dinamo, que fou un punt de partida de la nova indústria elèctrica. Una dinamo és una màquina destinada a la transformació d'energia mecànica en elèctrica mitjançant el fenomen de la inducció electromagnètica. El corrent generat és produït quan el camp magnètic creat per un imant o un electroimant fix (inductor) travessa una bobina rotatòria (induït) col·locada en el seu si. El corrent induït en aquesta bobina giratòria, en principi corrent altern, és transformat en corrent continu mitjançant l'acció d'un commutador giratori, solidari amb l'induït, denominat col·lector d'admissió, constituït per uns elèctrodes denominats delgues. D'aquí és conduït a l'exterior mitjançant altres contactes fixos anomenats escombretes, que fan contacte per fregament amb les delgues del col·lector. La dinamo fou el primer generador elèctric apte per a ús industrial. Zénobe Gramme va inventar la dinamo 5 anys més tard, però perfeccionà els invents de dinamos que existien i en reinventà el disseny en projectar els primers generadors comercials a gran escala, que operaven a París al voltant del 1870. El seu disseny es coneix com la màquina de Gramme.

### Johann Wilhelm Hittorf: el primer tub de rajos catòdics (1872)

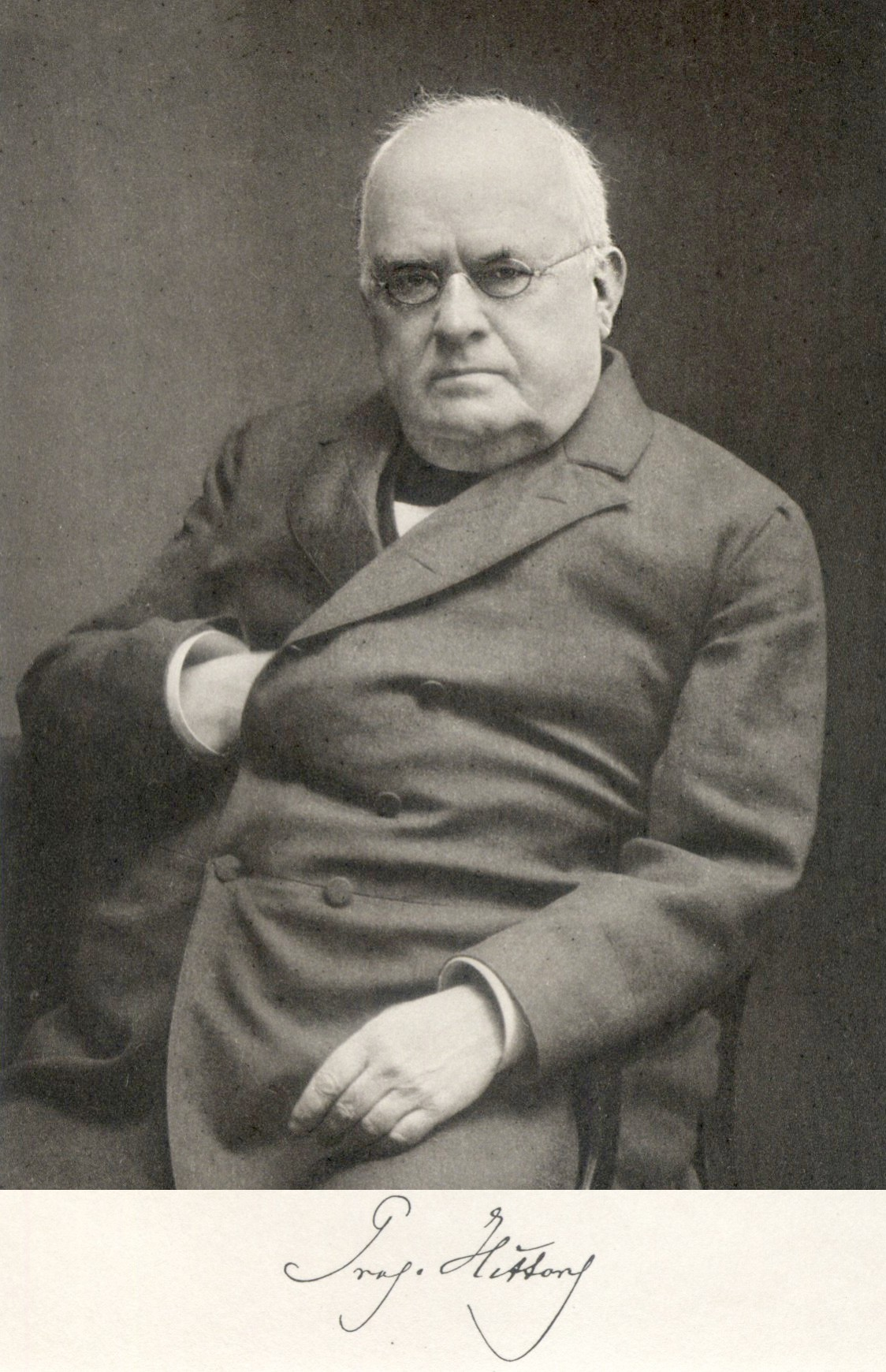
Johann Wilhelm Hittorf

El catedràtic de física i química alemany Johann Wilhelm Hittorf (1824-1914) contribuí de manera important al desenvolupament de l'electroquímica amb incomptables invents. Per un dels seus treballs (tub de Hittorf, 1872), és considerat precursor del tub de Crookes, amb el qual William Crookes deduí l'existència dels raigs catòdics (1878). Estudià també les variacions de l'espectre en variar l'atmosfera. Determinà l'íntima dependència entre la conductivitat elèctrica i l'acció química i la divisió de les sals complexes per la via del corrent. Estudià l'al·lotropia del seleni i del fòsfor; descrigué el comportament electroquímic del crom i registrà la velocitat de migració dels ions sotmesos a l'acció del corrent elèctric. És autor d'Über die Wanderung der Ionen während der Elektrolyse.

### James Clerk Maxwell: les quatre equacions de Maxwell (1875)

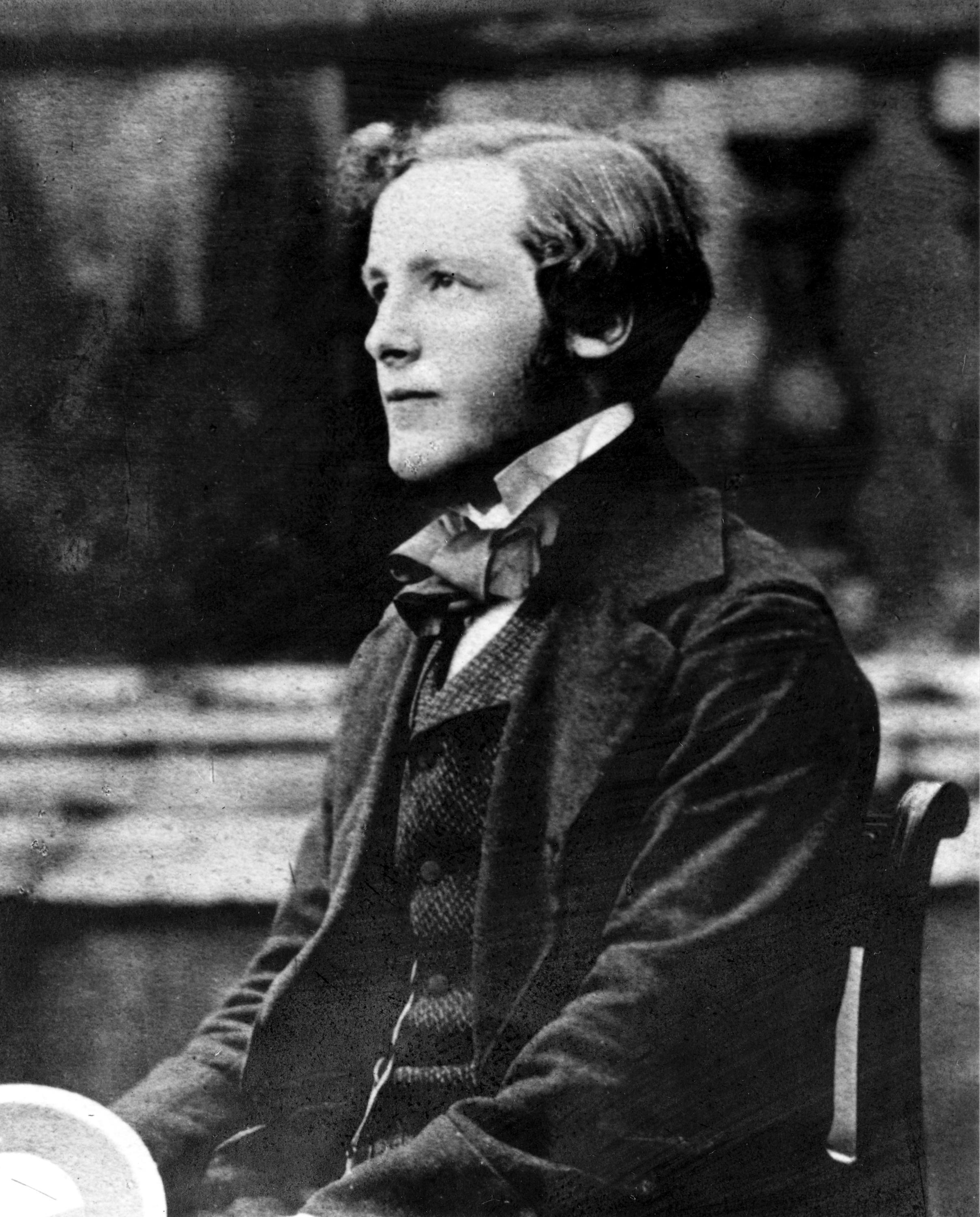
James Clerk Maxwell en la seva joventut

El físic i matemàtic escocès James Clerk Maxwell (1831-1879) és conegut principalment per haver desenvolupat un conjunt d'equacions que expressen les lleis fonamentals de l'electricitat i el magnetisme, així com per l'estadística de Maxwell-Boltzmann en la teoria cinètica de gasos. També es dedicà a la investigació de la visió en color i els principis de la termodinàmica i formulà, teòricament, que els anells de Saturn estaven formats per matèria disgregada. Maxwell amplià les investigacions que Michael Faraday havia realitzat sobre els camps electromagnètics, formulant la relació matemàtica entre els camps elèctrics i magnètics per mitjà de quatre equacions diferencials (anomenades avui les equacions de Maxwell), que relacionen el camp elèctric i el magnètic per una distribució espacial de càrregues i corrents. També demostrà que la naturalesa dels fenòmens lluminosos i electromagnètics era la mateixa i que ambdós es propaguen a la velocitat de la llum. La seva obra més important és el Treatise on Electricity and Magnetism (Tractat d'electricitat i magnetisme, 1873), en què publicà les seves cèlebres equacions. També escrigué: Matter and motion (Matèria i moviment, 1876) i Theory of Heat (Teoria de la calor, 1877). La teoria de Maxwell obtingué la comprovació definitiva quan Heinrich Rudolf Hertz obtingué el 1888 les ones electromagnètiques de ràdio. Les seves investigacions possibilitaren la invenció del telègraf sense fils i la ràdio. La unitat de flux magnètic en el sistema cegesimal, el maxwell, rep aquest nom en honor seu.

## Finals del segle XIX: el temps dels enginyers
Els anys centrals del segle xix havien presenciat extraordinaris avenços en l'aplicació de l'electricitat en les comunicacions i, el 1881, s'organitzà a París una Exposició Internacional d'electricitat i un Congrès international des électriciens (Congrés internacional d'electricistes). Tot i que per tot això el coneixement científic de l'electricitat i el magnetisme havia sigut imprescindible, els tècnics o inventors adquiriren un sentiment, fins i tot, de reticència cap als científics purs. Fins i tot la teoria de Maxwell era ignorada per la majoria d'enginyers elèctrics, que en la seva pràctica tecnològica no la necessitaven. Això no pogué mantenir-se a partir de la demostració experimental de la radiació electromagnètica (Heinrich Hertz, 1888), i a la dècada dels noranta les noves generacions d'enginyers incorporaren amb més confiança les aportacions teòriques i estigueren millor preparats per a les noves tecnologies elèctriques que aplicaven els efectes del camp electromagnètic, com el corrent altern.
Dues invencions que aplicaven el motor elèctric a la tracció de vehicles revolucionaren particularment la vida urbana, permetent una mobilitat en l'espai que es convertí en mobilitat social: l'ascensor elèctric i el tramvia elèctric (ambdós amb participació de Frank J. Sprague). Fins aleshores, era habitual que pobres i rics compartissin la mateixa casa als eixamples burgesos (els uns a la planta principal i els altres a les golfes), amb alçades que no solien superar les cinc o sis plantes. L'urbanisme del segle xx permeté el creixement de megaciutats, amb nítides diferències entre barris de rics i pobres, i amb desplaçaments horitzontals quilomètrics i de desenes de plantes en vertical (els gratacels). El metro de Londres, que funcionava amb locomotores de vapor des del 1863, aplicà la tracció elèctrica per permetre línies a més profunditat sense tants requisits de ventilació (anomenades deep-level) des del 1890, i el sistema es difongué per altres ciutats europees i americanes (Budapest i Glasgow, 1886; Boston, 1897; subte de Buenos Aires, 1913; metro de Madrid, 1919). L'electrificació dels ferrocarrils fou posterior (vegeu secció: electrificació dels ferrocarrils).

### Alexander Graham Bell: el telèfon (1876)

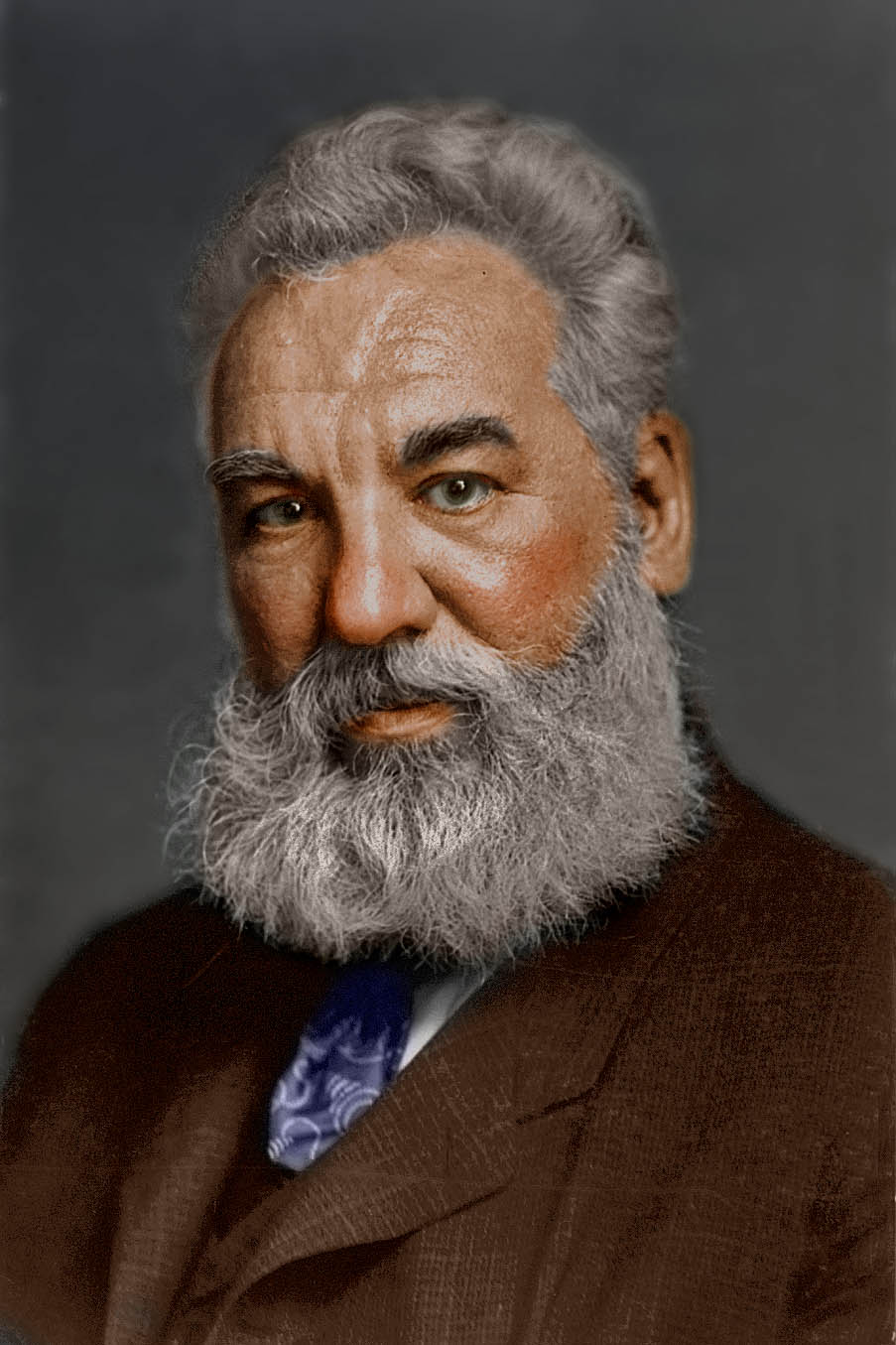
Alexander Graham Bell

L'escocès-estatunidenc Alexander Graham Bell, científic, inventor i logopeda (1847-1922), es disputà amb altres investigadors la invenció del telèfon i n'aconseguí la patent oficial als Estats Units el 1876. Prèviament, havien sigut desenvolupats dispositius similars per altres investigadors, entre els quals destacà Antonio Meucci (1871), que entaulà litigis fallits amb Bell fins a la seva mort, i és a qui se sol reconèixer actualment la prelació en l'invent.
Bell contribuí de manera decisiva al desenvolupament de les telecomunicacions amb la seva empresa comercial (Bell Telephone Company, 1877, posteriorment AT&T). També fundà a la ciutat de Washington DC el laboratori Volta, on, juntament amb els seus socis, inventà un aparell que transmetia sons mitjançant rajos de llum (el fotòfon, 1880); i desenvolupà el primer cilindre de cera per gravar (1886), cosa que posà les bases del gramòfon. Participà en la fundació de la National Geographic Society i de la revista Science.

### Thomas Alva Edison: desenvolupament de la làmpada incandescent (1879), Menlo Park i comercialització

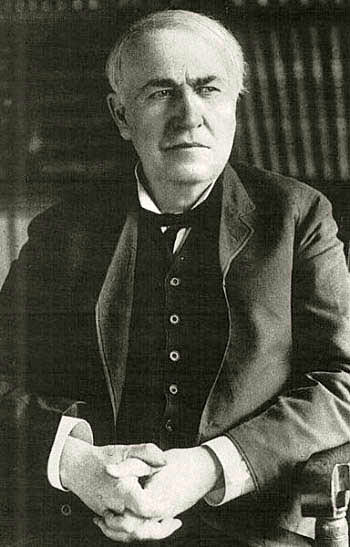
Thomas Alva Edison

L'inventor nord-americà Thomas Alva Edison (1847-1931) ha sigut considerat com el més gran inventor de tots els temps. Tot i que se li atribueix la invenció de la làmpada incandescent, la seva intervenció és més aviat el perfeccionament de models anteriors (Heinrich Göbel, rellotger alemany, havia fabricat làmpades funcionals tres dècades abans). Edison aconseguí, després de molts intents, un filament que assolia la incandescència sense fondre's: no era de metall, sinó de bambú carbonitzat. El 21 d'octubre del 1879, aconseguí que la seva primera bombeta lluís durant 48 hores ininterrompudes, amb 1,7 lúmens per watt. La primera làmpada incandescent amb un filament de cotó carbonitzat construïda per Edison fou presentada, amb molt d'èxit, a la Primera Exposició d'Electricitat de París (1881) com una instal·lació completa d'il·luminació elèctrica de corrent continu; sistema que immediatament fou adoptat tant a Europa com als Estats Units i que solucionava el problema de la divisió de la llum elèctrica. El 1882, desenvolupà i instal·là la primera gran central elèctrica del món a Nova York. Tanmateix, més tard, el seu ús del corrent continu es veié desplaçat pel sistema de corrent altern desenvolupat per Nikola Tesla i George Westinghouse.
La seva visió comercial de la investigació cientificotècnica el dugué a fundar el laboratori de Menlo Park (Nova Jersey), on aconseguí un eficaç treball d'equip d'un gran nombre de col·laboradors. Gràcies a això, arribà a registrar 1.093 patents d'invents desenvolupats per ell i els seus ajudants, invents dels quals el desenvolupament i millora posteriors han marcat profundament l'evolució de la societat moderna, entre aquests: el fonògraf, un sistema generador d'electricitat, un aparell per a gravar sons i un projecte de pel·lícula (el cinetoscopi), un dels primers ferrocarrils elèctrics, unes màquines que feien possible la transmissió simultània de diversos missatges telegràfics per una mateixa línia (cosa que augmentà enormement la utilitat de les línies telegràfiques existents), l'emissor telefònic de carbó (molt important per al desenvolupament del telèfon, que havia sigut inventat recentment per Alexander Graham Bell), etc. En sincronitzar el fonògraf amb el cinetoscopi, produí el 1913 la primera pel·lícula sonora.
En l'àmbit científic descobrí l'efecte Edison, patentat el 1883, que consistia en el pas d'electricitat des d'un filament a una placa metàl·lica dins d'un globus de làmpada incandescent. Tot i que ni ell ni els científics de la seva època li donaren importància, aquest efecte seria un dels fonaments de la vàlvula de la ràdio i de l'electrònica. El 1880, s'associà amb l'empresari J. P. Morgan per fundar la General Electric.

### John Hopkinson: el sistema trifàsic (1882)
L'enginyer i físic anglès John Hopkinson (1849-1898) contribuí al desenvolupament de l'electricitat amb el descobriment del sistema trifàsic per a la generació i distribució del corrent elèctric, sistema que patentà el 1882. Un sistema de corrents trifàsics és el conjunt de tres corrents alterns monofàsics d'igual freqüència i amplitud (i per tant, valor eficaç) que presenten un desfasament entre si de 120° (un terç de cicle). Cadascun dels corrents monofàsics que formen el sistema es designa amb el nom de fase. També treballà en moltes àrees de l'electromagnetisme i l'electroestàtica. De les seves investigacions, establí que "el flux d'inducció magnètica és directament proporcional a la força magnetomotriu i inversament proporcional a la reluctància", expressió molt semblant a l'establerta en la llei d'Ohm per a l'electricitat, i que es coneix amb el nom de llei de Hopkinson. També es dedicà a l'estudi dels sistemes d'il·luminació, millorant-ne l'eficiència, així com a l'estudi dels condensadors. Profunditzà en els problemes de la teoria electromagnètica, proposats per James Clerk Maxwell. El 1883, donà a conèixer el principi dels motors síncrons.

### Heinrich Rudolf Hertz: demostració de les equacions de Maxwell i la teoria electromagnètica de la llum (1887)

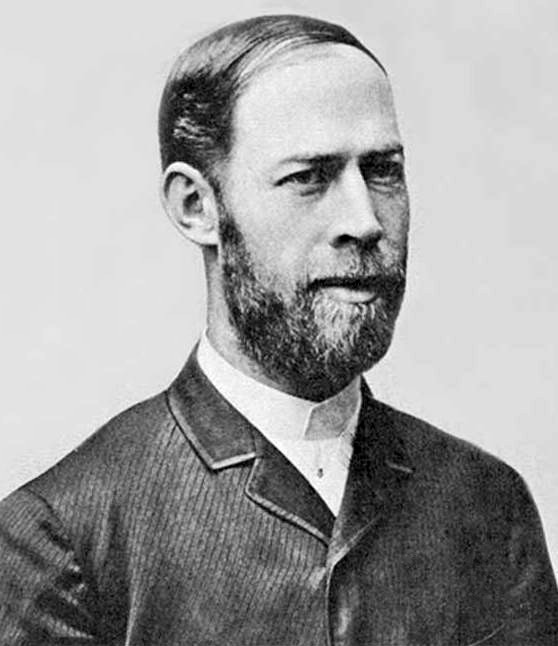
Heinrich Rudolf Hertz

El físic alemany Heinrich Rudolf Hertz (1857-1894) demostrà l'existència de les ones electromagnètiques predites per les equacions de Maxwell. Fou el primer investigador que creà dispositius que emetien ones radioelèctriques i també dispositius que permetien detectar-les. Feu nombrosos experiments sobre el seu mode i velocitat de propagació (avui coneguda com a velocitat de la llum), en què es fonamenten la ràdio mitjà de comunicació i la telegrafia sense fils, que ell mateix descobrí. El 1887 descobrí l'efecte fotoelèctric. La unitat de mesura de la freqüència fou anomenada hertz (símbol Hz) en honor seu.

### George Westinghouse: el subministrament de corrent altern (1886)

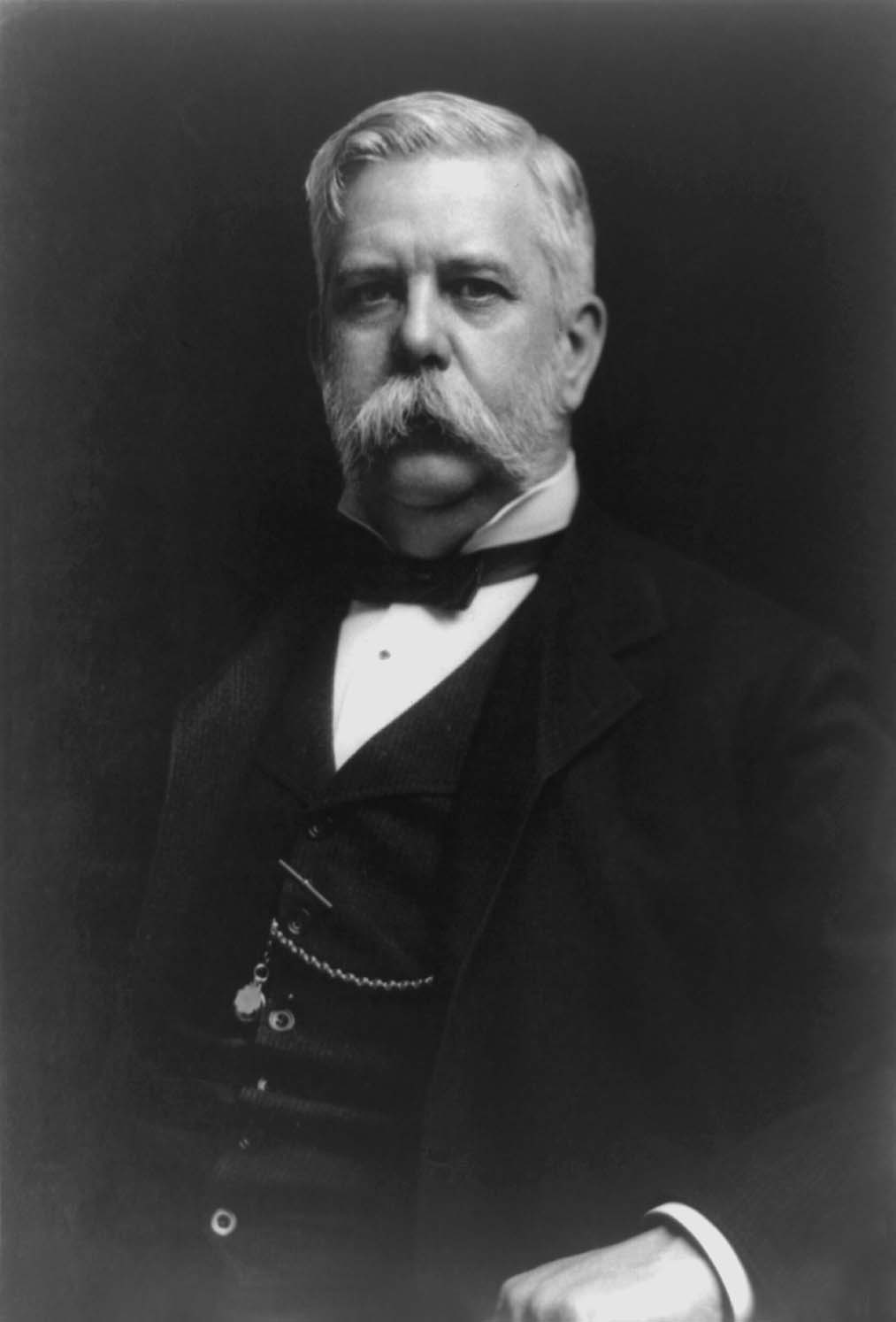
George Westinghouse

L'inventor i industrial nord-americà George Westinghouse (1846-1914) s'interessà inicialment pels ferrocarrils (fre automàtic d'aire, sistema de senyals ferroviaris, agulla d'encreuament). Posteriorment, dedicà les seves investigacions a l'electricitat, i fou el principal responsable de l'adopció del corrent altern pel subministrament d'energia elèctrica als Estats Units. En aquell afany tecnològic i comercial, hagué de vèncer l'oposició del popular inventor Thomas Alva Edison, que basava les seves investigacions i expansió comercial en el corrent continu i arribaria a suggerir la invenció de la cadira elèctrica de corrent altern com a estratègia en aquella competència.
Westinghouse comprà al científic croat Nikola Tesla la seva patent per a la producció i transport de corrent altern, que impulsà i desenvolupà. Posteriorment perfeccionà el transformador, desenvolupà un alternador i adaptà per a la seva utilització pràctica el motor de corrent altern inventat per Tesla. El 1886, fundà la companyia elèctrica Westinghouse Electric & Manufacturing Company, que disposà en els primers anys amb la decisiva col·laboració de Tesla, amb qui aconseguí desenvolupar la tecnologia necessària per desenvolupar un sistema de subministrament de corrent altern. Westinghouse també desenvolupà un sistema per transportar gas natural, i al llarg de la seva vida obtingué més de 400 patents, moltes d'aquestes de maquinària de corrent altern.

### Nikola Tesla: desenvolupament de màquines elèctriques, la bobina de Tesla (1884-1891) i el radiotransmissor (1893)

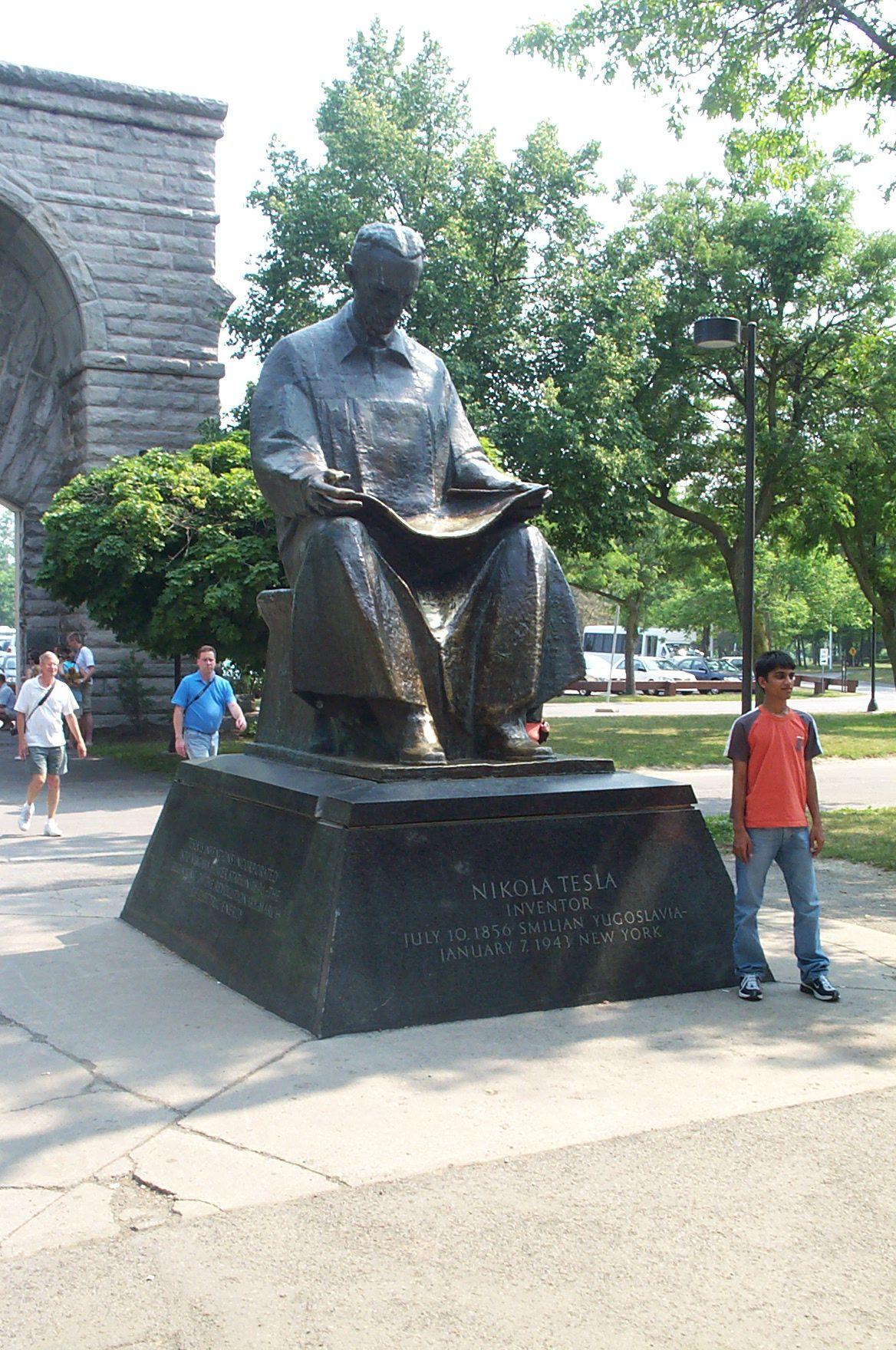
Estàtua de Nikola Tesla a les cascades del Niàgara

L'enginyer i inventor d'origen croat Nikola Tesla (1856-1943) emigrà el 1884 als Estats Units. És reconegut com un dels investigadors més destacats en el camp de l'energia elèctrica. El govern dels Estats Units el considerà una amenaça per les seves opinions pacifistes i patí el maltractament d'altres investigadors millor reconeguts, com Marconi o Edison.
Desenvolupà la teoria de camps rotants, base dels generadors i motors polifàsics de corrent altern. El 1887, aconsegueix construir el motor d'inducció de corrent altern i treballa als laboratoris Westinghouse, on concep el sistema polifàsic per traslladar l'electricitat a llargues distàncies. El 1893, aconsegueix transmetre energia electromagnètica sense cables, construint el primer radiotransmissor (avançant-se a Guglielmo Marconi). Aquell mateix any a Chicago feu una exhibició pública del corrent altern, demostrant la seva superioritat sobre el corrent continu d'Edison. Els drets d'aquests invents li foren comprats per George Westinghouse, que mostrà el sistema de generació i transmissió per primera vegada a la World's Columbian Exposition de Chicago del 1893. Dos anys més tard, els generadors de corrent altern de Tesla s'instal·laren a la central experimental d'energia elèctrica de les cascades del Niàgara. Entre els molts invents de Tesla, es troben els circuits ressonants de condensador més inductància, els generadors d'alta freqüència i l'anomenada bobina de Tesla, utilitzada en el camp de les comunicacions per ràdio.
La unitat d'inducció magnètica del sistema MKS rep el nom de tesla en honor seu.

### Charles Proteus Steinmetz: la histèresi magnètica (1892)

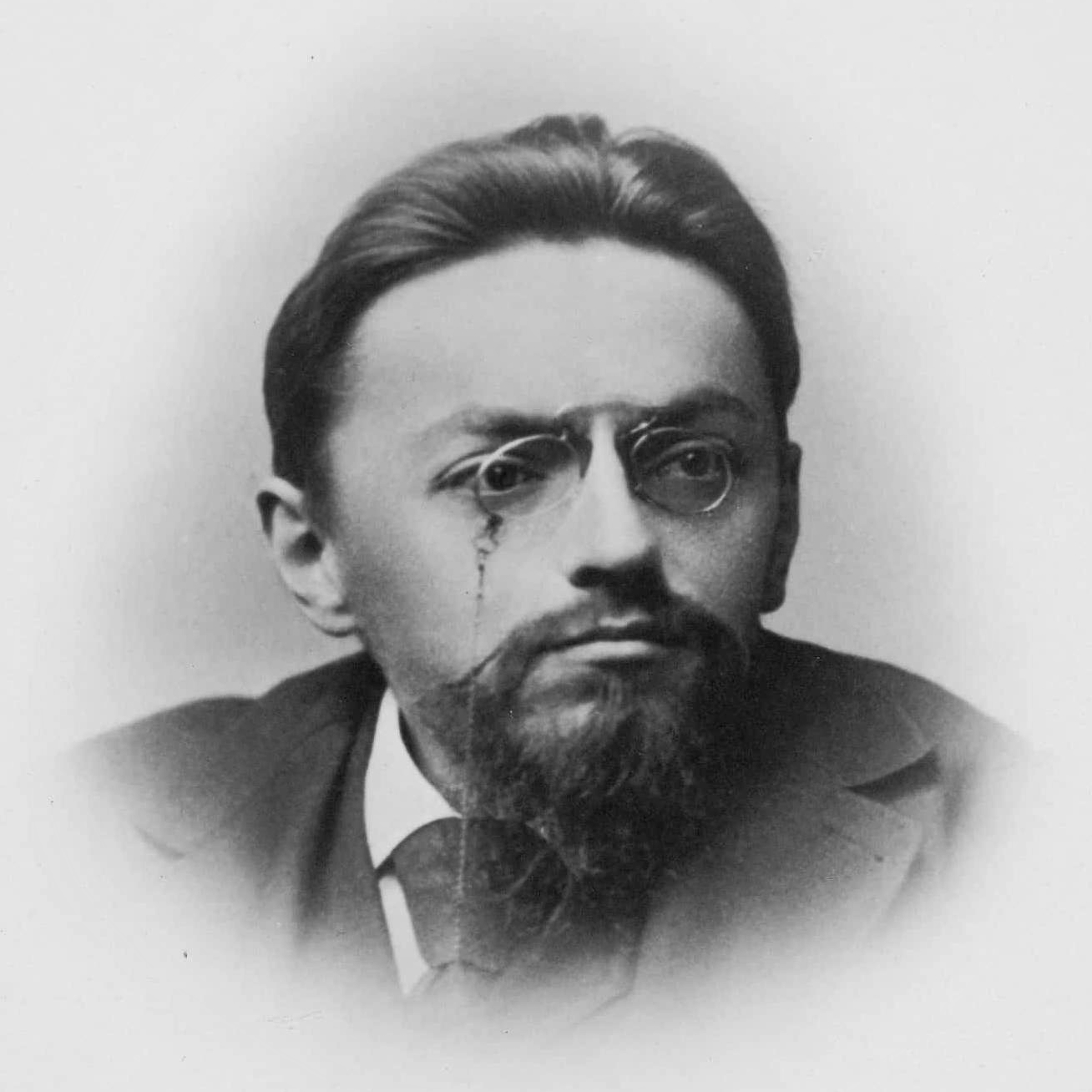
Charles Proteus Steinmetz

L'enginyer i inventor d'origen alemany Charles Proteus Steinmetz (1865-1923) és conegut principalment per les seves investigacions sobre el corrent altern i pel desenvolupament del sistema trifàsic de corrents alterns. També inventà la làmpada d'arc amb elèctrode metàl·lic. El 1892 descobrí la histèresi magnètica, un fenomen en virtut del qual els electroimants amb un nucli de material ferromagnètic (com el ferro) no es magnetitzen al mateix ritme que el corrent variable que passa per les seves espires, sinó que hi existeix un retard. El 1893, desenvolupà una teoria matemàtica aplicable al càlcul de circuits en corrent altern (per la qual cosa introduí l'ús de nombres complexos), cosa que facilità el canvi de les noves línies d'energia elèctrica, que inicialment eren de corrent continu. Els seus treballs contribuïren en gran manera a l'impuls i utilització de l'electricitat com a font d'energia en la indústria. El 1902, fou designat professor de la Universitat de Schenectady, Nova York, on romangué fins a la seva mort. Treballà per a l'empresa General Electric.

### Wilhelm Conrad Röntgen: els rajos X (1895)

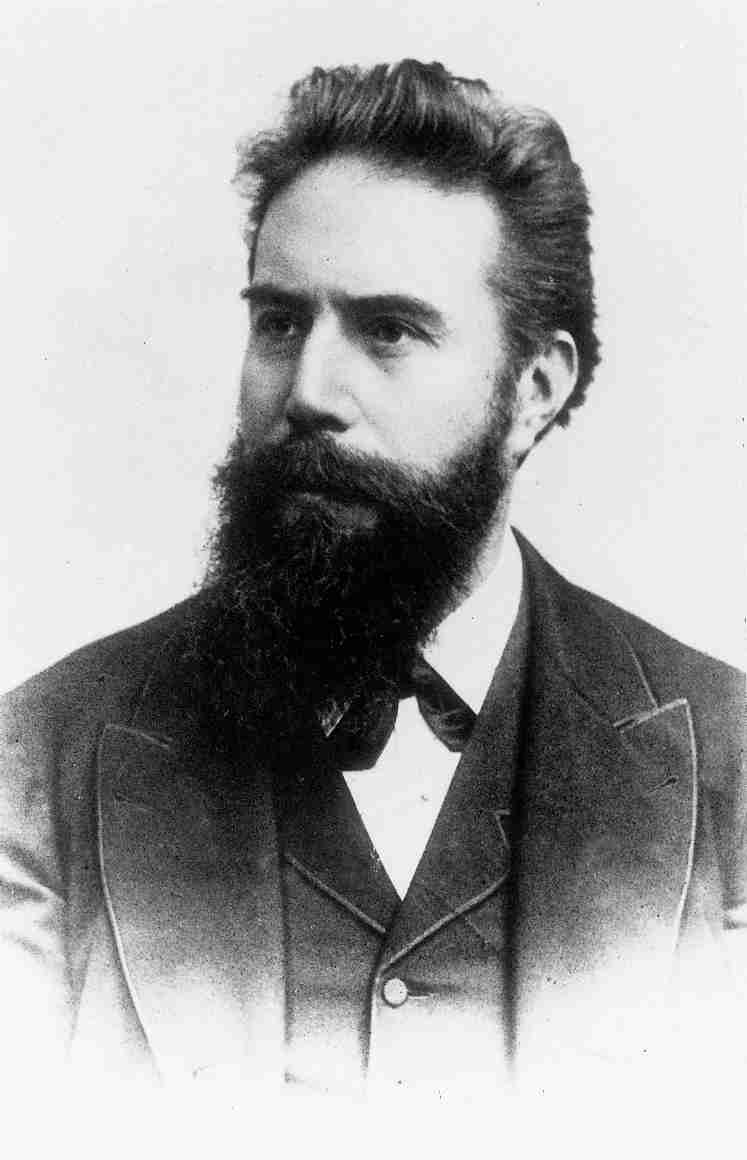
Wilhelm Conrad Röntgen

El físic alemany Wilhelm Conrad Röntgen (1845-1923), utilitzant un tub de Crookes, fou qui produí el 1895 la primera radiació electromagnètica en les longituds d'ona corresponents als actualment anomenats rajos X. Gràcies al seu descobriment, fou guardonat amb el primer Premi Nobel de Física el 1901. El premi fou concedit oficialment: "en reconeixement dels extraordinaris serveis que ha brindat pel descobriment dels notables rajos que porten el seu nom." Tanmateix, Röntgen no volgué que els rajos duguessin el seu nom, tot i que a Alemanya el procediment de la radiografia es diu "röntgen", a causa del fet que els verbs alemanys tenen la desinència "en". Els rajos X es comencen a aplicar en tots els camps de la medicina, entre aquests l'urològic. Posteriorment, altres investigadors utilitzaren la radiologia per al diagnòstic de la malaltia litiàsica. És un dels punts culminants de la medicina de finals del segle xix, sobre el qual es basaren nombrosos diagnòstics d'entitats nosològiques, fins a aquell moment difícils de diagnosticar, i continuà havent-hi desenvolupaments posteriors al segle xx i fins avui en dia (vegeu la secció: electromedicina).
En honor seu, rep el seu nom la unitat de mesura de l'exposició a la radiació, establerta el 1928: roentgen (unitat).

### Michael Idvorski Pupin: la bobina de Pupin (1894) i les imatges de rajos X (1896)
El físic i electrotècnic serbi Michael Idvorski Pupin (1854-1935) desenvolupà el 1896 un procediment per obtenir la fotografia ràpida d'una imatge obtinguda mitjançant rajos X, que tan sols requeria una exposició d'una fracció de segon en lloc d'una hora o més que s'emprava anteriorment. Entre els seus nombrosos invents, destaca la pantalla fluorescent que facilitava l'exploració i registre de les imatges radiològiques obtingudes amb els rajos X. També desenvolupà el 1894 un sistema per augmentar en gran manera l'abast de les comunicacions telefòniques amb línies de fil de coure, mitjançant la inserció a intervals regulars al llarg de la línia de transmissió d'unes denominades bobines de càrrega. Aquestes bobines reben en honor seu el nom de bobina de Pupin i el mètode també es denomina pupinitzación.

### Joseph John Thomson: els rajos catòdics (1897)

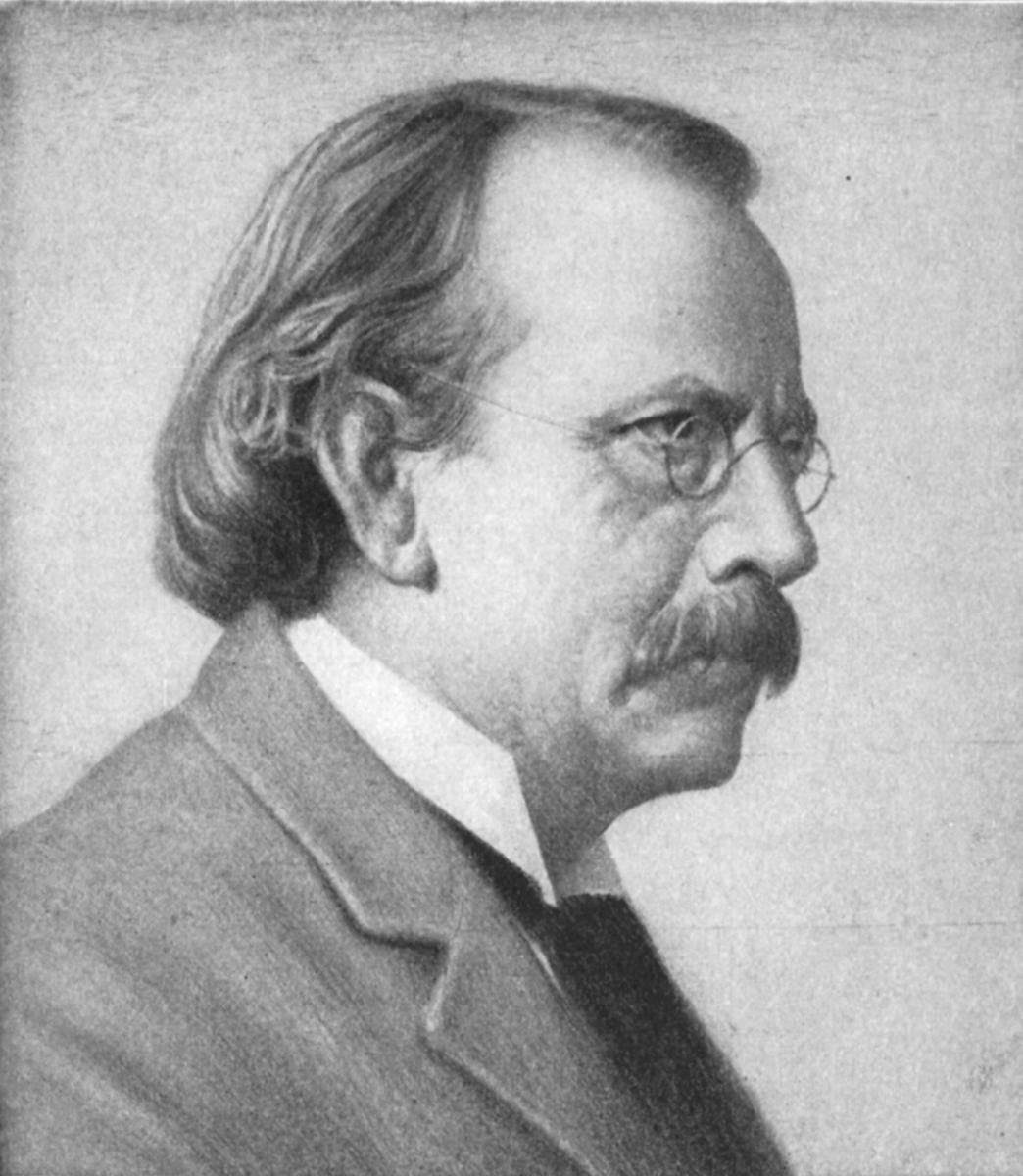
Joseph John Thomson

El físic anglès Joseph John Thomson (1856-1940) descobrí que els rajos catòdics podien desviar-se aplicant un camp magnètic perpendicular a la seva direcció de propagació i calculà les lleis d'aquesta desviació. Demostrà que aquests rajos estaven constituïts per partícules atòmiques de càrrega negativa que anomenà corpuscles i avui en dia es coneixen com a electrons. Demostrà que la nova partícula que havia descobert era aproximadament mil vegades més lleugera que l'hidrogen. Aquesta fou la primera identificació de partícules subatòmiques, amb les grans conseqüències que això tingué en el consegüent desenvolupament de la ciència i la tècnica. Posteriorment, mesurant la desviació en camps magnètics, obtingué la relació entre la càrrega i la massa de l'electró. També examinà els rajos positius i, el 1912, descobrí la manera d'utilitzar-los per a separar àtoms de diferent massa. L'objectiu s'aconseguí desviant els rajos positius amb camps electromagnètics (espectrometria de massa). Així, descobrí que el neó té dos isòtops (el neó-20 i el neó-22). Tots aquests treballs serviren a Thomson per a proposar una estructura de l'àtom, que més tard es demostrà incorrecta, car suposava que les partícules positives estaven mesclades homogèniament amb les negatives. Thomson també estudià i experimentà sobre les propietats elèctriques dels gasos i la conducció elèctrica a través d'aquests, i fou justament per aquesta investigació que rebé el Premi Nobel de Física el 1906.

### Germans Lumière: l'inici del cinema (1895)

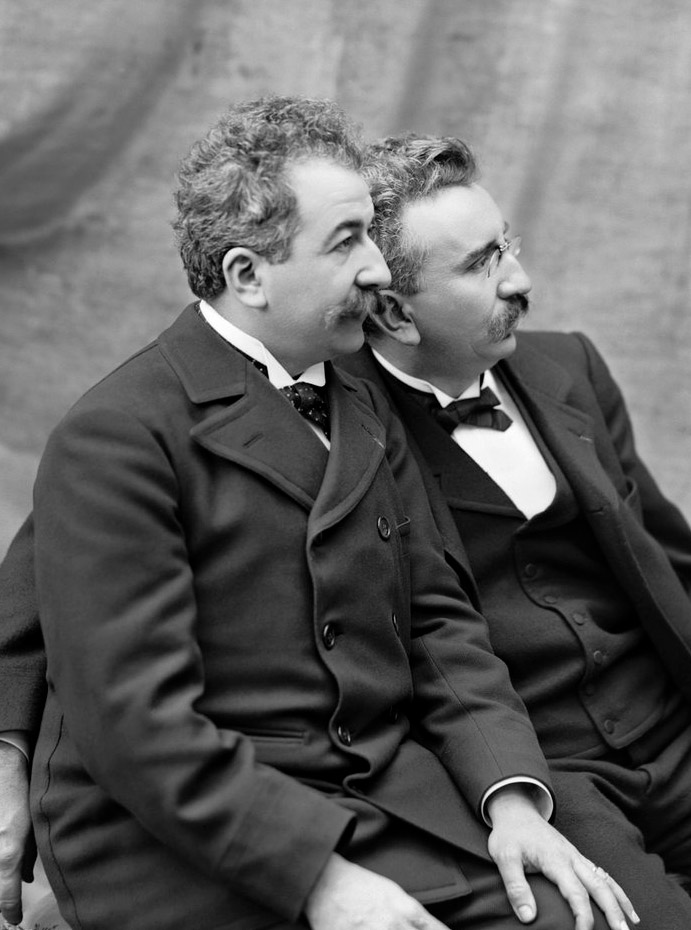
Els germans Lumière

A finals del segle xix, diversos inventors estigueren treballant en diversos sistemes que tenien un objectiu comú: la visualització i projecció d'imatges en moviment. Entre el 1890 i el 1895, són nombroses les patents que es registren amb l'objectiu d'oferir al públic les primeres "preses de vistes" animades. Entre els pioners, es troben els alemanys Max i Emil Skladanowski, els estatunidencs Charles F. Jenkins, Thomas Armat i Thomas Alva Edison (cinetoscopi), i els francesos germans Lumière (cinematògraf). Tanmateix, tot i que ja existien pel·lícules, no era possible projectar-les en una sala cinematogràfica. El cinema fou oficialment inaugurat amb la primera exhibició pública, a París, el 28 de desembre del 1895. La connexió del nou invent amb l'electricitat no fou immediata, perquè els moviments mecànics es produïen manualment (cosa que causava problemes de variació de la velocitat, però també era utilitzat com a part dels efectes especials), mentre que la llum de les primeres llanternes provenia d'una flama generada per la combustió d'èter i oxigen. Però utilitzar una flama al costat del cel·luloide (que era emprat com a suport per a les pel·lícules, i que és molt inflamable) constituïa una font constant de greus perills per a projeccionistes i espectadors, per la qual cosa es buscaren substituts a la font lluminosa. En estendre's les xarxes elèctriques, s'utilitzà l'arc elèctric incandescent. Inicialment, s'utilitzaven dos elèctrodes de carbó alimentats amb un corrent continu, l'un amb càrrega positiva i un altre amb càrrega negativa. Actualment, es realitza el pas del corrent continu a través de dos conductors, tancats en una càpsula de gas, normalment xenó. Aquestes làmpades de xenó porten en l'interior dos elèctrodes entre els quals salta l'arc voltaic que produeix la llum. Quant a la motorització elèctrica del funcionament de la càmera i del projecte, es feu ineludible amb el temps, sobretot després del pas al cinema sonor (primera projecció experimental a París, 1900, i d'un mode eficaç a Nova York, 1923, i fou la primera pel·lícula El cantant de jazz, 1927), cosa que implicava també les tecnologies d'enregistrament i reproducció del so, inicialment obtingut a partir d'una banda lateral d'opacitat variable detectada per una cel·la fotoelèctrica (la banda sonora). A partir d'aleshores sorgí el concepte de mitjà audiovisual.
La tecnologia del cinema ha evolucionat molt fins al cinema digital del segle xxi i simultàniament ha evolucionat el llenguatge cinematogràfic, incloent-hi les convencions del gènere i els gèneres cinematogràfics. Més transcendent encara ha sigut l'evolució conjunta de cinema i societat, i el sorgiment de diferents moviments cinematogràfics, cinematografies nacionals, etc. Als Estats Units, Thomas Alva Edison fou el màxim impulsor del cinema, consolidant una indústria en la qual desitjava ser el protagonista indiscutible en considerar-se com l'únic inventor i propietari del nou espectacle. A l'estat espanyol, la primera projecció, l'oferí un enviat dels Lumière a Madrid, el 15 de maig del 1896.

### Guglielmo Marconi: la telegrafia sense fil (1899)

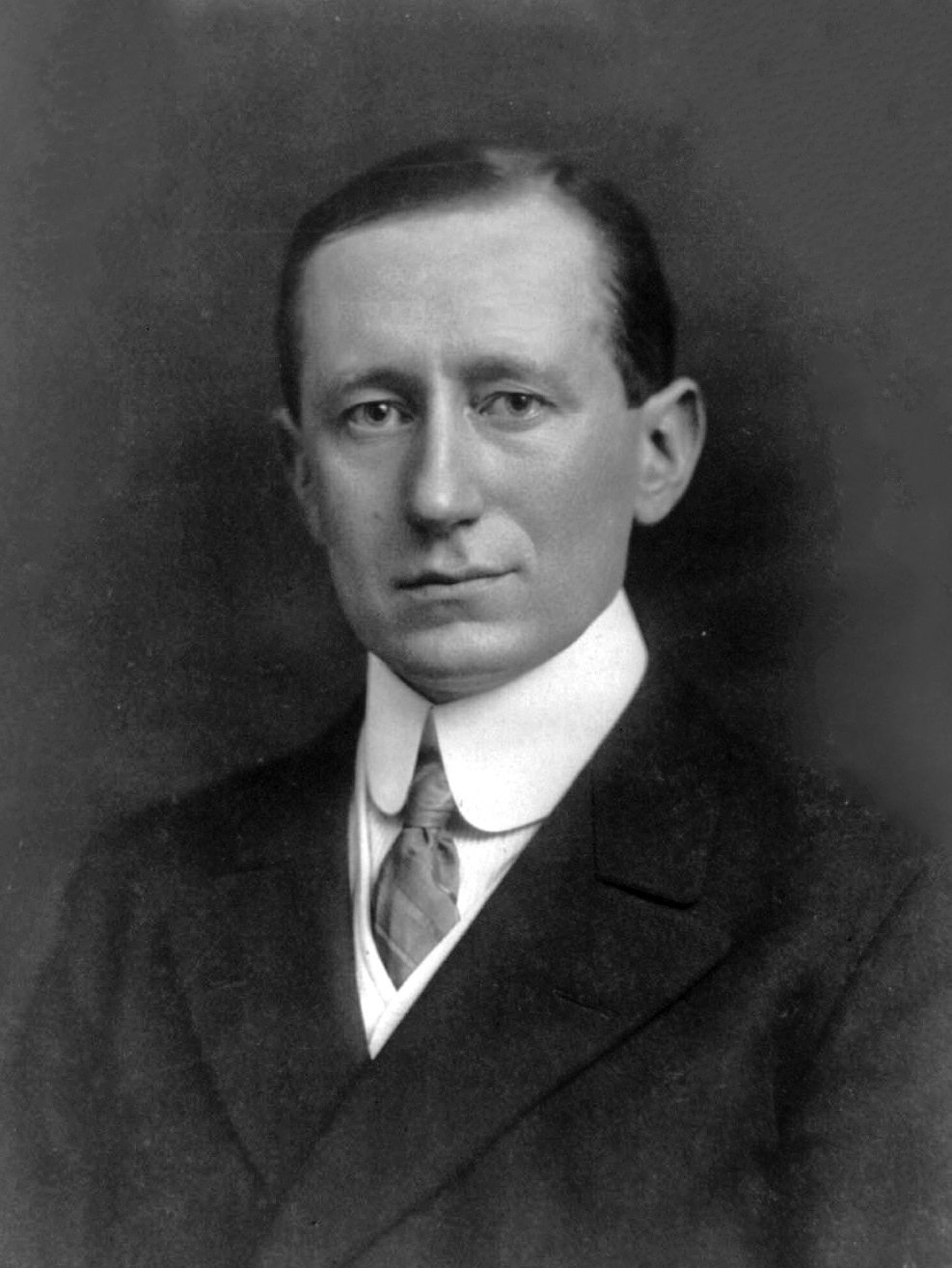
Guglielmo Marconi

L'enginyer i físic italià Guglielmo Marconi (1874-1937) és conegut, principalment, com l'inventor del primer sistema pràctic de senyals telegràfics sense fils, que donà origen a la ràdio actual. El 1899, aconseguí establir comunicació telegràfica sense fils a través del canal de la Mànega entre Anglaterra i França, i el 1903 a través de l'oceà Atlàntic entre Cornualla, i Saint John's (Terranova i Labrador), Canadà. El 1903 establí als Estats Units l'estació WCC. En la seva inauguració, s'encreuaren missatges de salutació el president Theodore Roosevelt i el rei Eduard VIII d'Anglaterra. El 1904, arribà a un acord amb el servei de Correus britànic per a la transmissió comercial de missatges per ràdio. Les marines italiana i britànica aviat adoptaren el seu sistema i, cap al 1907, havia assolit tal perfeccionament que s'establí un servei transatlàntic de telegrafia sense fils per a ús públic. Per a la telegrafia, fou un gran impuls poder utilitzar el codi Morse sense necessitat de cables conductors.
Tot i que se li atribuí la invenció de la ràdio, la patent tornà al veritable inventor, l'austrohongarès Nikola Tesla, el 1943. També inventà l'antena Marconi. El 1909 Marconi rebé, juntament amb el físic alemany Karl Ferdinand Braun, el Premi Nobel de Física pel seu treball.

### Peter Cooper Hewitt: la làmpada de vapor de mercuri (1901-1912)
L'enginyer elèctric i inventor estatunidenc Peter Cooper Hewitt (1861-1921) es feu cèlebre per la introducció de la làmpada de vapor de mercuri, un dels més importants avenços en il·luminació elèctrica. A la dècada de 1890, treballà sobre les experimentacions realitzades pels alemanys Julius Plücker i Heinrich Geissler sobre el fenomen fluorescent, és a dir, les radiacions visibles produïdes per un corrent elèctric que passa a través d'un tub de vidre ple de gas. Els esforços de Hewitt s'encaminaren cap a trobar el gas que resultés més apropiat per a la producció de llum, i el trobà en el mercuri. La llum obtinguda per aquest mètode no era apta per a ús domèstic, però trobà aplicació en altres camps de la indústria, com en medicina, en l'esterilització d'aigua potable i en el revelatge de pel·lícules. El 1901, inventà el primer model de làmpada de mercuri (tot i que no en registrà la patent fins al 1912). El 1903, en fabricà un model millorat que emetia una llum de millor qualitat i que trobà major utilitat en el mercat. El desenvolupament de les làmpades incandescents de filament de tungstè, a partir de la dècada del 1910, suposà una dura competència per a la làmpada de Hewitt, car, tot i ser vuit vegades menys eficient que aquesta, tenien una lluminositat molt més atractiva.

### Gottlob Honold: la magneto d'alta tensió, la bugia (1902) i els fars parabòlics (1913)

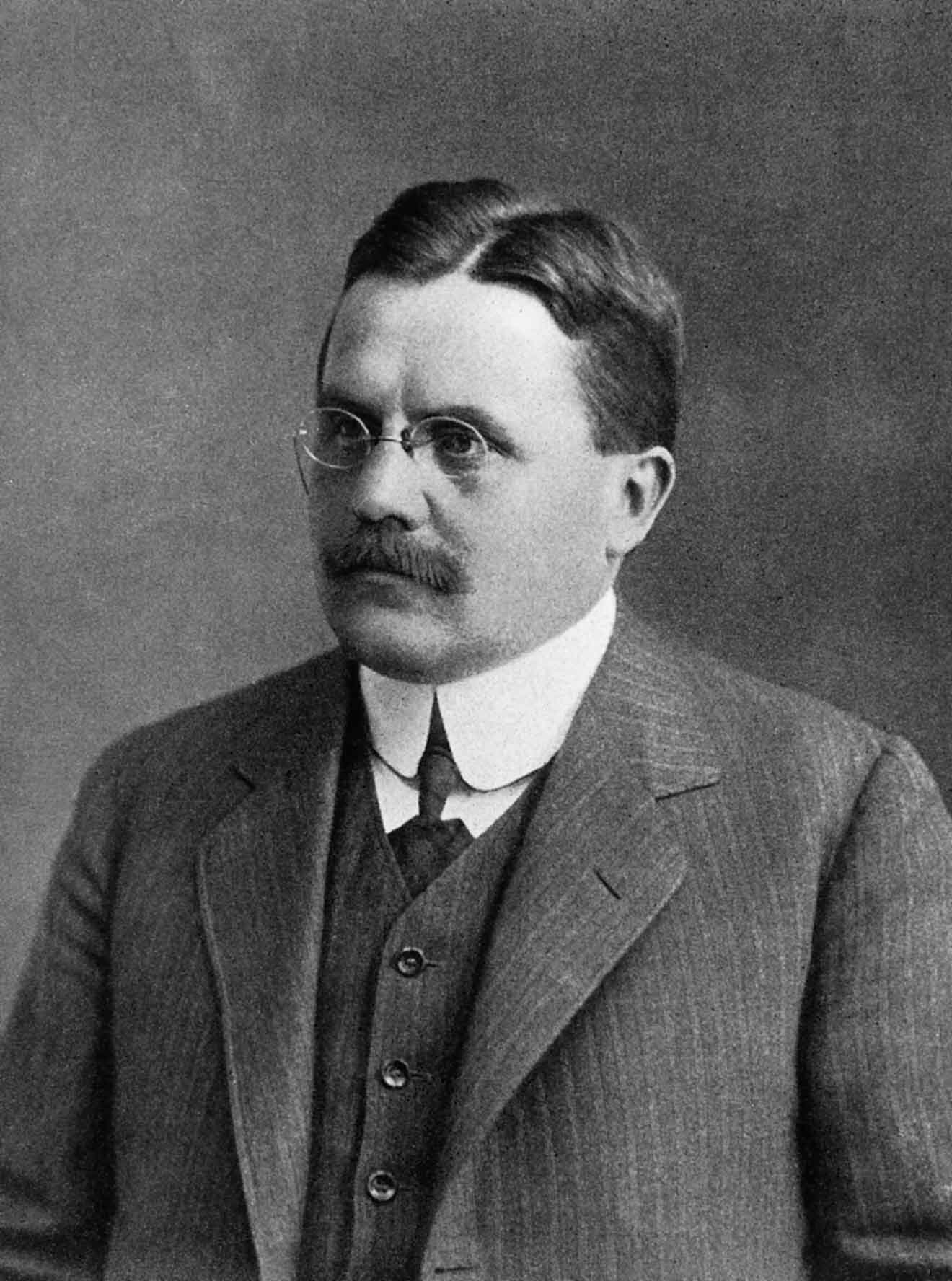
Gottlob Honold

L'enginyer alemany Gottlob Honold (1876-1923), que treballava en l'empresa Robert Bosch, fou el primer que fabricà una bugia econòmicament viable que, connectada a una magneto d'alta tensió, feu possible el desenvolupament dels motors de combustió interna de cicle Otto, amb velocitats de gir de diversos milers de revolucions per minut i potències específiques. Una bugia és l'element on es produeix una espurna que provoca l'encesa de la mescla de combustible i aire als cilindres d'un motor de cicle Otto. Les primeres patents per a la bugia daten de Nikola Tesla -Electrical Igniter for Gas-Engines a l'USPTO (anglès)- en què es dissenya un sistema temporitzat d'ignició repetida, l'any 1898, gairebé alhora que Frederik Richard Simms (GB 24859/1898, 1898) i Robert Bosch (GB 26907/1898). Karl Benz també inventà la seva pròpia versió de bugia. Tanmateix, la bugia de Honold de 1902 era comercialment viable, d'alta tensió i podia realitzar un nombre més gran d'espurnes per minut. La bugia té dues funcions primàries: produir la ignició de la mescla d'aire i combustible i dissipar part de la calor de la cambra de combustió cap al bloc motor per conducció tèrmica. Les bugies es classifiquen pel que es coneix com a rang tèrmic en funció de la seva conductància tèrmica. Les bugies transmeten energia elèctrica que converteixen el combustible en un sistema d'energia. Cal proporcionar una quantitat suficient de voltatge al sistema d'ignició perquè pugui generar l'espurna a través del calibratge de la bugia.
El 1913, Honold participà en el desenvolupament dels fars parabòlics. Tot i que s'havien utilitzat anteriorment alguns sistemes d'enllumenat per a la conducció nocturna, els primers fars amb prou feines donaven llum i servien poc més que com a sistema de senyalització. Honold concebé la idea de col·locar miralls parabòlics darrere de les làmpades per concentrar el feix lluminós, cosa que millorava la il·luminació del camí sense necessitat d'utilitzar un sistema elèctric més potent.

## Canvis de paradigma delseglexx
L'efecte fotoelèctric ja havia sigut descobert i descrit per Heinrich Hertz el 1887. Tanmateix, mancava d'explicació teòrica i semblava ser incompatible amb les concepcions de la física clàssica. Aquesta explicació teòrica només fou possible amb l'obra d'Albert Einstein (entre els famosos articles del 1905), que basà la seva formulació de la fotoelectricitat en una extensió del treball sobre els quàntums de Max Planck. Més tard, Robert Andrews Millikan passà deu anys experimentant per demostrar que la teoria d'Einstein no era correcta, però acabà demostrant que sí que ho era. Això permeté que tant Einstein com Millikan rebessin el premi Nobel el 1921 i el 1923, respectivament.
El 1893, Wilhelm Weber aconseguí combinar la formulació de Maxwell amb les lleis de la termodinàmica per tractar d'explicar l'emissivitat de l'anomenat cos negre, un model d'estudi de la radiació electromagnètica que tindrà importants aplicacions en astronomia i cosmologia.
El 1911, es prova experimentalment el model atòmic de Rutherford (nucli amb massa i càrrega positiva i corona de càrrega negativa), tot i que tal configuració havia sigut predita el 1904 pel japonès Hantaro Nagaoka, la contribució del qual havia passat desapercebuda.
L'anomenada gran ciència lligada a la investigació atòmica necessità superar reptes tecnològics quantitativament impressionants, car era necessari fer topar partícules amb el nucli atòmic amb cada vegada més energia. Aquesta fou una de les primeres curses tecnològiques del segle xx i que, independentment de l'origen nacional de les idees o processos posats en pràctica (molts d'aquests europeus: alemanys, austrohongaresos, italians, francesos, belgues o britànics), foren guanyades per l'eficaç i inquietant complex científic-tècnic-productiu-militar dels Estats Units. El 1928, Merle Tuve utilitzà un transformador Tesla per a assolir els tres milions de volts. El 1932, John Cockcroft i Ernest Walton observaren la desintegració d'àtoms de liti amb un multiplicador voltaic que assolia els 125.000 volts. El 1937, Robert Van de Graaff construí generadors de cinc metres d'alçada per generar corrents de 5 milions de volts. Ernest Lawrence, inspirat pel noruec Rolf Wideröe, construí entre el 1932 i el 1940 successius i cada vegada més grans ciclotrons, confinadors magnètics circulars, per esbrinar l'estructura de les partícules elementals a base de sotmetre-les a xocs a enormes velocitats.
Els quarks (batejats així el 1963 i descoberts successivament a la dècada 1970 i fins a dates tan properes com el 1996), així com les particularitats de la seva càrrega elèctrica encara són una incògnita de la física d'avui en dia.
La indústria elèctrica creix amb la societat de consum de masses i passa a la fase del capitalisme monopolista de les grans corporacions multinacionals de tipus holding, com les nord-americanes General Electric (derivada de la companyia d'Edison) i Westinghouse Electric (derivada de la de Westinghouse i Tesla), la Marconi Company (més purament multinacional que italiana), les alemanyes AEG, Telefunken, Siemens AG i Braun (aquesta última, més tardana, deu el seu nom a Max Braun, no al físic Carl Ferdinand Braun) o les japoneses Mitsubishi, Matsushita (Panasonic) Sanyo o Sony (aquestes últimes posteriors a la Segona Guerra mundial). Fins i tot en països petits, però desenvolupats, el sector elèctric i l'electrònica de consum tingueren presència primerenca i destacada en els processos de concentració industrial, com són els casos de l'holandesa Philips i la finlandesa Nokia.

### Hendrik Antoon Lorentz: les transformacions de Lorentz (1900) i l'efecte Zeeman (1902)

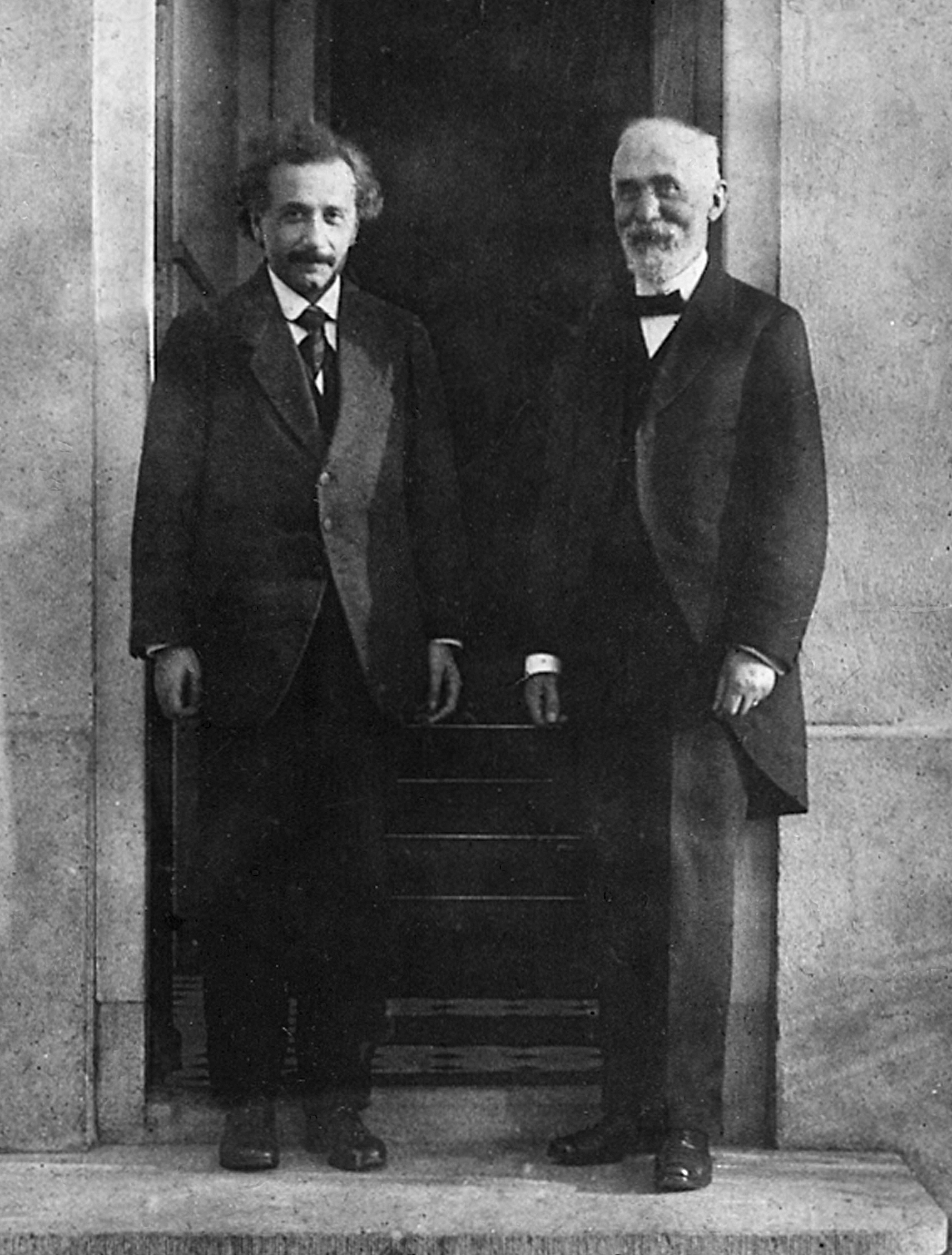
Lorentz amb Einstein el 1921

El físic holandès Hendrik Antoon Lorentz (1853-1928) realitzà un gran nombre d'investigacions en els camps de la termodinàmica, la radiació, el magnetisme, l'electricitat i la refracció de la llum, entre les quals destaca l'estudi de l'expressió de les equacions de Maxwell en sistemes inercials i les seves conseqüències sobre la propagació de les ones electromagnètiques. Formulà, conjuntament amb George Francis FitzGerald, una explicació de l'experiment de Michelson i Morley sobre la constància de la velocitat de la llum, atribuint-la a la contracció dels cossos en la direcció del seu moviment. Aquest efecte, conegut com a contracció de Lorentz-FitzGerald, seria després expressat com les transformacions de Lorentz, que deixen invariants les equacions de Maxwell, posterior base del desenvolupament de la teoria de la relativitat. Nomenà Pieter Zeeman el seu assistent personal, estimulant-lo a investigar l'efecte dels camps magnètics sobre les transicions d'espín, cosa que el dugué a descobrir el que avui en dia es coneix amb el nom d'efecte Zeeman, base de la tomografia per ressonància magnètica nuclear. Per aquest descobriment i la seva explicació, Lorentz compartí el 1902 el Premi Nobel de Física amb Pieter Zeeman

### Albert Einstein: l'efecte fotoelèctric (1905)

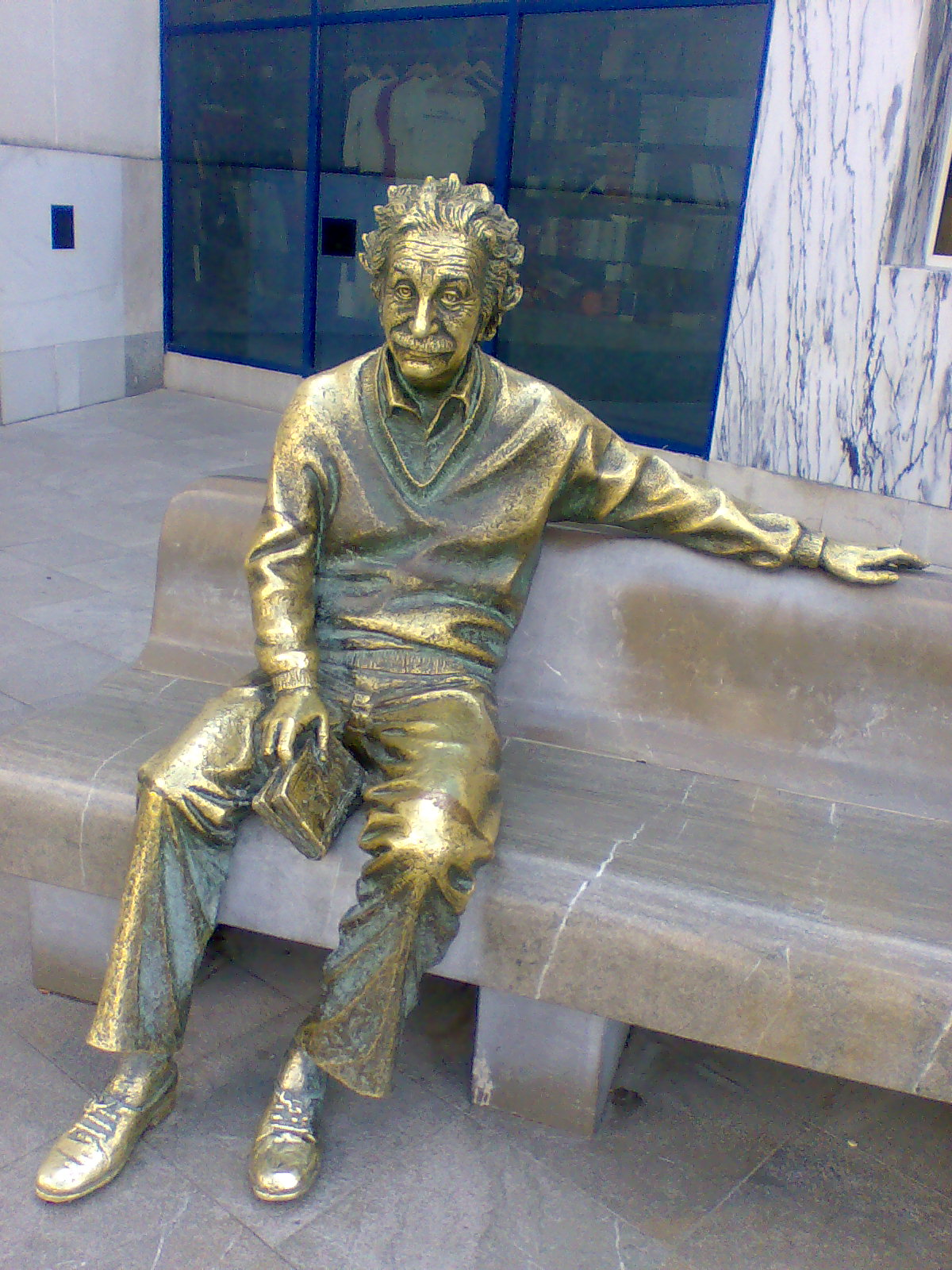
Albert Einstein. Parc de les Ciències de Granada

A l'alemany nacionalitzat nord-americà Albert Einstein (1879 – 1955), se'l considera el científic més conegut i important del segle xx. El resultat de les seves investigacions sobre l'electricitat arribà el 1905 (data transcendental que es commemorà l'Any mundial de la física 2005), quan escrigué quatre articles fonamentals sobre la física de petita i gran escala. Hi explicava el moviment brownià, l'efecte fotoelèctric i desenvolupa la relativitat especial i l'equivalència entre massa i energia.
L'efecte fotoelèctric consisteix en l'emissió d'electrons per un material quan se l'il·lumina amb radiació electromagnètica (llum visible o ultraviolada, en general). Ja havia sigut descobert i descrit per Heinrich Hertz el 1887, però l'explicació teòrica no arribà fins que Albert Einstein li aplicà una extensió del treball sobre els quàntums de Max Planck. En l'article dedicat a explicar l'efecte fotoelèctric, Einstein exposava un punt de vista heurístic sobre la producció i transformació de la llum, en què proposava la idea de quàntums de radiació (ara anomenats fotons) i mostrava com es podia utilitzar aquest concepte per a explicar l'efecte fotoelèctric. Una explicació completa de l'efecte fotoelèctric tan sols pogué ser elaborada quan la teoria quàntica estigué més avançada. A Albert Einstein, se li concedí el Premi Nobel de Física el 1921.
L'efecte fotoelèctric és la base de la producció d'energia elèctrica per radiació solar i del seu aprofitament energètic. S'aplica també per a la fabricació de cèl·lules utilitzades en els detectors de flama de les calderes de les grans plantes termoelèctriques. També s'utilitza en díodes fotosensibles, tals com els que s'utilitzen en les cèl·lules fotovoltaiques i en electroscopis o electròmetres. Actualment (2008), els materials fotosensibles més utilitzats són, a part dels derivats del coure (ara en menor ús), el silici, que produeix corrents elèctrics majors.

### Robert Andrews Millikan: l'experiment de Millikan (1909)

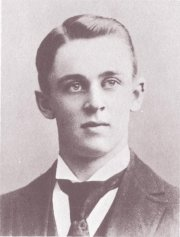
Robert Andrews Millikan

El físic estatunidenc Robert Andrews Millikan (1868-1953) és conegut principalment per haver mesurat la càrrega de l'electró, ja descoberta per J. J. Thomson. Estudià en un principi la radioactivitat dels minerals d'urani i la descàrrega en els gasos. Després realitzà investigacions sobre radiacions ultraviolades. Mitjançant el seu experiment de la gota d'oli, també conegut com a experiment de Millikan, determinà la càrrega de l'electró: 1,602 × 10-19 coulomb. La càrrega de l'electró és la unitat bàsica de quantitat d'electricitat i es considera la càrrega elemental perquè tots els cossos carregats contenen un múltiple enter d'aquesta. L'electró i el protó tenen la mateixa càrrega absoluta, però de signes oposats. Convencionalment, la càrrega del protó es considera positiva i la de l'electró negativa. Entre les seves altres aportacions a la ciència, destaquen la seva important investigació sobre els rajos còsmics, com ell els denominà, i sobre els rajos X, així com la determinació experimental de la constant de Planck, mesurant la freqüència de la llum i l'energia dels electrons alliberats en l'efecte fotoelèctric. El 1923, fou guardonat amb el Premi Nobel de Física pels seus treballs per a determinar el valor de càrrega de l'electró i l'efecte fotoelèctric.

### Heike Kamerlingh Onnes: superconductivitat (1911)

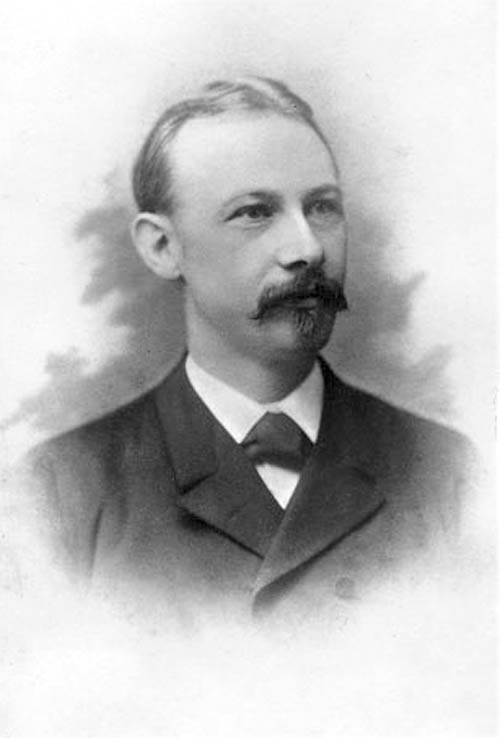
Heike Kamerlingh Onnes

El físic holandès Heike Kamerlingh Onnes (1853-1926) es dedicà principalment a l'estudi de la física a baixes temperatures, realitzant importants descobriments en el camp de la superconductivitat elèctrica, fenomen que es produeix quan alguns materials estan a temperatures properes al zero absolut. Ja al segle xix, es dugueren a terme diversos experiments per mesurar la resistència elèctrica a baixes temperatures, i fou James Dewar el primer pioner en aquest camp. Tanmateix, la superconductivitat com a tal no es descobriria fins al 1911, any en què Onnes observà que la resistència elèctrica del mercuri desapareixia bruscament en refredar-se a 4K (-518,89°F), quan el que s'esperava era que disminuís gradualment. El 1913, fou guardonat amb el Premi Nobel de Física per, en paraules del comitè, "les seves investigacions en les característiques de la matèria a baixes temperatures que permeteren la producció de l'heli líquid".

### Vladímir Zworikin: la televisió (1923)
L'enginyer rus Vladímir Zworikin (1889-1982) dedicà la seva vida al desenvolupament de la televisió, l'electrònica i l'òptica. Des de molt jove, estava convençut que la solució pràctica de la televisió no seria aportada per un sistema mecànic, sinó per la posada a punt d'un procediment que utilitzés els tubs de rajos catòdics. Emigrà als Estats Units i començà a treballar als laboratoris de la Westinghouse Electric and Manufacturing Company, a Pittsburgh. A la Westinghouse, tingué llibertat per a continuar amb els seus projectes personals, és a dir, els seus treballs sobre la televisió, especialment sobre l'iconoscopi (1923), un dispositiu que convertia imatges òptiques en senyals elèctrics. Un altre dels seus invents, que possibilità una televisió totalment electrònica, fou el cinescopi, que transformava els senyals elèctrics de l'iconoscopi en imatges visibles, tot i que de baixa resolució. Els treballs d'investigació de Zworikin i del seu grup de col·laboradors no es limitaren només a la televisió, abastaren molts altres aspectes de l'electrònica, sobretot els relacionats amb l'òptica. La seva activitat en aquest camp permeté el desenvolupament de dispositius tan importants com els tubs d'imatges i multiplicadors secundaris d'emissió de diferents tipus. Un gran nombre d'aparells electrònics militars utilitzats en la Segona Guerra mundial són resultat directe de les investigacions de Zworikin i dels seus col·laboradors, que també participà en la invenció del microscopi electrònic.

### Edwin Howard Armstrong: freqüència modulada (FM) (1935)

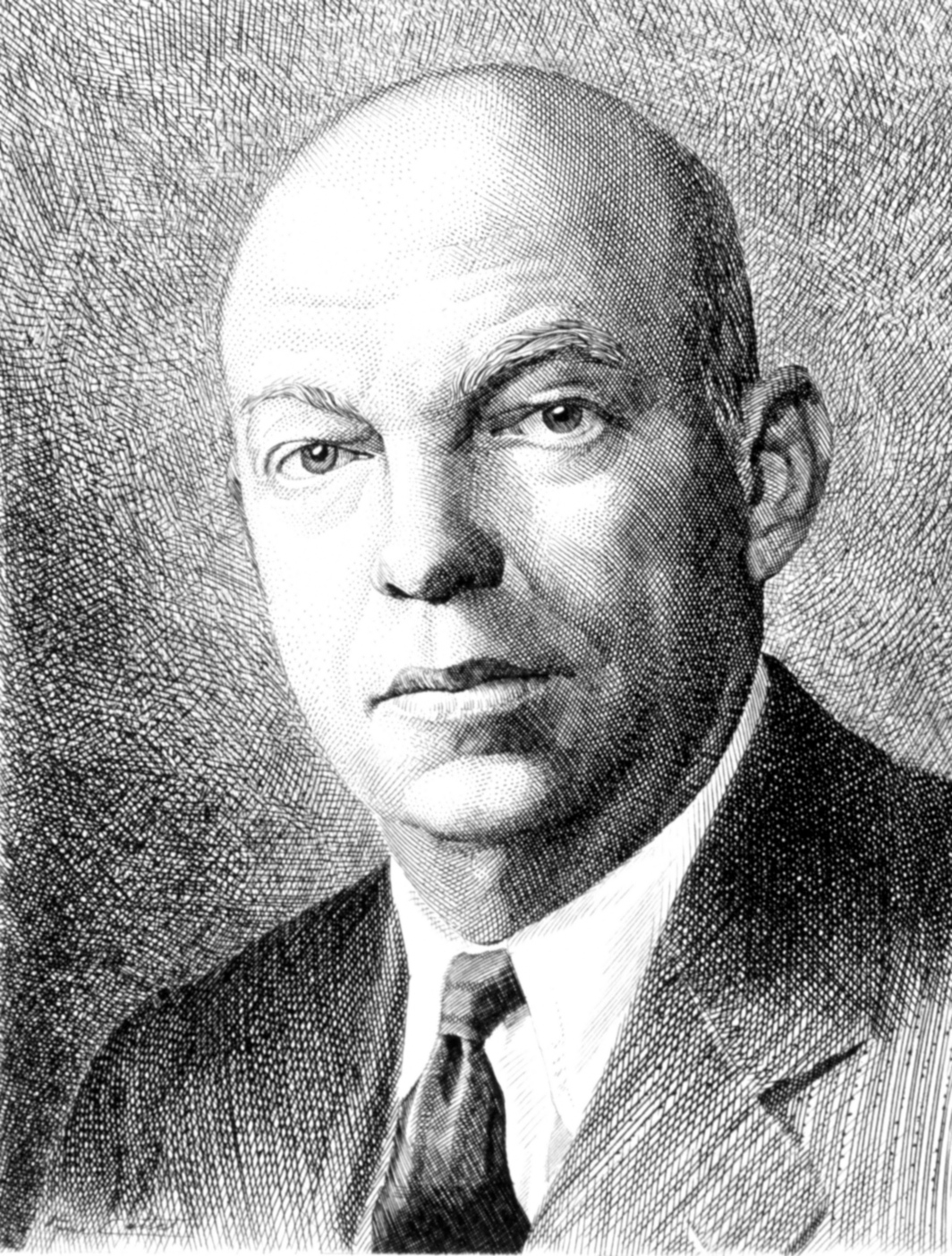
Edwin Howard Armstrong

L'enginyer elèctric estatunidenc Edwin Howard Armstrong (1890-1954) fou un dels inventors més prolífics de l'era de la ràdio, en desenvolupar una sèrie de circuits i sistemes fonamentals per a l'avenç d'aquest sistema de comunicacions. El 1912 desenvolupà el circuit regeneratiu, que permetia l'amplificació dels febles senyals de ràdio amb poca distorsió, millorant molt l'eficiència dels circuits emprats fins al moment. El 1918 desenvolupà el circuit superheterodí, que donà un gran impuls als receptors d'amplitud modulada (AM). El 1920 desenvolupà el circuit superregenerador, molt important en les comunicacions amb dos canals. El 1935, desenvolupà el sistema de radiodifusió de freqüència modulada (FM) que, a més de millorar la qualitat de so, disminuí l'efecte de les interferències externes sobre les emissions de ràdio, fent-lo molt inferior al del sistema d'amplitud modulada (AM). El sistema de freqüència modulada (FM), que és avui el més emprat en ràdio i televisió, no es començà a emprar comercialment fins després de la seva mort. Moltes invencions d'Armstrong foren reclamades per altres en litigis de patent.

### Robert Watson-Watt: el radar (1935)

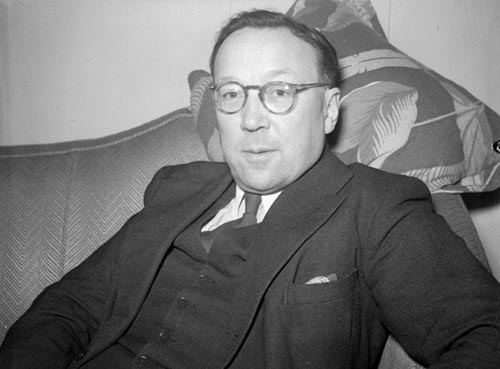
Robert Watson-Watt

El radar (acrònim de radio detection and ranging, 'detecció i mesurament de distàncies per ràdio') fou creat el 1935 i desenvolupat principalment a Anglaterra durant la Segona Guerra Mundial. El seu principal impulsor fou el físic Robert Watson-Watt (1892-1973), director del Laboratori d'Investigació de Ràdio. Ja el 1932, l'Oficina Postal Britànica publicà un informe en el qual els seus científics documentaren fenòmens naturals que afectaven la intensitat del senyal electromagnètic rebut: tempestes elèctriques, vents, pluja i el pas d'un avió a prop del laboratori. Arnold Wilkins (1907-1985), físic ajudant de Watson-Watts, conegué aquest informe de manera accidental, conversant amb la gent de l'Oficina Postal, que es queixava per la interferència. Quan Wilkins suggerí la possibilitat d'utilitzar el fenomen d'interferència d'ones de ràdio per a detectar avions enemics, Watson-Watt el comissionà immediatament per treballar en el càlcul dels aspectes quantitatius.
El radar donà a l'aviació britànica un notable avantatge tàctic sobre Alemanya durant la batalla d'Anglaterra, quan encara era denominat RDF (Radio Direction Finding). Actualment, és una de les principals ajudes a la navegació de què disposa el control de trànsit aeri de tota classe, militar i civil.

## Segona meitat del segle XX: era espacial o edat de l'electricitat
Després de la Segona Guerra Mundial, el món bipolar enfrontat a la guerra freda entre els Estats Units i la Unió Soviètica presencià la frenètica cursa d'armaments i la cursa espacial que impulsà de manera extraordinària la competència científica i tecnològica entre ambdós països. En la societat de consum capitalista, orientada al mercat, alguns d'aquests èxits trobaren aplicació a la vida quotidiana com a retorn tecnològic de l'invertit en les àrees d'investigació puntera; cas d'alguns elements de la indústria lleugera i els serveis (terciarització), mentre que en el bloc soviètic la planificació estatal privilegiava la indústria pesant. La reconstrucció d'Europa occidental i Japó permeté que en ambdós espais es pogués continuar a l'avantguarda de la ciència i la tecnologia, a més de contribuir amb la fuga de cervells als espais centrals.
Al científic i l'inventor individual, ara reemplaçats en prestigi per l'empresari schumpeterià, els succeïren els equips científics vinculats a institucions públiques o privades, cada vegada més interconnectades i retroalimentades en el que es denomina recerca i desenvolupament (R+D) o fins i tot R+D+I (recerca, desenvolupament i innovació). Els programes d'investigació s'han fet tan costosos, amb tantes implicacions i a tan llarg termini, que les decisions que els afecten han de ser preses per instàncies polítiques i empresarials d'alt nivell, i la seva publicitat o manteniment en secret (amb fins estratègics o econòmics) constitueixen un problema seriós de control social (amb principis democràtics o sense).
La segona meitat del segle xx es caracteritzà, entre altres coses, per la denominada revolució cientificotècnica de la tercera revolució industrial, amb avenços de les tecnologies (especialment l'electrònica i la medicina) i les ciències, que ha donat lloc al desenvolupament d'una molt nombrosa sèrie d'invents -dependents de l'electricitat i l'electrònica en el seu disseny i funcionament- que transformaren la vida social, primer en les classes mitjanes dels països desenvolupats, i posteriorment arreu del món amb el procés de globalització. El desenvolupament de les telecomunicacions i Internet permet parlar d'una societat de la informació en què, en els països industrialment més desenvolupats, les decisions econòmiques (com consumir, produir i distribuir), socials (com l'establiment de tota mena de relacions personals, xarxes socials i xarxes ciutadanes) i polítiques (com informar-se i opinar, tot i que la democràcia electrònica només està esbossada) es transmeten instantàniament, cosa que permeté a Marshall McLuhan parlar de l'edat de l'electricitat.
L'automatització (en estadis més avançats que la robòtica, que encara no s'ha desenvolupat plenament) transformà radicalment els processos de treball industrial. És possible parlar ja no d'una societat industrial oposada a la societat preindustrial, sinó fins i tot una societat postindustrial basada en paràmetres completament nous. Entre els invents que han contribuït a la base material d'aquella nova forma de vida cal destacar: electrodomèstics, electrònica digital, ordinadors, robòtica, satèl·lits artificials de comunicació, energia nuclear, trens elèctrics, refrigeració i congelació d'aliments, electromedicina, etc.

### Televisió

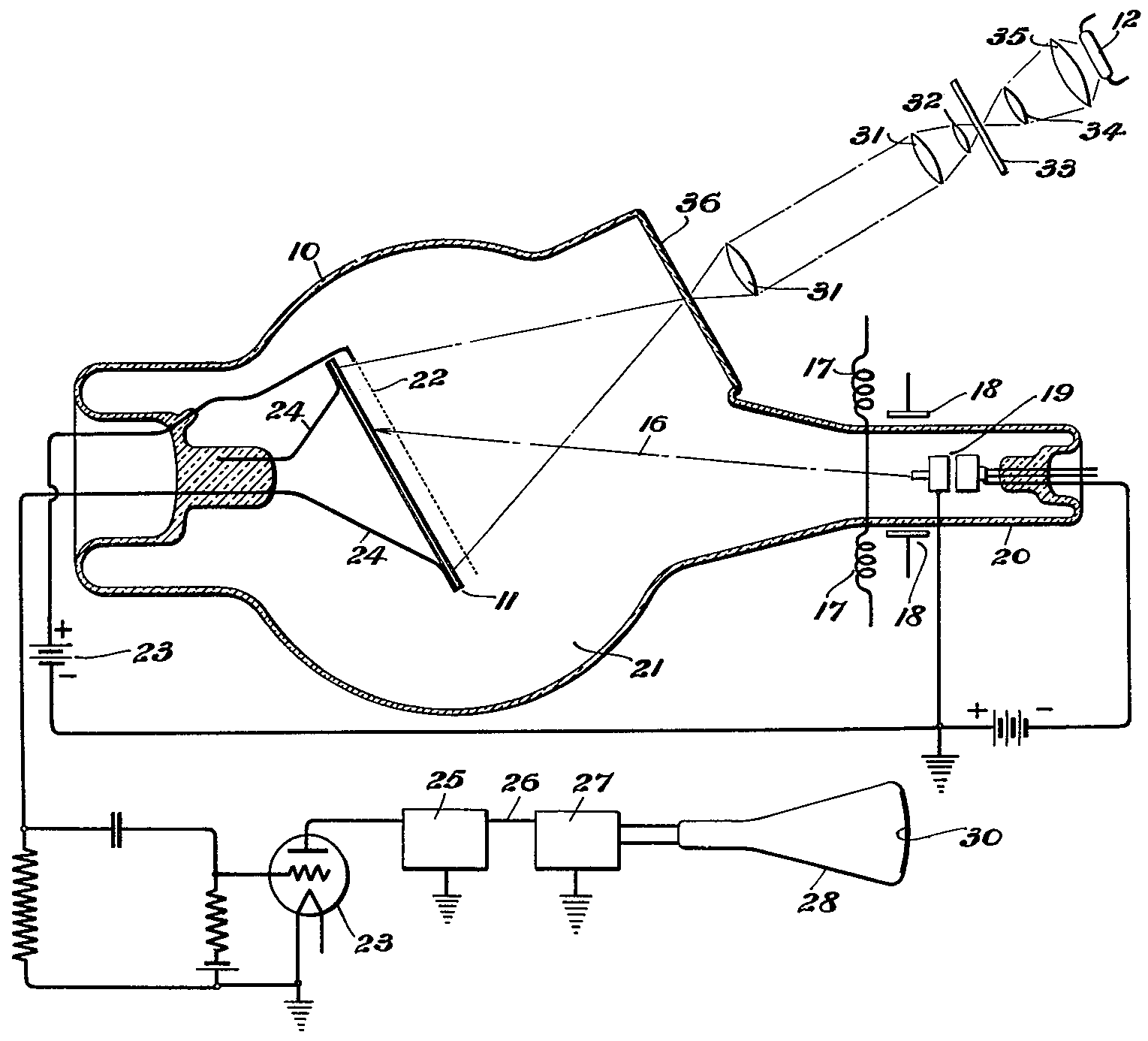
Disseny de la patent de l'iconoscopi de Vladímir Zworikin

1923: El tub de rajos catòdics era conegut des de finals del segle xix, però el seu ús hagué d'esperar al disseny d'un emissor eficaç, que s'aconseguí amb l'iconoscopi de Vladímir Zworikin, un enginyer rus que venia dissenyant tubs perfeccionats des del 1923. Es basava en milers de petites cèl·lules fotoelèctriques independents cadascuna amb tres capes: una d'intermèdia molt fina de mica, una altra d'una substància conductora (grafit en pols impalpable o plata) i una altra de fotosensible composta per milers de petits globulets de plata i òxid de cesi. Aquest mosaic, conegut amb el nom de mosaic electrònic de Zworikin, es col·locava dins d'un tub de buit i sobre aquest es projectava, mitjançant un sistema de lents, la imatge a captar. La part relativa a la recepció i reproducció foren tubs catòdics derivats del dissector d'imatge de Philo Farnsworth (1927).
La primera imatge sobre un tub de rajos catòdics s'havia format el 1911 a l'Institut Tecnològic de Sant Petersburg i consistí en unes ratlles blanques sobre fons negre, obtingudes per Boris Rosing en col·laboració amb Zworikin. La captació es realitzà mitjançant dos tambors de miralls (sistema Weiller) i generava una exploració entrellaçada de 30 línies i 12,5 quadres per segon. Els senyals de sincronisme eren generats per potenciòmetres units als tambors de miralls que s'aplicaven a les bobines deflexores del TRC, amb una intensitat de feix proporcional a la il·luminació que rebia la cèl·lula fotoelèctrica.
Hi ha molts països (Alemanya, Anglaterra, França, Estats Units) que es disputen la primacia en les primeres emissions públiques de televisió, amb un procediment o un altre. Des de finals dels anys vint, es feren per procediments mecànics anteriors a l'iconoscopi, a càrrec d'empreses públiques (BBC a Anglaterra) o privades (CBS o NBC als Estats Units). A principis de la dècada de 1930 ja utilitzaven l'iconoscopi, com les que tingueren lloc a París el 1932 amb una definició de 60 línies. La precarietat de les cèl·lules emprades per a la captació feia que calgués il·luminar molt intensament les escenes, produint tanta calor que només era possible el desenvolupament del treball als platons per temps breus. Tres anys després s'emetia amb 180 línies.
Des de finals de la dècada del 1930, culminant en la Fira Mundial de Nova York del 1939, s'emetien programacions regulars de televisió que foren interrompudes durant la Segona Guerra mundial. El 1948, la naturalesa futura de l'invent encara permetia imaginacions ucròniques com la de George Orwell (1984 (novel·la)), en què apareix encarnant l'omnipresència totalitària del «Gran Germà».
A finals de la dècada del 1950, es desenvoluparen els primers magnetoscopis i les càmeres amb òptiques intercanviables que giraven en una torreta davant del tub d'imatge. Aquests avenços, juntament amb els desenvolupaments de les màquines necessàries per a la mescla i generació electrònica d'altres fonts, permeteren un desenvolupament molt alt de la producció. A la dècada del 1970, s'implementaren les òptiques zoom i es començaren a desenvolupar magnetoscopis més petits que permetien la gravació de les notícies en el lloc on es produïen, el naixement del periodisme electrònic o ENG. La implantació de successives millores com la televisió en color i la televisió digital es veu frenada no tant pel desenvolupament cientificotècnic, sinó per factors comercials i per la dispersió i el cost de substitució dels equips.

### Ordinadors

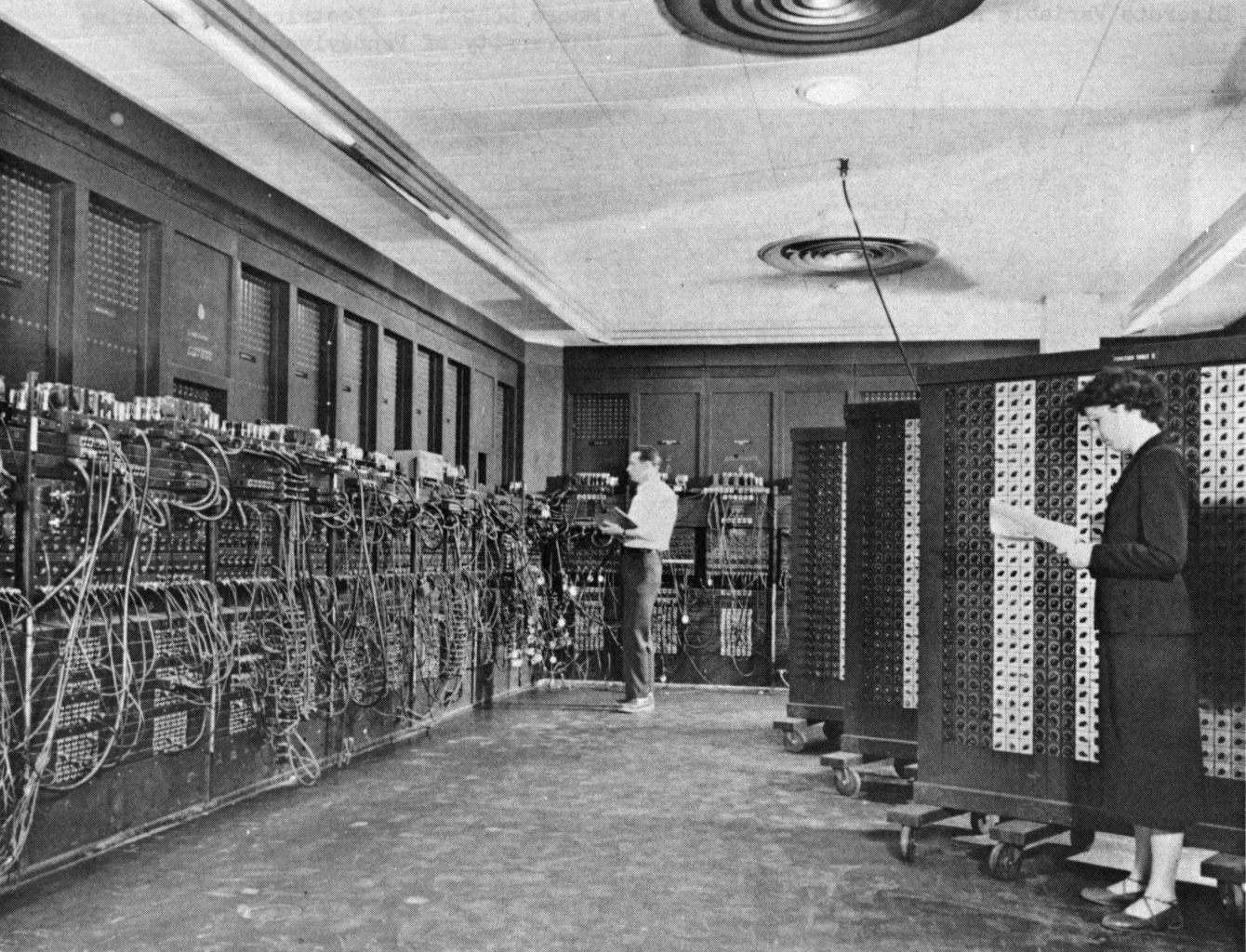
ENIAC

El primer ordinador electrònic funcional del qual es té notícia fou l'alemany Z3 de Konrad Zuse, construït el 1941 i destruït en els bombardejos aliats del 1943. La utilització comercial d'aquest tipus d'aparells, que revolucionaren la gestió de la informació i tota la vida social, econòmica i científica, hagué d'esperar a la dècada del 1950, després del seu desenvolupament als Estats Units.
El britànic Colossus (dissenyat per Tommy Flowers a l'estació d'Investigació de l'Oficina Postal) i l'estatunidenc Harvard Mark I (construït per Howard H. Aiken a la Universitat Harvard amb subvenció d'IBM entre el 1939 i el 1943) arribaren a temps de ser utilitzats en la fase final de la Segona Guerra mundial (1944-1945), el primer en el desxifratge de missatges alemanys i el segon per al càlcul de taules de balística.
Immediatament després de la guerra, l'Electronic Numerical Integrator And Computer (Computador i Integrador Numèric Electrònic, ENIAC) utilitzat pel Laboratori d'Investigació Balística de l'Exèrcit dels Estats Units fou construït el 1946 a la Universitat de Pennsylvania per John Presper Eckert i John William Mauchly. Consumia una potència elèctrica suficient per abastar una petita ciutat; ocupava una superfície de 167 m² i operava amb un total de 17.468 vàlvules electròniques o tubs de buit, 7.200 díodes de vidre, 1.500 relés, 70.000 resistències, 10.000 condensadors i 5 milions de soldadures. Pesava 27 tn, mesurava 2,4 m x 0,9 m x 30 m; utilitzava 1.500 commutadors electromagnètics i relés; requeria l'operació manual d'uns 6.000 interruptors, i el seu programari, quan requeria modificacions, trigava setmanes d'instal·lació manual. L'ENIAC podia resoldre 5.000 sumes i 360 multiplicacions en 1 segon. Fou desactivat el 1955.
El substituí a la mateixa institució l'Electronic Discrete Variable Automatic Computer (EDVAC), el 1949. A diferència de l'ENIAC, no era decimal, sinó binari i tingué el primer programa dissenyat per a ser emmagatzemat. Aquest disseny es convertí en l'estàndard d'arquitectura per a la majoria dels ordinadors moderns i una fita en la història de la informàtica. Als dissenyadors anteriors, se'ls havia unit el gran matemàtic John von Neumann. L'EDVAC rebé diverses actualitzacions, incloent-hi un dispositiu d'entrada/sortida de targetes perforades el 1953, memòria addicional en un tambor magnètic el 1954 i una unitat d'aritmètica de punt flotant el 1958. Deixà d'estar en actiu el 1961.
L'UNIVAC I (UNIVersal Automatic Computer I, Ordinador Automàtic Universal I), també degut a J. Presper Eckert i John William Mauchly, fou el primer ordinador comercial i el primer dissenyat des del principi per al seu ús en administració i negocis. El primer UNIVAC fou donat a l'Oficina del Cens dels Estats Units el 1951 i fou posat en servei aquell mateix any. Competia directament amb les màquines de targeta perforada fetes principalment per IBM. Per facilitar la compatibilitat d'ambdós tipus de màquina, es construí un equip de processament de targetes fora de línia, el convertidor UNIVAC de targeta a cinta i el convertidor UNIVAC de cinta a targeta, per a la transferència de dades entre les targetes i les cintes magnètiques que emprava alternativament.
IBM anuncià el 1953 la primera producció a gran escala d'un ordinador, l'IBM 650: 2.000 unitats des del 1954 fins al 1962. Era un disseny orientat cap als usuaris de màquines comptables anteriors, com les tabuladores electromecàniques (amb targetes perforades) o el model IBM 604. Pesava al voltant de 900 kg, i la seva unitat d'alimentació uns 1.350. Cada unitat estava en un armari separat, d'1,5 x 0,9 x 1,8 metres. Costava 500.000 dòlars, però podia llogar-se per 3.500 al mes.
La tercera generació d'aquest tipus de màquines s'inicià amb l'IBM 360, la primera en la història en ser atacada amb un virus informàtic. Comercialitzada a partir del 1964, fou la primera que utilitzava el terme byte per referir-se a 8 bits (amb quatre bytes creava una paraula de 32-bits). La seva arquitectura de computació fou la que a partir d'aquest model seguiren tots els ordinadors d'IBM. El sistema també feu popular la computació remota, amb terminals connectats a un servidor, per mitjà d'una línia telefònica. Fou un dels primers ordinadors comercials que utilitzaven circuits integrats, i podia realitzar tant anàlisis numèriques com administració o processament de fitxers.
L'Intel 4004 (i4004, primer d'Intel), una CPU de 4 bits, fou llançat en un paquet de 16 pins CERDIP el 1971, i fou el primer microprocessador en un simple xip, així com el primer disponible comercialment. Donaria pas a la construcció dels ordinadors personals. El circuit 4004 fou construït amb 2.300 transistors, i fou seguit l'any següent pel primer microprocessador de 8 bits, el 8008, que contenia 3.300 transistors, i el 4040, versió revisada del 4004. El CPU que començà la revolució del microcomputador seria el 8080, utilitzat en l'Altair 880. El microprocessador és un circuit integrat que conté tots els elements necessaris per a conformar una unitat central de procés (CPU, Central Process Unit). Actualment, aquest tipus de component electrònic es compon de milions de transistors, integrats en una mateixa placa de silici.

### Transistor, electrònica digital i superconductivitat

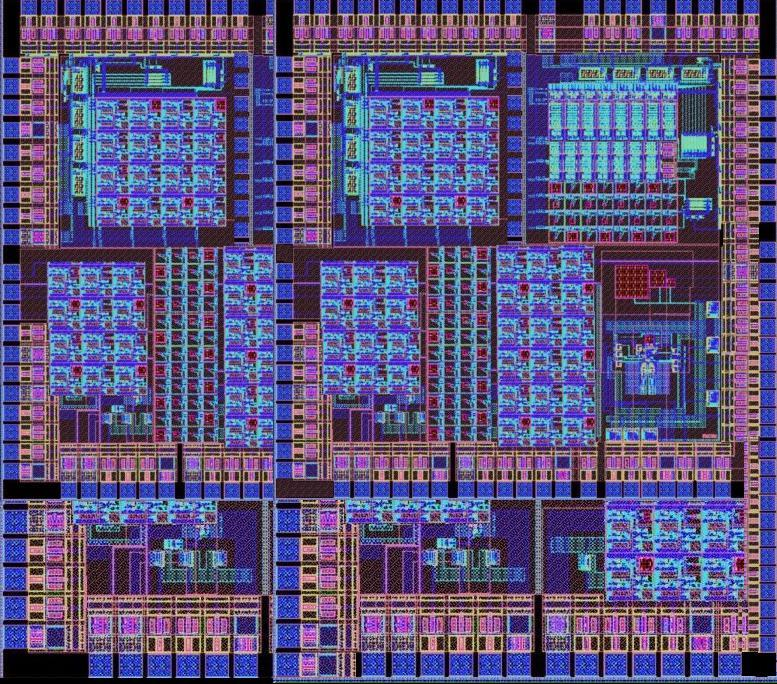
Detall d'un circuit integrat

L'electrònica, que estudia i empra sistemes el funcionament dels quals es basa en la conducció i el control del flux microscòpic dels electrons o altres partícules carregades elèctricament, començà amb el díode de buit inventat per John Ambrose Fleming el 1904, dispositiu basat en l'efecte Edison. Amb el temps, les vàlvules de buit s'anaren perfeccionant i millorant, i n'aparegueren altres tipus i es miniaturitzaren. El pas essencial el donà el físic estatunidenc Walter Houser Brattain (1902-1987), incorporat el 1929 als laboratoris Bell, on fou partícip, juntament amb John Bardeen (1908-1991) -incorporat el 1945- i William Bradford Shockley, de l'invent d'un petit dispositiu electrònic semiconductor que complia funcions d'amplificador, oscil·lador, commutador o rectificador: el transistor. La paraula elegida per denominar-lo és la contracció anglesa de transfer resistor ('resistència de transferència'). Substitut de la vàlvula termoiònica de tres elèctrodes o tríode, el primer transistor de puntes de contacte funcionà al desembre del 1947; s'anuncià per primera vegada el 1948, però no s'acabà de fabricar fins al 1952, després d'aconseguir construir un dispositiu amb germani el 4 de juliol del 1951, culminant així el seu desenvolupament. El transistor d'unió bipolar aparegué una mica més tard, el 1949, i és el dispositiu utilitzat actualment per a la majoria de les aplicacions electròniques. Els seus avantatges respecte a les vàlvules són, entre d'altres, menor mida i fragilitat, major rendiment energètic, menors tensions d'alimentació i consum d'energia. El transistor no funciona en buit com les vàlvules, sinó en un estat sòlid semiconductor (silici), motiu pel qual no necessiten centenars de volts de tensió per funcionar.
El transistor ha contribuït, com cap altra invenció, al gran desenvolupament actual de l'electrònica i la informàtica, i és utilitzat comercialment en tot tipus d'aparells electrònics, tant domèstics com industrials. La primera aplicació d'aquests dispositius es feu en els audiòfons. Pel seu treball amb els semiconductors i pel descobriment del transistor, Walter Houser Brattain compartí amb Shockley i Bardeen el 1956 el Premi Nobel de Física.
La construcció de circuits electrònics permeté resoldre molts problemes pràctics (control, processament i distribució d'informació, conversió i distribució de l'energia elèctrica, etc.). El 1958 es desenvolupà el primer circuit integrat, que integrava sis transistors en un únic xip, i el 1970 es desenvolupà el primer microprocessador (Intel 4004).
Actualment, els camps de desenvolupament de l'electrònica són tan vastos que s'ha dividit en diverses ciències especialitzades, partint de la distinció entre electrònica analògica i electrònica digital; i en els camps de l'enginyeria electrònica, l'electromecànica, la informàtica (disseny de programari pel seu control), l'electrònica de control, les telecomunicacions i l'electrònica de potència.
El 1951 Bardeen, un dels dissenyadors del transistor, ingressà en la Universitat d'Illinois, nomenant assistent personal el físic Nick Holonyak, el qual posteriorment dissenyaria el primer díode LED el 1962. Treballà juntament amb Leon N. Cooper i John Robert Schrieffer per crear la teoria estàndard de la superconductivitat, és a dir, la desaparició de la resistència elèctrica en certs metalls i aliatges a temperatures properes al zero absolut. Per aquests treballs compartí de nou, el 1972, el Premi Nobel de Física amb els físics estatunidencs Leon N. Cooper i John R. Schrieffer. Això feu que ell fos el primer científic que guanyà dos premis Nobel en la mateixa disciplina. Les aplicacions de la superconductivitat estan encara en les primeres fases del seu desenvolupament, però ja han permès els electroimants més poderosos (que s'utilitzen en el tren Maglev, ressonància magnètica nuclear i acceleradors de partícules); circuits digitals i filtres de radiofreqüència i microones per a estacions base de telefonia mòbil; o els magnetòmetres més sensibles (unions Josephson, dels SQUIDs -dispositius superconductors d'interferència quàntica-).

### El repte de la generació d'electricitat

#### Centrals nuclears

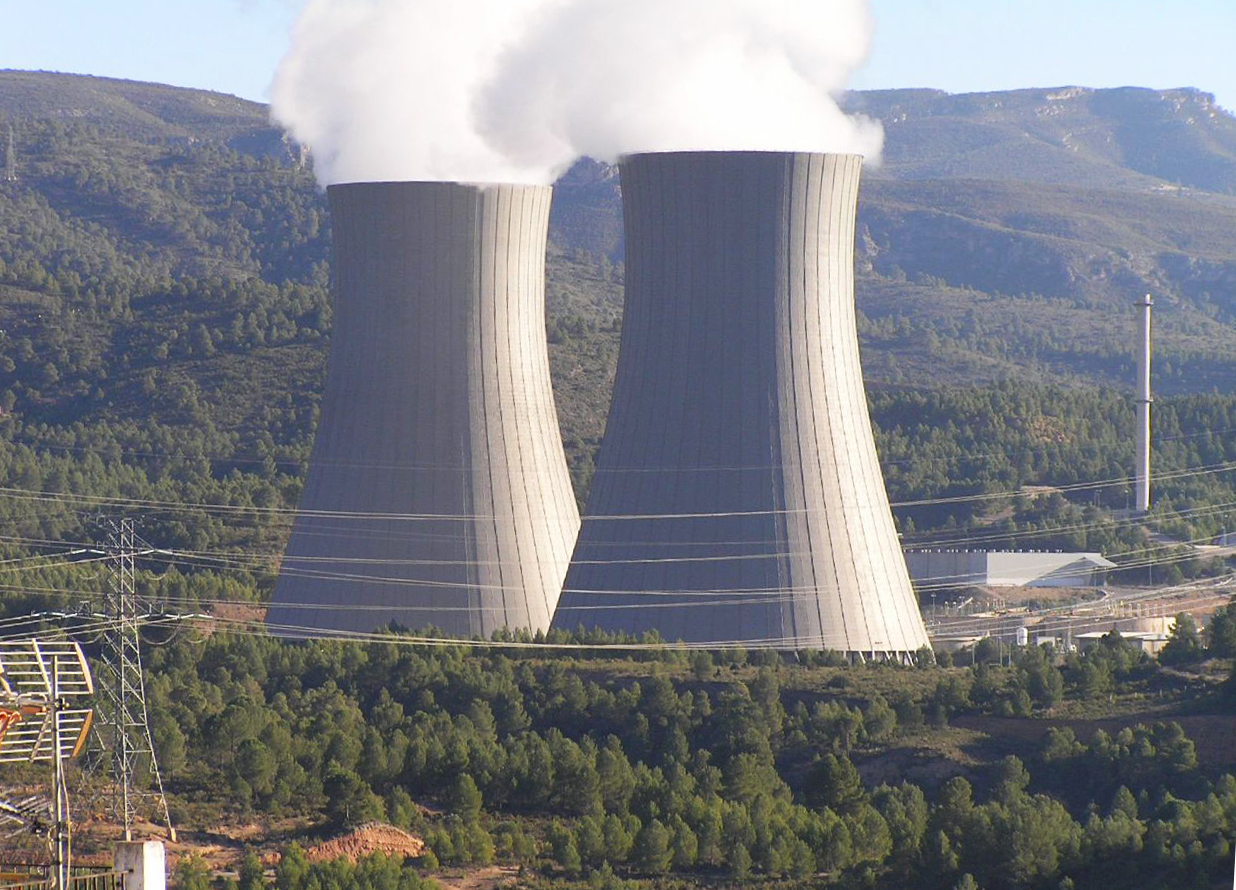
Torres de refrigeració de la central nuclear de Cofrents, al País Valencià

Una central nuclear és una instal·lació industrial emprada per a la generació d'energia elèctrica a partir d'energia nuclear, que es caracteritza per l'ús de materials fissionables, que mitjançant reaccions nuclears proporcionen calor. Aquesta calor és emprada per un cicle termodinàmic convencional per a moure un alternador i produir energia elèctrica. Les centrals nuclears consten d'un o diversos reactors.
S'anomena energia nuclear la que s'obté en aprofitar les reaccions nuclears espontànies o provocades artificialment. Aquestes reaccions es donen en alguns isòtops de certs elements químics, i és el més conegut d'aquest tipus d'energia la fissió nuclear de l'urani (235U), amb la qual funcionen els reactors nuclears. Tanmateix, per a produir aquest tipus d'energia aprofitant reaccions nuclears poden ser utilitzats molts altres isòtops de diversos elements químics, com el tori, el plutoni, l'estronci o el poloni. Els dos sistemes amb què es pot obtenir energia nuclear de manera massiva són la fissió nuclear i la fusió nuclear.
El 2 de desembre del 1942, com a part del projecte Manhattan dirigit per J. Robert Oppenheimer, es construí el Chicago Pile-1 (CP-1), primer reactor nuclear fet per l'ésser humà (existí un reactor natural a Oklo). El Departament de Defensa dels Estats Units proposà el disseny i construcció d'un reactor nuclear utilitzable per a la generació elèctrica i propulsió en els submarins a dues empreses diferents nord-americanes: General Electric i Westinghouse Electric. Aquestes empreses desenvoluparen els reactors d'aigua lleugera tipus BWR i PWR, respectivament. Els mateixos dissenys de reactors de fissió es traslladaren a dissenys comercials per a la generació d'electricitat. Els únics canvis produïts en el disseny amb el transcurs del temps foren un augment de les mesures de seguretat, una major eficiència termodinàmica, un augment de potència i l'ús de les noves tecnologies que anaren apareixent.
El 20 de desembre del 1951 fou el primer dia en què s'aconseguí generar electricitat amb un reactor nuclear (en el reactor americà EBR-I, amb una potència d'uns 100 kW), però no fou fins al 1954 quan es connectà a la xarxa elèctrica una central nuclear (fou la central nuclear russa Obninsk, generant 5 MW amb només un 17% de rendiment tèrmic). La primera central nuclear amb un rendiment comercial fou la britànica de Calder Hall, a Sellafield, oberta el 1956, amb una capacitat de 50 MW (ampliada posteriorment a 200 MW). El desenvolupament de l'energia nuclear arreu del món experimentà a partir d'aquell moment un gran creixement, de forma molt particular a França i Japó, on la crisi del petroli del 1973 hi influí definitivament, car la seva dependència del petroli per a la generació elèctrica era molt marcada. El 1986 l'accident de Txernòbil, en un reactor RBMK de disseny rus que no complia els requisits de seguretat que s'exigien en Occident, posa fi radicalment a aquell creixement. A partir d'aleshores, amb la caiguda del bloc de l'est des del 1989, el moviment antinuclear, que s'oposa per un costat a l'arma nuclear i d'altra banda a la utilització de l'energia nuclear, s'ha vist desplaçat de l'avantguarda del moviment ecologista per altres qüestions, com el canvi climàtic.
A l'octubre del 2007, existien 439 centrals nuclears arreu del món que generaren 2,7 milions de MWh el 2006. La potència instal·lada el 2007 era de 370.721 MWe. Tot i que només 30 països al món tenen centrals nuclears, aproximadament el 15% de l'energia elèctrica generada al món es produeix a partir d'energia nuclear, tot i que el percentatge està actualment en disminució. La majoria dels països amb centrals nuclears han suspès noves construccions a causa dels problemes de disposició final dels combustibles nuclears, l'activitat dels quals (i riscs per a la vida humana) perdura durant molts milers d'anys. Alguns científics, com el guardonat físic Freeman Dyson, sostenen que l'exageració dels beneficis de l'energia nuclear prové d'una combinació de factors econòmics i del sentit de culpa pels bombardejos atòmics sobre Hiroshima i Nagasaki.

#### Combustibles fòssils i fonts renovables
El primer ús industrial de l'energia hidràulica per a la generació d'electricitat alimentava mitjançant una turbina setze làmpades d'arc de la fàbrica Wolverine a Grand Rapids (Michigan, Estats Units, 1880). La primera central hidroelèctrica entrà en funcionament aquell mateix any a Northumberland, Gran Bretanya, i la primera ciutat a tenir un subministrament elèctric fou Godalming, a Surrey (Anglaterra), aquell mateix any, amb corrent altern amb un alternador Siemens i una dinamo connectada a una roda hidràulica, que funcionà només tres anys.
Dos anys més tard, s'obrí la primera central hidràulica estatunidenca (riu Fox, Appleton, Wisconsin). El mateix any (1882), Edison obria la primera central elèctrica urbana comercial. No utilitzava fonts renovables, sinó la generació tèrmica amb petroli (amb tres vegades major eficiència que els models anteriors, no comercials), a Pearl Street (Nova York), de 30 kW de potència a 220-110 V de corrent continu. El 1895, el seu competidor, Westinghouse, obre la primera central de corrent altern al Niàgara. La desconfiança d'Edison envers el corrent altern es mantingué fins al 1892 i, fins a finals del segle xix, s'utilitzava principalment corrent continu per a la il·luminació. El desenvolupament del generador elèctric i el perfeccionament de la turbina hidràulica respongueren a l'augment de la demanda d'electricitat del segle xx, de manera que des del 1920 el percentatge de la hidroelectricitat en la producció total d'electricitat era ja molt significatiu. Des d'aleshores, la tecnologia de les principals instal·lacions no ha variat substancialment. Una central hidroelèctrica és aquella que s'utilitza per a la generació d'energia elèctrica mitjançant l'aprofitament de l'energia potencial de l'aigua embassada en una presa situada a més alt nivell que la central. L'aigua es porta per una canonada de descàrrega a la sala de màquines de la central, on mitjançant enormes turbines hidràuliques es produeix la generació d'energia elèctrica en alternadors.
Les dues característiques principals d'una central hidroelèctrica, des del punt de vista de la seva capacitat de generació d'electricitat són:
1. La potència, que és en funció del desnivell existent entre el nivell mitjà de l'embassament i el nivell mitjà de les aigües a sota de la central, i del cabal màxim turbinable, a més de les característiques de la turbina i del generador.
2. L'energia garantida en un lapse de temps determinat, generalment un any, que està en funció del volum útil de l'embassament, de la pluviometria anual i de la potència instal·lada.

Aquesta forma d'obtenir energia elèctrica no està lliure de problemes mediambientals, en necessitar la construcció de grans embassaments en els quals acumular l'aigua, modificant el paisatge i els anteriors usos, tant naturals com humans, de l'aigua i l'entorn afectat. Projectes gegantescs (presa d'Assuan a Egipte, d'Itaipú entre Brasil i Paraguai, o de les Tres Gorges a la Xina) tenen repercussions de tota mena, i fins i tot la seva viabilitat a llarg termini és qüestionada. Les minicentrals hidràuliques solen ser millor considerades des d'aquest punt de vista, tot i que la seva capacitat de generació és molt més limitada.

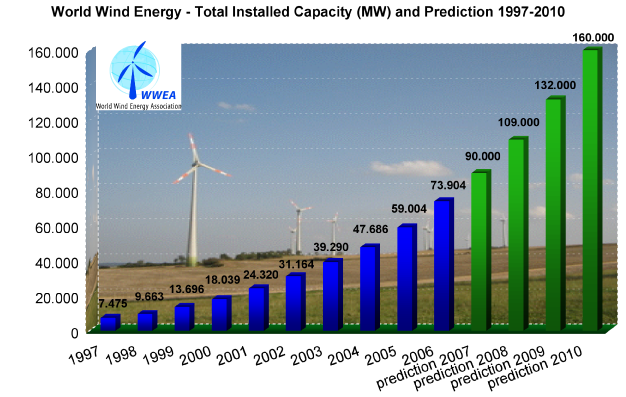
Capacitat eòlica mundial total instal·lada i previsions 1997-2010

Actualment, es troba en desenvolupament l'explotació comercial de la conversió en electricitat del potencial energètic que té l'onatge del mar, en les anomenades centrals mareomotrius. Aquestes utilitzen el flux i reflux de les marees. En general, poden ser útils en zones costaneres on la marea sigui àmplia, i les condicions morfològiques de la costa permetin la construcció d'una presa que talli l'entrada i sortida de la mar en una badia. Es genera energia tant en el moment de l'ompliment com en el moment del buidatge de la badia.
Altres energies renovables, com l'energia solar, tenen una història molt anterior a la seva utilització com a generadores d'electricitat, i fins i tot en aquest camp sorgiren tecnologies ja al segle XIX: solar amb Edmund Becquerel el 1839 i Augustin Mouchet el 1861; eòlica des del 1881, tot i que el desenvolupament de rotors verticals eficaços arribà amb Klemin, Savoius i Darrieus, dissenyats el 1925, 1929 i 1931.
L'impuls actual de les energies renovables prové de les necessitats energètiques de la crisi del petroli del 1973 i, més recentment, del fet que no emetin gasos causants d'efecte d'hivernacle, al contrari que els combustibles fòssils (carbó, petroli o gas natural). La producció d'electricitat solar i, sobretot, eòlica està en fort creixement, tot i que encara no ha desenvolupat tot el seu potencial.
Les tecnologies utilitzades en les centrals termoelèctriques que utilitzen combustibles fòssils s'han perfeccionat, tant per obtenir una major eficiència energètica (cicle combinat) com per reduir-ne l'impacte contaminant (pluja àcida), cosa que inclou les emissions de gasos d'efecte d'hivernacle (captura i emmagatzematge de carboni).
La pila de combustible lligada a les tecnologies de l'hidrogen és un dels últims dissenys proposats per a la substitució de les energies tradicionals.

### Robòtica i màquines CNC
1952: una de les innovacions més importants i transcendentals en la producció de tota mena d'objectes a la segona meitat del segle xx ha sigut la incorporació de robots, autòmats programables i màquines guiades per control numèric amb ordinador (CNC) en les cadenes i màquines de producció, principalment en tasques relacionades amb la manipulació, transport d'objectes, processos de mecanització i soldadura. Aquestes innovacions tecnològiques han sigut viables entre altres coses pel disseny i construcció de noves generacions de motors elèctrics de corrent continu, controlats mitjançant senyals electrònics d'entrada i sortida, i el gir que poden tenir en ambdós sentits, així com la variació de la seva velocitat d'acord amb les instruccions contingudes en el programa d'ordinador que els controla. En aquestes màquines, s'utilitzen tres tipus de motors elèctrics: motors pas a pas, servomotors o motors encoder i motors lineals. El primer desenvolupament en l'àrea del control numèric amb ordinador (CNC), el realitzà l'inventor nord-americà John T. Parsons (Detroit 1913-2007) juntament amb el seu empleat Frank L. Stulen, a la dècada del 1940, realitzant la primera demostració pràctica d'eina amb moviment programat el 1952.
La robòtica és una branca de la tecnologia (i que integra l'àlgebra, els autòmats programables, les màquines d'estats, la mecànica, l'electrònica i la informàtica), que estudia el disseny i construcció de màquines capaces d'acomplir tasques repetitives, tasques en les quals cal una alta precisió, tasques perilloses per a l'ésser humà o tasques no realitzables sense intervenció d'una màquina. Aquestes màquines, els robots, mantenen la connexió de retroalimentació intel·ligent entre el sentit i l'acció directa sota el control d'un ordinador prèviament programat amb les tasques que ha de realitzar. Les accions d'aquest tipus de robots són generalment dutes a terme per motors o actuadors que mouen extremitats o impulsen el robot. Cap al 1942, Isaac Asimov dona una versió humanitzada en la seva coneguda sèrie de relats, en els quals introdueix per primera vegada el terme robòtica amb el sentit de disciplina científica encarregada de construir i programar robots. A més, aquest autor planteja que les accions que desenvolupa un robot han de ser dirigides per una sèrie de regles morals, anomenades les tres lleis de la robòtica.
Els robots són utilitzats avui en dia (2008) per a dur a terme tasques brutes, perilloses, difícils o repetitives per als humans. Això usualment pren la forma d'un robot industrial utilitzat en les línies de producció. Altres aplicacions inclouen la neteja de residus tòxics, exploració espacial, mineria, cerca i rescat de persones i localització de mines terrestres. La manufactura continua sent el principal mercat en què els robots són utilitzats. En particular, robots articulats (similars en capacitat de moviment a un braç humà) són els més utilitzats comunament. Les aplicacions inclouen soldadura, pintat i càrrega de maquinària. La indústria automotriu ha aprofitat aquesta nova tecnologia en què els robots han sigut programats per reemplaçar el treball dels humans en moltes tasques repetitives. Recentment, s'ha aconseguit un gran avenç en els robots dedicats a la medicina, que utilitza robots d'última generació en procediments de cirurgia invasiva mínima. L'automatització de laboratoris també és una àrea en creixement. Els robots semblen estar abaratint-se i empetitint-se en mida, tot relacionat amb la miniaturització dels components electrònics que s'utilitzen per a controlar-los. També, molts robots són dissenyats en simuladors molt abans que siguin construïts i interaccionin amb ambients físics reals.

### Làser
El 1960, el físic nord-americà Charles Townes (1915 -) realitzà a la Universitat de Colúmbia el descobriment que li proporcionaria el seu salt a la fama científica: fou descrit com Microwave Amplification by Stimulated Emission of Radiation (màser). Tanmateix, fou el físic nord-americà Gordon Gould (1920-2005) qui patentà els primers làsers per a usos industrials i militars, malgrat que hi hagué molts litigis perquè diversos científics estaven estudiant la possibilitat de tecnologies similars a partir de les teories desenvolupades per Einstein sobre l'emissió estimulada de radiació. Fou així perquè Gould fou el científic que primer el fabricà i li posà el nom: Light Amplification by Stimulated Emission of Radiation ('amplificació de llum per emissió estimulada de radiació', LASER) Tanmateix, fou Charles Townes a qui li fou concedit el premi Nobel de Física el 1964.
Un làser és un dispositiu que utilitza un efecte de la mecànica quàntica, l'emissió induïda o estimulada, per a generar un feix de llum coherent d'un medi adequat i amb la mida, la forma i la puresa controlats. La mida dels làsers varia àmpliament, des de díodes làser microscòpics amb nombroses aplicacions, al làser de cristalls dopats amb neodimi amb una mida similar a la d'un camp de futbol, utilitzat per a la fusió de confinament inercial, la investigació sobre armament nuclear o altres experiments físics en els quals es presentin altes densitats d'energia. Des de la seva invenció, el 1960, s'han tornat omnipresents i es poden trobar en milers de variades aplicacions en qualsevol sector de la societat actual, incloent-hi camps tan dispars com l'electrònica de consum i les tecnologies de la informació (sistemes de lectura digital dels discos durs, els CD i els DVD i del codi de barres), fins a anàlisis científiques i mètodes de diagnòstic en medicina, així com la mecanització, soldadura o sistemes de tall en sectors industrials i militars.

### Electrificació dels ferrocarrils

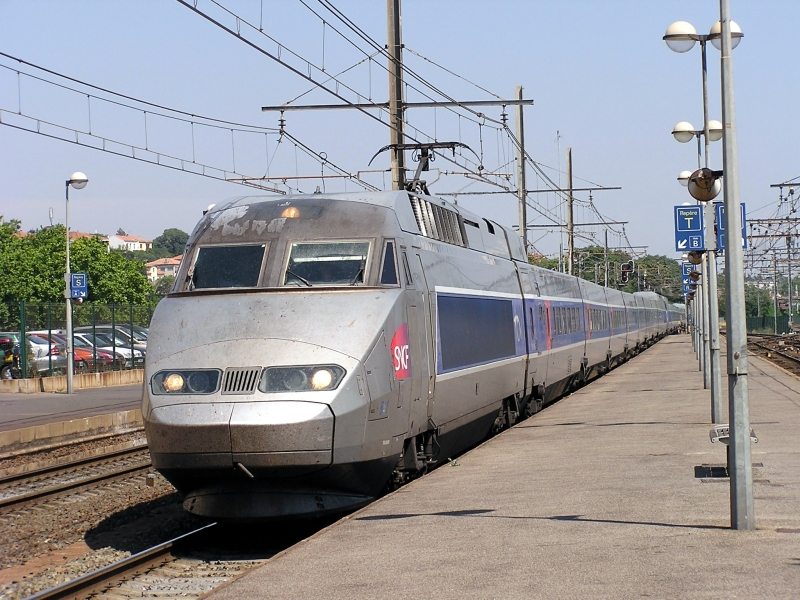
Tren de gran velocitat francès

Una de les aplicacions més significatives de l'electricitat fou la gairebé total electrificació dels ferrocarrils en els països més industrialitzats. La primera fase d'aquest procés, més generalitzada que la segona, fou la substitució de les locomotores que utilitzaven carbó per les locomotores anomenades dièsel que utilitzen combustible obtingut del petroli. Les locomotores dièsel-elèctriques consisteixen bàsicament en dos components: un motor dièsel que mou un generador elèctric i diversos motors elèctrics (coneguts com a motors de tracció) que comuniquen a les rodes (parelles) la força de tracció que mou la locomotora. Generalment, hi ha un motor de tracció per cada eix, i són generalment 4 o 6 en una locomotora típica. Els motors de tracció s'alimenten amb corrent elèctric i, després, per mitjà d'engranatges, mouen les rodes. En el cas de les locomotores dièsel, no cal que les vies estiguin electrificades, i ja s'utilitzen en gairebé totes les vies del món, estiguin les vies electrificades o no.
El següent avenç tecnològic fou la posada en servei de locomotores elèctriques directes, les que utilitzen com a font d'energia l'energia elèctrica provinent d'una font externa, per aplicar-la directament a motors de tracció elèctrics. Les locomotores elèctriques requereixen la instal·lació de cables elèctrics d'alimentació al llarg de tot el recorregut, que se situen a una alçada per sobre dels trens per tal d'evitar accidents. Aquesta instal·lació es coneix com a catenària. Les locomotores prenen l'electricitat per un tròlei, que la majoria de les vegades té forma de pantògraf i se'l coneix com a tal. El cost de la instal·lació d'alimentació fa que la tracció elèctrica tan sols sigui rendible en línies de gran trànsit, o bé en vies amb gran part del recorregut en túnel sota muntanyes o per sota del mar, amb dificultats per la presa d'aire per a la combustió dels altres tipus de motor. A la dècada del 1980 s'integraren com a propulsors de vehicles elèctrics ferroviaris els motors asíncrons, i aparegueren els sistemes electrònics de regulació de potència que donaren l'impuls definitiu a l'elecció d'aquest tipus de tracció per les companyies ferroviàries. Les dificultats d'aplicar la tracció elèctrica en zones amb climatologia extrema fan que, en aquests casos, se segueixi utilitzant la tracció dièsel, car la neu intensa i la seva filtració per ventiladors a les cambres d'alta tensió originen derivacions de circuits elèctrics que deixen inservibles aquestes locomotores mentre duri el temporal. Les baixes temperatures també afecten de diferent manera el cable de contacte de la catenària que perd la conductivitat durant intervals de temps. La fita dels trens elèctrics el constitueixen els anomenats trens d'alta velocitat amb el desenvolupament següent: 
1964: el Shinkansen o tren bala japonès fou el primer tren d'alta velocitat a utilitzar un traçat propi, i s'inaugurà per als Jocs Olímpics de Tòquio 1964. 1979: un tren de levitació magnètica s'instal·là per primera vegada a Hamburg per a l'Exhibició Internacional del Transport (IVA 79), desenvolupant patents anteriors. Hi hagué proves posteriors de trens similars a Anglaterra i actualment operen comercialment línies al Japó i la Xina. Es combinen amb el sistema de monocarril. 1981: El tren de gran velocitat (en francès: Train à Grande Vitesse), conegut com a TGV, és un tipus de tren elèctric d'alta velocitat desenvolupat per l'empresa francesa Alstom, per fer inicialment el recorregut entre París i Lió. El TGV és un dels trens més veloços del món, i opera en alguns trams a velocitats de fins a 320 km/h, i té el rècord de major velocitat mitjana en un servei de passatgers i el de major velocitat en condicions especials de prova. El 1990 assolí la velocitat de 515,3 km/h, i el 2007 superà el seu mateix registre en arribar als 574,8 km/h a la línia París-Estrasburg.

### Electromedicina

Imatge radiològica en 3D

Els rajos X foren descoberts el 1895 pel físic alemany Wilhelm Röntgen, que descobrí que el bombardeig d'àtoms metàl·lics amb electrons d'alta velocitat produeix l'emissió de radiacions de gran energia. Combinats amb les tecnologies de la fotografia, els rajos X permeteren obtenir imatges de parts interiors del cos humà abans inaccessibles sense cirurgia. A partir d'aquell moment, es convertiren en imprescindibles mitjans de diagnòstic, formant part essencial del camp denominat electromedicina.
El seu ús principal en diagnòstic mèdic, per ser les més fàcils de visualitzar, fou l'observació de les estructures òssies. A partir de la generalització d'aquesta pràctica, es desenvolupà la radiologia com a especialitat mèdica que empra la radiologia com a mitjà de diagnòstic, que continua sent l'ús més estès dels rajos X. En desenvolupaments posteriors, s'hi afegiren la tomografia axial computada (TAC, el 1967, per un equip dirigit pels enginyers Godfrey Newbold Hounsfield i Allan M. Cormack, premis Nobel de medicina el 1979), la ressonància magnètica (descoberta com a principi el 1938 i aplicada a la imatge de diagnòstic per Paul Lauterbur i Peter Mansfield, premis Nobel del 2003) i l'angiografia (utilitzada des del 1927 pel portuguès Egas Moniz, guanyador del premi Nobel el 1949, i desenvolupada de forma més segura per la tècnica Seldinger des del 1953); així com la utilització terapèutica de la radioteràpia.
Els ultrasons foren utilitzats per primera vegada en medicina per l'estatunidenc George Ludwig, a finals de la dècada del 1940, mentre que l'ecografia fou desenvolupada a Suècia pels cardiòlegs Inge Edler i Carl Hellmuth Hertz (fill i renebot dels famosos físics), i al Regne Unit per Ian Donald i l'equip de ginecologia de l'hospital de Glasgow.
S'apliquen altres tecnologies electromèdiques en la cardiologia, tant en diagnòstic (electrocardiograma, utilitzat des del 1911, que li valgué el premi Nobel del 1924 a Augustus Waller), com en tractament (desfibril·lador) i pròtesis: (els marcapassos i el cor artificial). També en àrees com els problemes d'audició (mitjançant els audiòfons) o el diagnòstic i tractament de problemes neurològics i neurofisiològics.
S'han equipat les sales d'operacions i unitats de rehabilitació i cures intensives (UVI o UCI) amb equips electrònics i informàtics d'alta tecnologia. S'han millorat els equipaments que realitzen anàlisis clíniques i s'han desenvolupat microscopis electrònics de gran resolució.

### Telecomunicacions i Internet

Satèl·lit de comunicacions

1969: l'auge de les telecomunicacions comença quan se situen a l'espai exterior els primers satèl·lits de comunicacions, satèl·lits artificials situats en òrbita al voltant de la Terra que transmeten ones electromagnètiques; però aquest punt culminant tingué la seva prehistòria: el terme “telecomunicació fou definit oficialment per primera vegada el 1932 durant una conferència internacional que tingué lloc a Madrid ("tota transmissió, emissió o recepció, de signes, senyals, escrits, imatges, sons o informacions de qualsevol naturalesa per fil, radioelectricitat, mitjans òptics o altres sistemes electromagnètics"). La base matemàtica sobre la qual es desenvolupen les telecomunicacions dependents de l'electricitat és molt anterior: fou desenvolupada per Maxwell, que ja predigué que era possible propagar ones per l'espai lliure utilitzant descàrregues elèctriques (prefaci de Treatise on Electricity and Magnetism, 1873), fet que corroborà Heinrich Hertz amb el primer transmissor de ràdio generant radiofreqüències entre 31 MHz i 1.25 GHz (1887). Tanmateix, l'inici de l'era de la comunicació ràpida a distància ja havia començat a la primera meitat del segle xix amb el telègraf elèctric, al qual s'afegiren més tard el telèfon i la revolució de la comunicació sense fil amb les ones de ràdio. A principis del segle xx, aparegué el teletip que, utilitzant el codi Baudot, permetia enviar i rebre texts en quelcom de semblant a una màquina d'escriure. El 1921, la wirephoto o telefoto permeté transmetre imatges per telèfon (ja s'havia fet telegràficament des de l'Exposició Universal de Londres del 1851 i comercialment des del 1863), i a partir d'aleshores es comercialitzà el fax per AT&T. Aquesta mateixa companyia nord-americana desenvolupà des del 1958 diferents tipus d'aparells digitals precedents del mòdem per a les comunicacions telefòniques, que més tard s'aplicaren a la transmissió de dades entre ordinadors i altres dispositius. A la dècada 1960, comença a ser utilitzada la telecomunicació en el camp de la informàtica, amb l'ús de satèl·lits de comunicació i les xarxes de commutació de paquets.
Un satèl·lit actua bàsicament com un repetidor situat a l'espai: rep els senyals enviats des de l'estació terrestre i les reemet a un altre satèl·lit o de tornada als receptors terrestres. Els satèl·lits són posats en òrbita mitjançant coets espacials que els situen circumdant la Terra a distàncies relativament properes fora de l'atmosfera. Les antenes utilitzades preferentment en les comunicacions via satèl·lit són les antenes parabòliques, cada vegada més freqüents a les terrasses i teulades de les ciutats. Tenen forma de paràbola i la particularitat que els senyals que incideixen sobre la seva superfície es reflecteixen i incideixen sobre el focus de la paràbola, on es troba l'element receptor.
Amb la posada en marxa dels satèl·lits de comunicacions, ha sigut possible disposar de molts canals de televisió, l'impressionant desenvolupament de la telefonia mòbil i d'Internet. Internet és un mètode d'interconnexió descentralitzada de xarxes d'ordinadors implementat en un conjunt de protocols denominat TCP/IP i garanteix que xarxes físiques heterogènies funcionin com una xarxa lògica única, d'abast mundial. Els seus orígens es remunten al 1969, quan s'establí la primera connexió d'ordinadors, coneguda com a ARPANET, entre tres universitats a Califòrnia i una a Utah (Estats Units).
El segle xxi està vivint els començaments de la interconnexió total en què convergeixen les telecomunicacions, mitjançant tota mena de dispositius cada vegada més ràpids, més compactes, més poderosos i multifuncionals. Ja no és necessari establir enllaços físics entre dos punts per transmetre la informació d'un punt a un altre. A causa de la gran velocitat de propagació de les ones electromagnètiques, els missatges enviats des de qualsevol punt de la superfície terrestre o de la seva atmosfera se'n reben gairebé simultàniament en qualsevol altre.

### Vídeos
- Electricidad y magnetismo (castellà)
- Història de l'electricitat YouTube (castellà)